# Nez-Percés
Pour la langue, voir Nez-percé (langue).
 (août 2014).
Les Nez-Percés, ou Nimíipuu, sont une tribu amérindienne du groupe pénutien qui vivait sur le plateau du Columbia de la région Nord-Ouest Pacifique au moment de l’expédition de Lewis et Clark.
Le souvenir des Nez-Percés demeure intact à travers l'élevage et la sélection du cheval appaloosa, originaire de la rivière Palouse, et leur résistance héroïque lors de leur fuite sur plusieurs milliers de kilomètres sous la conduite de Chef Joseph.

## Étymologie et linguistique

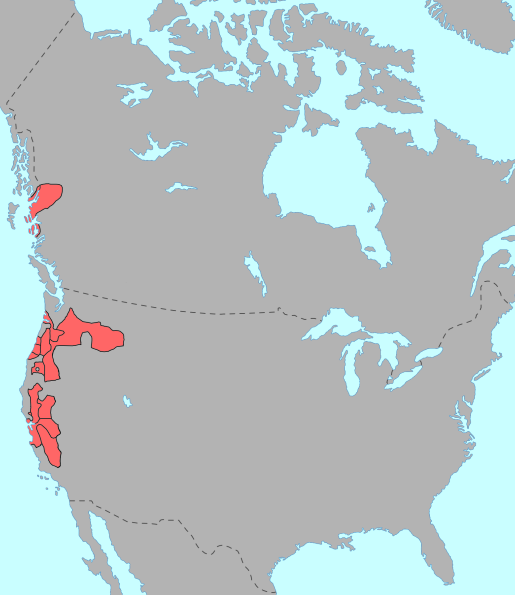
Répartition des langues pénutiennes.

Le terme Nez Percé est un exonyme donné par les négociants de fourrure français ou canadiens de langue française qui furent les premiers en contact avec les membres de la tribu. Ce terme a été repris par les rédacteurs anglophones en supprimant l'accent aigu.
Le terme Nimíipuu signifie « les gens » ou « le peuple ». Lewis et Clark ont rapporté également une dénomination de Chopuunish, corruption du mot Tsútpěli, « le peuple des montagnes ».
La langue des Nimíipuu, le nez-percé, appartient à la famille des langues sahaptiennes dans le groupe des langues pénutiennes, une des plus anciennes du territoire nord-américain.
La dénomination « Nez-Percé » est peut-être la moins impropre, à la fois parce qu’elle est préférée par la majorité des Nimíipuu lors des relations avec des locuteurs n'appartenant pas à la tribu et parce que d'aucuns avancent qu’il est utilisé par une majorité d’historiens, qui se fondent sur les relations de voyages des trappeurs et explorateurs français, premiers Européens à avoir pénétré aussi loin dans l'ouest américain.
Ainsi, Clark le 7 mai 1806 et Lewis le 13 écrivent dans leur journal que « l'ornement dans leur nez est constitué par un coquillage de Wampum (Dentalium de l'île de Vancouver) ». Cette pratique est fréquente chez les tribus de la côte mais non généralisée chez les Chopuunish.
Les Têtes-Plates du Montana appelaient les Nez-Percés Sahaptins, soit « ceux qui voyagent vers les terres des bisons ».

## Les terres traditionnelles des Nez-Percés

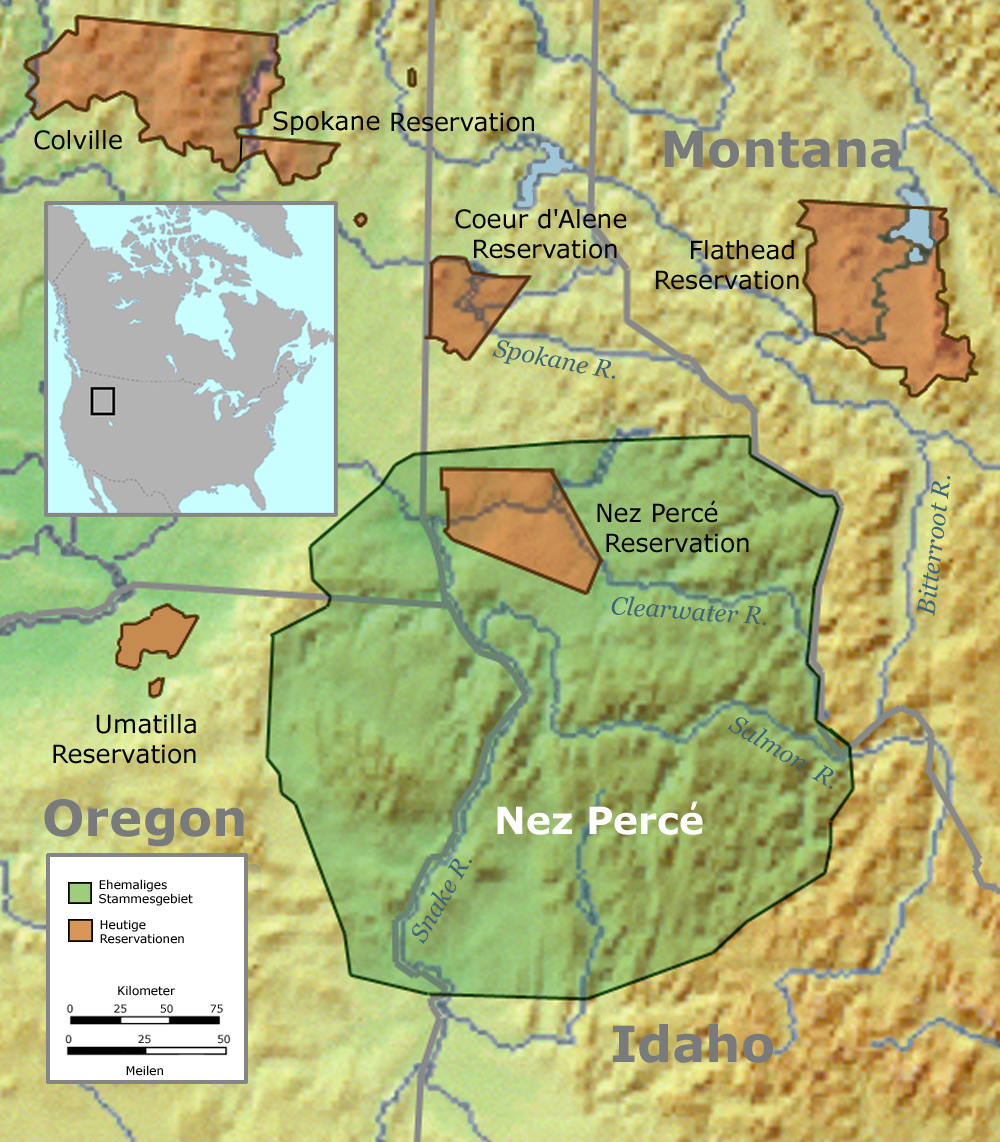
Territoire des Nez-Percés.

Les Nimíipuu occupaient un territoire d'environ 69 000 km2 sur les plateaux du Nord-Ouest, entre les monts Bitterroot à l'est et les montagnes Bleues à l'ouest, une zone englobant les bassins de la Clearwater et de la Snake, à cheval sur les États actuels de Washington, de l'Oregon, de l'Idaho et du Montana.
Les Nez-Percés et leurs alliés constituent un groupe d'environ 14 000 personnes vers 1860 se répartissant en dix tribus : Nez-Percés, Cayuses, Umatillas, Walla Wallas, Yakamas, Spokanes, Cœurs d'Alène, Têtes-Plates, Pend d'Oreilles et Kootenais.
Les tribus hostiles sont les Shoshones au sud et surtout les Pikunis au nord-est.

## Histoire

### La création des Nez-Percés selon la légende de Coyote

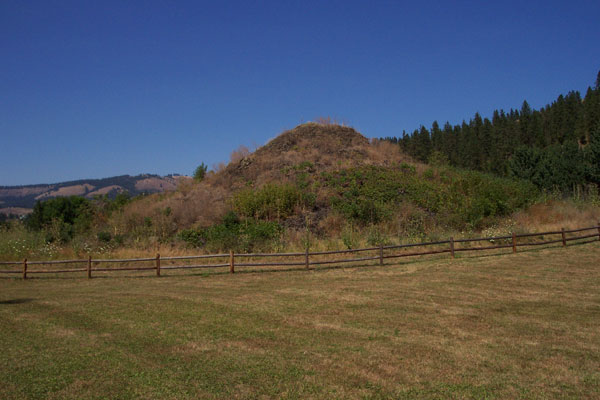
Le cœur du Monstre.

La Légende de Coyote raconte l'origine de la tribu des Nez-Percés avec de très nombreuses variantes.
« Un jour, bien avant qu’il y ait des gens sur la Terre, un monstre descendit du Nord. Il était énorme et aspirait tout ce qu’il voyait. Il aspirait les petits animaux, le ‘chipmunk’ (tamia), le raton laveur et les souris mais aussi les gros animaux, le daim, l’élan et même le lion des montagnes (cougar, puma).

Coyote ne pouvait plus rencontrer ses amis, ce qui le rendait complètement fou. Il décida qu’il était temps d’arrêter le monstre. Coyote traversa la Snake et s’attacha au plus haut sommet des montagnes de la Wallowa. Il appela le monstre qui était de l’autre côté en le mettant au défi d’essayer. Le monstre chargea, furieux, il traversa le fleuve et grimpa au sommet de la montagne où était Coyote. Il essaya d’aspirer Coyote avec son souffle mais rien n’y fit, les cordes qui attachaient Coyote étaient très solides. Cela effraya le monstre qui décida de faire la paix avec Coyote et l’invita près de lui pour quelque temps.
Plus tard, Coyote dit au monstre qu’il aimerait voir tous les animaux qui étaient dans son ventre. Le monstre acquiesça et Coyote entra dans le ventre. Il vit que tous les animaux y demeuraient vivants. Il leur dit de se préparer à s’enfuir et se mit à l’ouvrage. Avec sa pierre à feu, il créa un énorme brasier dans le ventre puis avec son couteau, il coupa le cœur du monstre. Tous les animaux purent s’échapper par la bouche grande ouverte et Coyote sortit le dernier.

Pour honorer cet événement, Coyote voulut créer les êtres humains. Il découpa le monstre et dispersa ses morceaux aux quatre vents. Les morceaux tombèrent, quelques-uns au Nord, d’autres au Sud, d’autres encore à l’Est et à l’Ouest, dans les vallées, les canyons ou sur les bords des fleuves. Partout où ils tombèrent une tribu naquit. Lorsqu’il eut terminé, Renard, l’ami de Coyote lui dit qu’il n’avait créé aucune tribu à l’endroit où ils étaient. Coyote était désespéré car il ne lui restait plus aucun morceau du monstre. Mais il eut une idée : Il lava le sang qui était sur ses pattes avec de l’eau, secoua ses pattes et les gouttes tombèrent au sol. Coyote dit « Ici sur cette terre je fais les Nez-Percés. Ils seront peu en nombre mais ils seront forts et purs ». Et c’est comme ça que les êtres humains sont venus. »
Coyote crée les couleurs des êtres humains avec de l'argile et fait cuire des figurines dans un four. Pas assez de cuisson c'est le blanc que Coyote jette par-dessus l'océan, trop cuit c'est le noir qu'il jette vers le sud et parfait c'est l'Indien qui est le seul à être né sur cette Terre.
Légende « Comment Coyote a fait les différents hommes ».

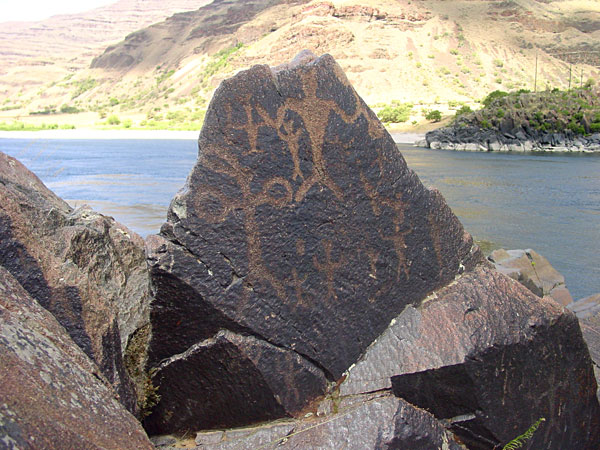
Pétroglyphes datant d'environ -4500 ans, dans le parc historique national des Nez-Percés.

Du point de vue archéologique vers −10 000, un groupe macro-pénutien serait descendu du sud de l'Alaska pour s'installer à l'ouest des montagnes Rocheuses en se séparant en bandes sur les plateaux. Une autre théorie envisage une migration depuis le sud. Des découvertes d'habitats préhistoriques attestent d'une présence constante de populations dans ces régions du nord-ouest. Protégées naturellement à l'est et à l'ouest des climats rigoureux, des terres riches et giboyeuses, des rivières poissonneuses et une relative paix entre les différentes tribus leur ont permis de perdurer de manière stable.

### Première rencontre avec l'homme blanc

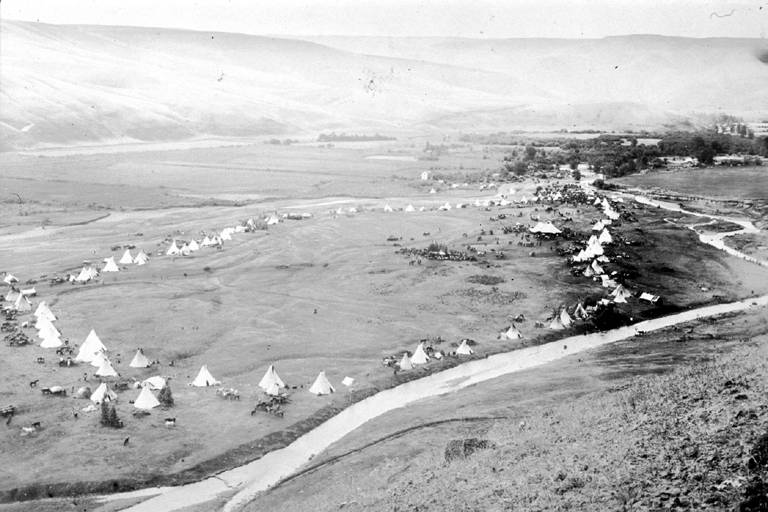
Campement Nez-Percé - Lapwai

Dans les années 1760-1770, les Nez-Percés et les Salish avaient installé un campement dans une vallée des monts Bitterroot. Ils préparaient un raid contre leurs ennemis les Pikunis et les Assiniboines mais le camp fut attaqué par les Blackfeet qui enlevèrent des femmes et des enfants et volèrent des chevaux. Une petite fille fut amenée vers le nord comme esclave. C'était le début d'une captivité qui allait durer plus de 30 ans.
Plus tard, elle fut troquée par les Cris qui l'emmenèrent vers l'est puis par les Chippewas.
Dans l'est, elle fut achetée par une famille de colons blancs qui la traitèrent de façon très correcte. Ils désiraient qu'elle retrouve son peuple.
Ils la confièrent au peuple mandan Hidatsas Sahnish. Ensuite, les Crows la remirent aux Salish et elle put retourner enfin chez les Nez-Percés.
C'était vers 1804. On lui donna le nom de Wat-ku-ese (« celle qui a été perdue et retrouvée »). Elle raconta sa longue histoire et dit que très loin vers l'est il y avait un peuple très puissant à la peau claire, des cheveux sur le visage (la barbe), une couronne avec des bords sur la tête (le chapeau) et ils lui avaient même sauvé la vie. Elle les appelait So-yap-po.
Pour les Amérindiens, elle semblait avoir perdu la raison car ces choses-là n'existent pas… Quelques mois plus tard les étranges créatures décrites par Wat-ku-ese faisaient leur apparition au pays des Nez-Percés, c'étaient les membres de l'expédition Lewis et Clark.
Le témoignage de Wat-ku-ese en faveur des Blancs explique en partie l'accueil amical fait par les Amérindiens.
Étant donné leur état sanitaire déplorable, les Amérindiens leur donnèrent un autre nom Pai-yo-it (« celui qui sent mauvais ») et ils seront encore plus surpris quand les Blancs achèteront des chiens pour les manger, ce qui semblait impensable vu la quantité de poisson à portée de main dans les rivières.

### Expédition Lewis et Clark (1804-1806)

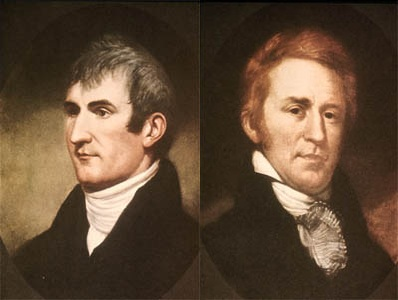
Meriwether Lewis-William Clark.

La toute jeune Amérique est seulement influente sur la côte Est. Les puissances européennes sont présentes sur le continent nord-américain, les Britanniques au nord, les Français en Louisiane, qui correspond pratiquement à tout le Midwest actuel, et les Espagnols au sud-ouest et en Floride. Après avoir acheté la Louisiane à la France de Napoléon Bonaparte en 1803, les États-Unis doivent contrecarrer les visées britanniques depuis le Canada sur les territoires inconnus de l'Ouest.
Le président Thomas Jefferson commande une expédition vers l'ouest pour atteindre la côte Pacifique, c'est une mission scientifique, de prospection commerciale et territoriale ayant pour but des relevés cartographiques, la connaissance des peuplades inconnues, les découvertes botaniques et l'évaluation des animaux à fourrure.

Carte de l'expédition Lewis et Clark.

Le 11 septembre 1805, après la découverte de la source du Missouri, l'expédition se déplace vers l'ouest pour trouver la voie navigable du Columbia qui doit les mener jusqu'au Pacifique. Ils doivent franchir les redoutables monts Bitterroot entre les États actuels du Montana et de l'Idaho, « les montagnes les plus terribles jamais rencontrées. »
Ils font une traversée très éprouvante, froid, tempête de neige, manque de nourriture, accidents. Ils laissent des noms de leur passage et de leur calvaire (Colt Killed Creek La rivière du Poulain tué, Hungry Creek La rivière de la Faim). Au bout d'une semaine le 18, William Clark et des chasseurs partent en avant-garde à la recherche d'un gibier devenu rare à cette époque de l'année. Ils empruntent ce qui sera plus tard la Lolo Trail (en) et débouchent sur les hautes plaines des plateaux du Columbia.
Le 20 septembre 1805, trois enfants indiens d'un village au bord de la Clearwater s'enfuient et courent se cacher à la vue d'hommes blancs hirsutes, sales, épuisés et affamés qui pénètrent pour la première fois sur le Territoire des Nez-Percés.
Ils sont accueillis, hébergés, et nourris par les Amérindiens. Ils rencontrent ensuite le Chef Twisted Hair.
Les autres membres de l'expédition, restés en arrière avec Lewis sont retrouvés et nourris. Parmi ceux-ci, il y a un homme entièrement noir, York, l'esclave du capitaine Clark, Sacagawea, une Shoshone sur qui repose une grande partie du succès de l'expédition, femme du guide Toussaint Charbonneau, avec leur enfant et un chien d'une taille inimaginable, Seaman, le Terre Neuve noir de Lewis. Gavés de nourriture fraîche et probablement de camas, particulièrement peu assimilables pour des estomacs non accoutumés, les hommes sont malades d'indigestion pendant quelques jours. Soignés et alimentés de gibier, ils récupèrent et construisent des canoës pour la suite de leur voyage vers le Pacifique.
Certains Amérindiens portent des perles et des objets en cuivre manufacturés, preuve qu'une voie de commerce s'est faite depuis la côte Pacifique et les échanges inter-tribaux vers l'intérieur des terres.
Ils confient leurs chevaux aux bons soins de Twisted Hair et de sa famille. Le 7 octobre, ils quittent le village par la Clearwater. Ils rencontrent d'autres villages, et lors d'un naufrage, ils sont aidés par des Amérindiens qui se montrent toujours amicaux.
Ils descendent ensuite la Snake et aboutissent au fleuve Columbia près d'un centre d'échange et de commerce entre les tribus de la région The Dalles. Twisted Hair les aide dans les négociations avec les nouvelles tribus rencontrées.
Après l'hivernage près du Pacifique à Fort Clatsop, ils retournent sur les bords de la Clearwater pour récupérer leurs chevaux et leur matériel en mai 1806. En signe d'hommage, ils sont présentés aux plus importants chefs de guerre : The Broken Arm, Red Grizzly Bear, Five Big Hearts et Flint Necklace, le grand-père du futur Looking Glass.
Un conseil se tient avec distribution de présents et colifichets. Les Américains exhibent des objets totalement incompréhensibles : montres, longue-vue, boussoles et dessinent une carte de l'implantation de la puissante nation américaine blanche qui les a envoyés au-delà des montagnes pour établir la paix entre les tribus et fonder des centres de commerce. Ensuite, les Amérindiens se retirent et délibèrent en privé. Le lendemain, un délégué rencontre Lewis et déclare qu'ils sont convaincus des avantages de la paix et désirent ardemment établir la paix avec leurs voisins. Dans son journal, Lewis rapporte les conclusions du délégué du conseil : que les hommes blancs soient assurés de leur sincère attachement et qu'ils trouveront toujours de l'aide auprès d'eux. Les Nez-Percés sont pauvres mais leur cœur est bon. Cette promesse de la Kamyah Valley ne sera jamais démentie, transmise comme une parole sacrée donnée aux premiers Blancs, de génération en génération, malgré les pressions, les persécutions et offenses jusqu'en 1877.

### Le commerce des fourrures (1806-1836)
Pendant les 30 années qui suivront le passage de l'expédition de Lewis et Clark, des aventuriers faisant le commerce des fourrures et des trappeurs viendront explorer la région du Nord-Ouest apportant des produits manufacturés et des fusils qui renforceront la puissance des Nez-Percés. Sur le chemin du retour en 1806, Lewis tenta en vain d'établir un processus de paix avec les belliqueux Pikunis qui l'attaquèrent et il sauva sa vie de justesse.
En 1807 arrive David Thompson et les Canadiens français de la Compagnie du Nord-Ouest, rivale de la Compagnie de la Baie d'Hudson. Il établit un poste de traite, le Kootanae House, sur le Columbia à la frontière de l'actuel Montana et de la Colombie-Britannique. Thompson, avec des Canadiens français et des trappeurs sang-mêlé fait du commerce et créé d'autres postes pendant quelques années dans ces régions du Montana, de l'Idaho et de l'État de Washington actuels. Il échange des fusils, de la poudre, des pointes de flèches en métal et diverses fournitures dans des opérations de troc. Il n'ira jamais au cœur du pays des Nez-Percés. Remplacé par d'autres Canadiens de la Compagnie, il quitte la région en 1812.
La même année 1807, Manuel Lisa de la Lisa-Menard and Morrison Fur Company établit le premier comptoir dans les montagnes Rocheuses, Fort Raymond, à la jonction de la Bighorn et de la Yellowstone pour explorer le Missouri. Il envoie John Colter explorer la vallée de la Wind sur le territoire des Shoshones. John Colter est probablement le premier Mountain man connu ; il a exploré la région du Yellowstone et des Grands Tetons. George Drouillard part vers la Bighorn et la Powder et Edward Rose sur la Tongue River. Avec de nouveaux associés la compagnie devient la Missouri Fur Company en 1812.
Le commerce des fourrures est extrêmement lucratif et souvent le seul moyen de subsistance ou de troc pour les Amérindiens. En 1812, les tanneries représentent un chiffre d'affaires de 12 000 000 $ pour les industries de l'Est.

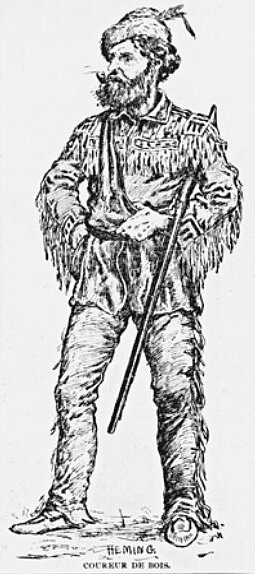
Coureur des bois

Les Pikunis sont très hostiles à ces arrivants. Les attaques et meurtres sont fréquents contre les commerçants, trappeurs, indiens Nez-Percés, Têtes-Plates et Crows.
En 1811, en provenance de Saint-Louis, arrive un groupe de chasseurs de la Pacific Fur Company, dirigés par Wilson Price Hunt. Les Astorians sont financés par un très riche homme d'affaires de New York, John Jacob Astor. Ils arrivent après maintes péripéties et accidents pour établir un poste à l'embouchure du Columbia. En deux ans et demi, ils vont perdre 61 hommes, le navire Le Tonquin et des milliers de dollars lors de la vente de Fort Astoria à la Compagnie du Nord-Ouest en 1813. Cependant, ils vont explorer et fonder de nombreux comptoirs qui seront 30 ans plus tard les premières bases de la piste de l'Oregon.
Les rescapés grâce à la conduite d'un colosse, Donald MacKenzie sont sauvés par les Nez-Percés.
Ils doivent rejoindre Fort Astoria sur la côte Pacifique. Un premier groupe explore le nord via la Snake River et le Columbia. Un second avec Ramsey Crooks et Wilson Price Hunt à l'opposé.
Les concurrents ne sont pas encore arrivés dans le territoire des Nez-Percés. MacKenzie érige un poste dans la Clearwater Valley. Les Amérindiens sont désillusionnés quand les Blancs ne veulent faire de troc, en particulier des fusils, qu'en échange de peaux de castors, fourrure à la mode très prisée en Europe. Les Amérindiens ne savent pas piéger le castor et cela n'a jamais été dans leurs habitudes. Ils ne trouvent aucun intérêt dans la capture du castor, contrairement aux bison, daim, aigle, saumon ou ours qui leur apportent nourriture, vêtements, outils de vie courante, faire valoir.
Les Blancs font venir des trappeurs de l'Est pour piéger le castor. Une certaine rancœur s'installe parmi les Amérindiens contre ces Blancs qui n'ont rien à voir avec Lewis et Clark.
Devant les risques de guerre imminente entre la Grande-Bretagne et les États-Unis, les Américains décident de quitter la région pour retourner derrière les Rocheuses vers l'est. Après avoir caché les produits de la trappe, MacKenzie part avertir les autres membres disséminés dans la région. À son retour, la cache ayant été découverte par les Amérindiens et les fourrures volées, il fait irruption en arme dans un village pour récupérer son bien. Il fouille partout. Le chef du village lui dit qu'il va mener lui-même l'enquête et les produits sont retrouvés. Lorsqu'il veut acheter des chevaux et de la nourriture, les Amérindiens se montrent peu coopératifs et MacKenzie, furieux, abat les chevaux un à un, avec la contrepartie déposée sur le sol, jusqu'à ce que les Amérindiens acceptent de lui vendre des montures.
Dans un autre village, un membre des Astorians, John Clarke, a des démêlés avec les Amérindiens. À la suite d'un vol, il fait édifier un gibet et pend le coupable devant tous les membres de la tribu.
Le ressentiment des Amérindiens se transforme en hostilité et les Astorians doivent quitter la région dans les plus brefs délais. Certains seront massacrés sur le chemin du retour.
La guerre de 1812 à 1815 contre la Grande-Bretagne et la dépression économique qui suit marquent un arrêt de dix ans du commerce des fourrures.
En 1813, tous les intérêts américains sont vendus à la Compagnie du Nord-Ouest. Les Canadiens prennent la place laissée vacante par les Américains, mais les Amérindiens ne font pas de différence entre les Blancs et il y a de nombreuses escarmouches, des extorsions de marchandises pour le passage, des morts de part et d'autre.
MacKenzie et les Astorians qui n'ont pas été embauchés par la Compagnie du Nord-Ouest quittent le territoire en 1814 non sans subir des attaques et des pertes.
En 1816, MacKenzie revient dans la région du Columbia. Ne voulant pas répéter ses erreurs et ne pouvant compter sur les Amérindiens pour la trappe du castor, il organise des brigades de trappeurs avec des Canadiens français, des sang-mêlé et des Iroquois pouvant se porter mutuellement secours en cas d'attaque. Il crée un fort comme point d'appui. Devant négocier avec les Amérindiens pour les chevaux, il fait une tournée des villages pour renouer des liens d'amitiés et prouver ses bonnes intentions. Beaucoup plus patient et diplomate que lors de son premier séjour, il réussit à commercer avec les Nez-Percés. Désireux, pour la sécurité des trappeurs, d'éliminer tout risque de guerre inter-tribale entre les Nez-Percés et leurs ennemis, les Shoshones et Bannocks au sud, il entreprend une mission de conciliation et il obtient un accord de paix.
Il renforce le Fort Nez-Percés avec des murs de pierre, canons et porte en métal. Malgré de nombreux accrochages entre les tribus ennemies, il ne cessera jusqu'à son départ en 1821 de favoriser les trêves et de tenter d'établir une paix durable. Les Amérindiens commencent à chasser le castor pour obtenir des produits manufacturés et des armes qu'ils échangent au fort. La même année, les deux compagnies concurrentes du Nord-Ouest et de la Baie d'Hudson fusionnent. Pour empêcher le retour des Américains, le responsable de la compagnie, George Simpson, fait pratiquer une chasse à outrance sans laisser la régénération naturelle s'effectuer, provoquant une disparition quasi totale du castor dans la Snake River ; la pratique était de laisser les zones en repos pendant deux à trois ans.
Les tribus sont en principe protégées contre les malversations des Blancs par des lois renouvelables du Congrès votées en 1790 et qui sont devenues permanentes à partir de 1802. Elles disent que « nul ne peut faire de commerce avec les Amérindiens sans posséder une licence du gouvernement, nul ne peut traverser ou s'installer sur les territoires indiens sous peine d'une amende ou d'un emprisonnement, nul ne peut acheter de cheval à des Amérindiens sans licence, il est cependant permis de commercer pour les fournitures courantes dans des proportions raisonnables. Il est institué un système de comptoirs pour l'obtention de produits en échange de fourrures à un prix convenable. Une loi du 30 mars 1802 interdit la vente d'alcool aux Amérindiens, renforcée par une autre en 1822. »
Pratiquement, personne ne respecte le Trade and Intercourse Acts, et les grands « rendez-vous » annuels se tiennent au sud du 42e parallèle, en territoire mexicain.

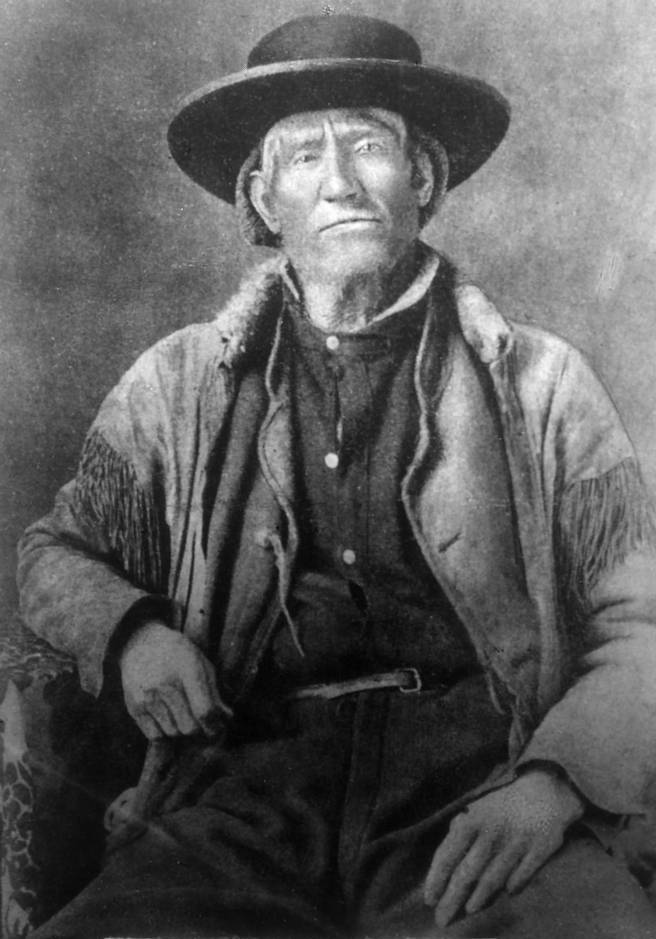
Jim Bridger

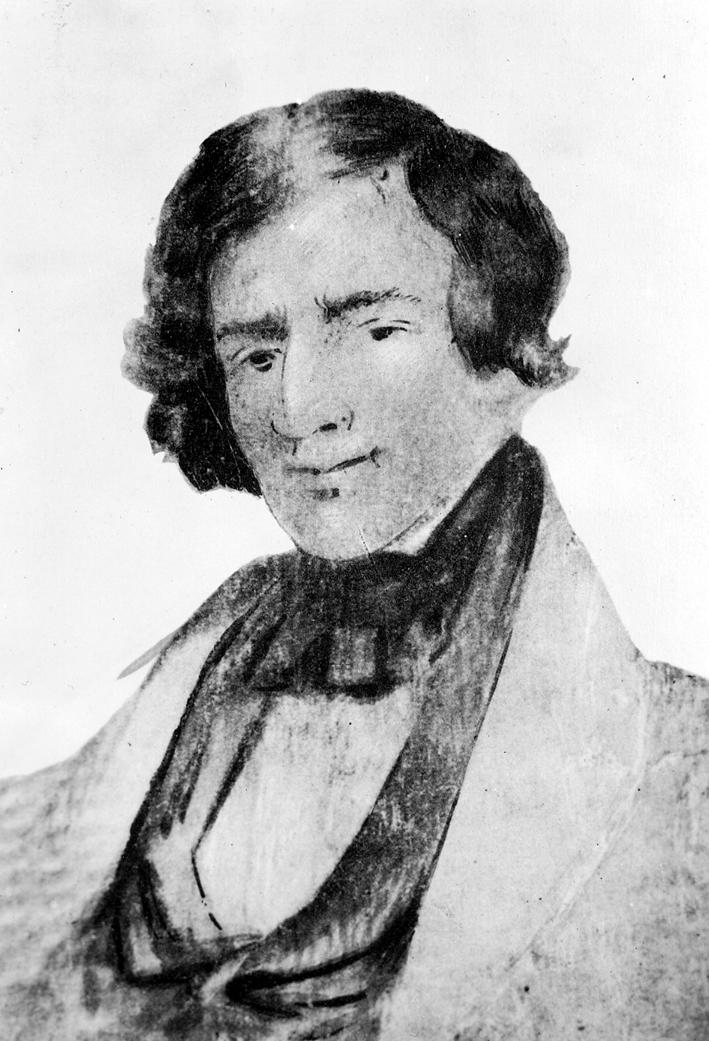
Jedediah Smith

En 1822, William Henry Ashley de la Ashley-Henry Company fait paraître une annonce dans un journal de Saint-Louis le 13 février : « Pour des jeunes hommes entreprenants, le souscripteur désire embaucher CENT HOMMES, pour remonter le Missouri jusqu'à sa source. Ils seront employés pour un, deux ou trois ans… ». Répondront à l'annonce des hommes qui par la suite deviendront célèbres dans l'histoire des États-Unis, Jedediah Smith, David Jackson, Jim Bridger, Thomas Fitzpatrick.
Les Américains, que l'on appelle les Bostons, font leur réapparition sous la conduite de Jedediah Smith. Ils font de meilleures propositions commerciales aux Amérindiens pour l'achat des fourrures et désirent s'implanter solidement au détriment des Britanniques dont le traité de concession arrive à échéance en 1828. La concession étant reconduite, la concurrence entre Américains et Britanniques devient très forte. Contrairement aux pratiques de prix fixe des Britanniques les Américains font de meilleures offres. Il s'établit une union très forte entre les Nez-Percés et les Mountain Men américains qui prennent souvent des Indiennes pour femmes, font des raids ensemble contre les Pikunis, se retrouvent pour les rendez-vous annuels ou bien forment une communauté autour du poste de traite. Ils sont complémentaires avec les mêmes valeurs pour survivre dans cet environnement rude.
Les Américains apprécient et respectent les Nez-Percés et les Flatheads. Ce ne sont pas des peaux-rouges comme les autres, c'est-à-dire ceux que l'on pense rencontrer en venant de l'est avec l'état d'esprit raciste de l'époque : "un bon Indien est un Indien mort" ; les colons et chasseurs civilisés lors de leur avancée vers l'ouest doivent se défendre contre des sauvages sanguinaires, féroces, plus proches de la bête que de l'humain ; une fois vaincus ce ne sont que des mendiants, voleurs et ivrognes incapables de se civiliser ; c'est un droit donné par Dieu que de les éloigner ou les exterminer, la destinée manifeste selon Walt Whitman attribuée à ces fermiers blancs travailleurs, courageux avec le sens de la famille, le respect de Dieu, un esprit de pionnier et le bâtisseur d'un monde nouveau civilisé.
Ils seront convaincus de leurs a priori quand ils rencontreront les redoutables guerriers des plaines Sioux, Pawnees, Sahnish, Comanches, Cheyennes ou Kiowas.
A son retour en Europe, en 1854, après un voyage sur le nouveau continent, l'écrivain britannique Percy Saint-John dépeint ses sentiments de manière désabusée dans son introduction : « Si on ne peut exactement dire quand les Amérindiens sont arrivés en Amérique, on peut par contre très bien connaître la date de leur disparition. C'est une race vouée à l'échec. Ils ne peuvent ni se mélanger ni s'assimiler aux Anglo-Saxons. Ils sont en général inaptes aux travaux agricoles, ils n'ont pas eu l'occasion de montrer leurs capacités. Leur extermination est en route et partout ils mènent leur dernier combat. La route de la Californie en est infestée et des hordes attaquent les convois, de même que sur la route de Santa Fe […] Le caractère de ces Amérindiens est bien décrit dans Les Chasseurs de scalps […] ils ont déclenché une guerre de désolation qui continue encore de nos jours […] Des efforts doivent être faits pour sauver ceux qui restent mais leurs incursions et attitude de rébellion provoquent des rancunes »
C'est avec un état d'esprit différent que les trappeurs et Moutain Men s'installent dans les régions du Nord-Ouest. Pour pouvoir chasser et trapper, ils doivent s'entendre avec les tribus locales pour leur sécurité et le commerce, en contrepartie de fournitures et armes utiles aux tribus, ils obtiennent des fourrures, de l'aide en nourriture, chevaux, des guides pour l'exploration. La proximité complémentaire conduit à une meilleure connaissance et les trappeurs n'ont que faire de la religion et n'interfèrent pas dans les croyances ancestrales des Amérindiens.
Des statistiques intéressantes ont été faites d'après les registres d'embauche. Le Mountain Man est en général un homme jeune, cultivé, qui sait lire, écrire et compter. 80 % sont des immigrants nés à l'étranger, 40 % exercent pour leur compte, 84 % sont mariés souvent à des Mexicaines ou des Indiennes avec une moyenne de quatre enfants par couple, 58 % meurent à un âge avancé, 16 % de maladie, 11 % sont tués par des Amérindiens, 7 % par des non indiens, 4,5 % meurent d'alcoolisme, de suicide ou autre, 3,5 % dans des accidents, les attaques de grizzly étant exceptionnelles.

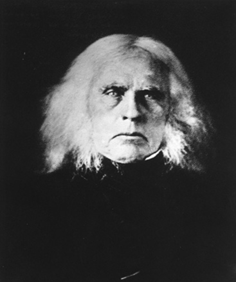
John McLoughlin

Évoluant dans le même environnement rude et hostile, ils doivent s'adapter et apprendre des Amérindiens. Ils rapportent qu'ils sont « comme des hommes blancs, honorables, sincères et dignes de confiance ». Cela s'est établi grâce à l'influence morale d'hommes intelligents, tels que Lewis, Clark et Thomson qui comprenaient et respectaient les différences ou du Dr Jean Baptiste McLoughlin qui sut instaurer des liens d'amitiés et des règles strictes dans une vie communautaire multiethnique.

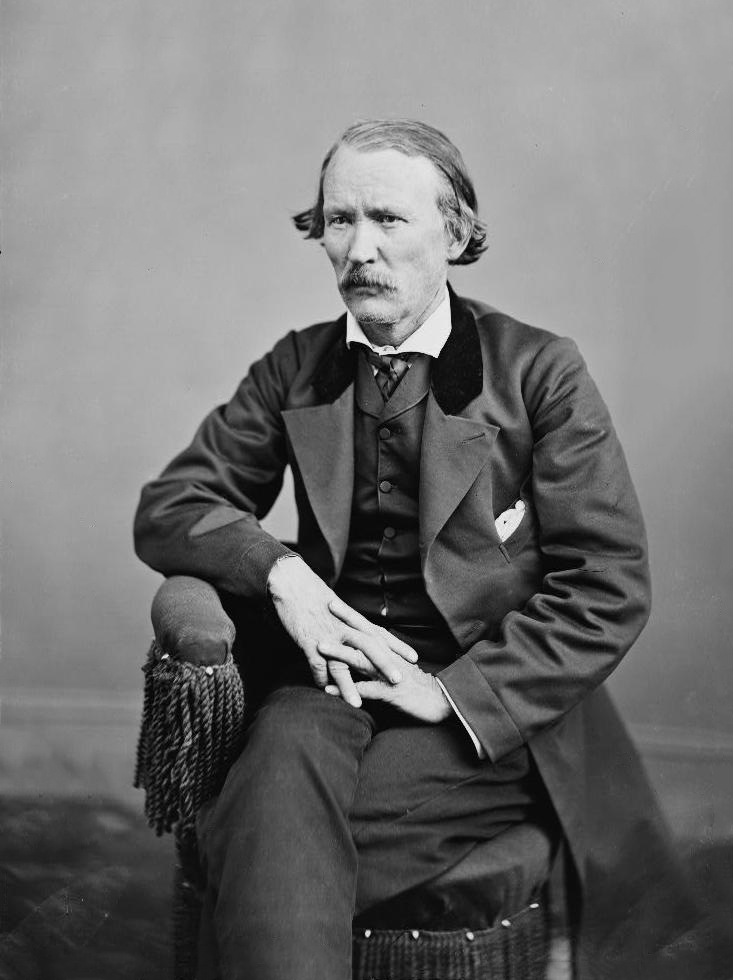
Kit Carson

À partir de 1830, la mode et l'engouement en Europe pour les chapeaux à base de poils de castor décline au profit de la soie d'Extrême-Orient et, la demande diminuant, nombre de Moutain Men vont quitter les territoires de chasse souvent aussi pauvres que lors de leur arrivée pour se reconvertir dans l'élevage, l'agriculture ou guides pour l'armée comme Kit Carson ou Jim Bridger.
Alors au faîte de leur puissance et libres, les Nez-Percés vont bientôt croiser le chemin d'évangélistes intégristes qui voudront leur imposer le salut de leur âme, de colons fermiers qui accapareront les terres, de chercheurs d'or qui les chasseront de leurs vallées, du gouvernement qui ne tiendra aucune promesse et de l'armée qui les forcera dans des réserves. Ce sera le début de la perte de leur identité, de leur liberté et une lente et inexorable descente aux enfers jusqu'au point final en 1877.
Le Trade and Intercourse Acts, rempli de bonnes intentions chrétiennes, n'aura été qu'un bout de papier sans valeur, le précurseur des traités à venir qui ne seront pas davantage respectés.

### La découverte de l'Est (1830)
Les Amérindiens, pour qui tout est spirituel dans la nature, sont intrigués par le Dieu unique des Blancs. Les Iroquois convertis que les Britanniques considèrent comme « dissolus et à demi civilisés » venus avec les Canadiens français ne seront pas très convaincants sur la nouvelle religion. La Compagnie de la Baie d'Hudson avait bien des directives de Londres lui demandant de favoriser la venue de religieux mais ce n'était pas son souci premier. Le gouverneur anglais George Simpson imagina de faire l'éducation de jeunes Amérindiens, un Spokane et un Kootenai dans une école religieuse, la Red River Missionary School, sous la direction d'Alexander Ross. Les Amérindiens acceptent car ils pensent que les enfants pourront apprendre les secrets de ce Dieu si puissant. En 1829, après quatre années d'éducation par les « robes noires » des protestants (les catholiques sont les « longues robes »), les enfants Garry et Pelly, de leur nouveau nom de baptême, maintenant des adolescents, reviennent dans leur tribu. Ils sont habillés à l'européenne, parlent mieux l'anglais que leur langue natale et amènent avec eux la Bible, le Nouveau Testament et le Livre des Prières de l'Église anglicane. Spokan Gary remplira son office auprès de sa tribu et lira les évangiles, apprendra les prières et les chants religieux aux membres de son clan. Kootenai Pelly remplit la même fonction et bientôt les tribus des plateaux respecteront le Jour du Seigneur et des prières pas toujours très orthodoxes, un mélange de chamanisme et de religion chrétienne. En 1834, un commerçant de passage dans le nord de la Colombie-Britannique remarque que « deux jeunes garçons natifs de l'Oregon, qui ont reçu un peu d'éducation à Red River, ont à leur retour dans leur territoire, introduit une espèce de religion dont les bases semblent chrétiennes mélangée à des croyances païennes des Amérindiens. Cette religion s'étend avec une incroyable rapidité dans tout le pays ».
En 1830, la Compagnie de la Baie d'Hudson renouvelle l'expérience avec des enfants du plateau du Columbia dont des Nez-Percés. Comme pour les premiers, ce sont dans tous les cas des enfants de chefs influents, donc amenés à jouer un rôle au sein de leurs tribus.
De par leur mode de vie ancestral, les Amérindiens ont un sens très fort de la communauté et de l'entraide, la religion chrétienne les renforce dans la foi de la charité et du partage avec le prochain. Des témoins sont stupéfaits et admiratifs tel le capitaine de l'US Army Benjamin de Bonneville, « leur honnêteté est immaculée et leur pureté un but, l'observance des rites de leur religion sont les plus uniformes et remarquables. Ils sont davantage une nation de saints qu'une horde de sauvages. »

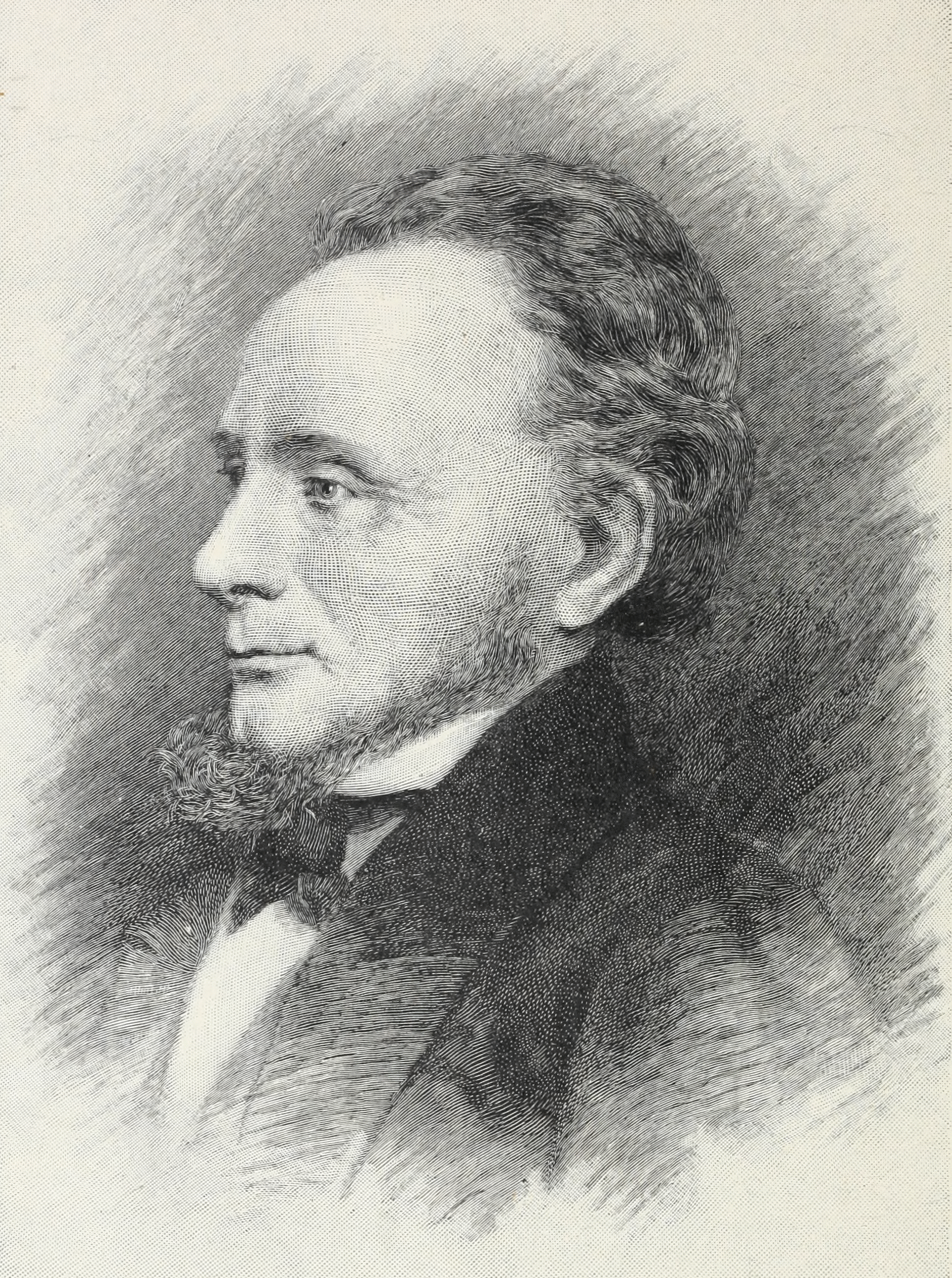
Nathaniel J. Wyeth

En 1832, le capitaine Nathaniel J. Wyeth visite les Nez-Percés et rapporte que « depuis qu'ils ont adopté l'habitude d'observer le Jour du Seigneur chrétien […] leur moralité est probablement meilleure que ce que l'on peut rencontrer partout ailleurs dans le monde, en maintenant la communauté soudée. […] Ils sont gentils, dociles et honnêtes. Leur principal défaut est le jeu. […] Ils gardent un lien durable entre mari et femme avec autant de constance que chez les Blancs. ». Il note également que les Chaman ont ajouté quelques idées chrétiennes à leurs pratiques mais ils restent « les maîtres spirituels de leur peuple dans les affaires de surnaturel »
John Ball est le premier maître d'école dans les Territoires du Nord-Ouest. Il accompagne Wyett en 1832 depuis Fort Vancouver et écrit à propos des femmes Nez-Percés et Flathead : « Ces femmes des montagnes sont très timides et rougissent si on les regarde. Elles considèrent comme un honneur d'être mariées à un homme blanc, mais cela doit être pour la vie, sinon gare. ».
Le dimanche, ils revêtent leurs plus beaux atours et se réunissent pour prier et chanter. Un jour, Bonneville veut partir à la chasse mais ils refusent car c'est le jour du Seigneur et on doit le consacrer à la prière. Le commandement « tu ne tueras point » a une grande influence et fait dire à Bonneville que les Amérindiens ont perdu leur esprit combattif. Ils ne réagissent plus aux raids des Pikunis et vols de leurs chevaux. À tel point que c'est Bonneville qui provoque un conseil des chefs. Il les harangue et leur dit d'organiser des représailles car la prochaine fois les Pikunis enverront les femmes et les enfants pendant que les guerriers iront combattre des adversaires dignes d'eux. Un orateur prend la parole et dit qu'« il est mal de faire la guerre pour se venger. Le Grand Esprit nous a donné un cœur pour la paix, pas pour la guerre ». Ils ne sont pas pour autant devenus pacifistes, ils le prouveront. Peu connu des Anglais et des trappeurs, quatre guerriers ont fait l'année auparavant un voyage jusqu'à Saint-Louis pour chercher le salut spirituel de leur peuple.

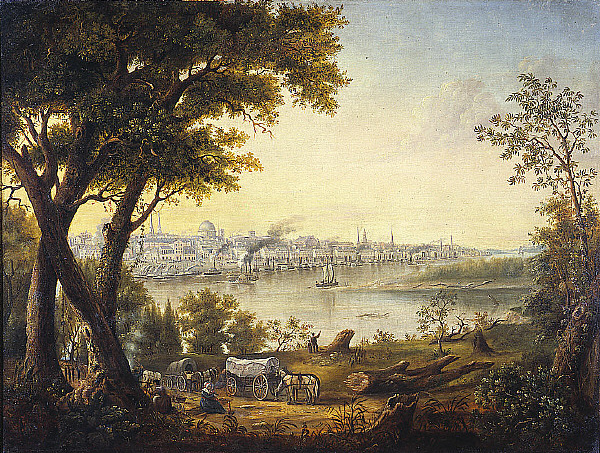
Saint-Louis en 1846

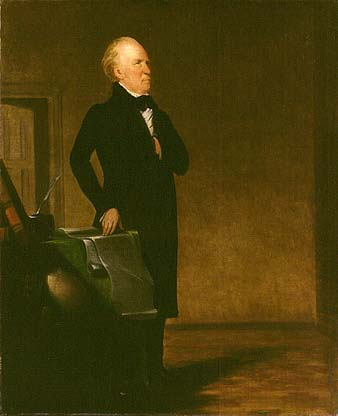
William Clark, 1830.

Pour mieux comprendre ce qui fait la puissance de l'homme blanc, sa façon de vivre, la Bible et la religion chrétienne, Nez-Percés et Flatheads envoient en 1829 une délégation dans l'est à Saint-Louis pour rencontrer le délégué aux Affaires indiennes à l'ouest du Mississippi, leur vieil ami le général William Clark. Petit bourg fondé par les Français, Saint-Louis est devenue la capitale du nouvel État du Missouri, un port et une base importante pour la conquête de l'ouest. Ce voyage de 2 000 miles, environ 3 000 km, doit les amener au cœur de la civilisation des Blancs où ils pourront essayer de trouver ce qui leur donne le pouvoir et la puissance. Ils ont vu des trappeurs faire leurs dévotions et lire la Bible.
Tout commence le 19 juin 1831. Un groupe de 30 hommes dirigés par Lucien Fontenelle et Andrew Drips se réunit à Monida Pass, au niveau de la frontière de l'Idaho et du Montana actuels pour faire le voyage de Saint-Louis et ramener du matériel. Ils ont rendez-vous au sud à Cache Valley (Utah) avec un groupe de trappeurs américains des montagnes Rocheuses pour faire le voyage ensemble. Une vingtaine de Nez-Percés sont également présents.
À Cache Valley, sept Amérindiens restent avec le groupe pour continuer le voyage vers l'est et « avoir la connaissance de la religion ».
Drips s'arrête à Council Bluff, pour récupérer un chargement puis il retourne au nord dans les montagnes avec trois Nez-Percés.
Les quatre autres avec le groupe de Fontenelle continuent leur périple avec un retour prévu au printemps 1832. Il est très difficile de connaître les motivations profondes de ce long voyage mais cela est concomitant avec les débuts de l'évangélisation, la formation des enfants à Red River School, leur influence par le livre sacré que représente la Bible, une envie de savoir. Un souvenir toujours présent et idéalisé de Lewis et Clark, un rapport plus avantageux avec les Américains. Ils ne peuvent faire le voyage seuls et traverser les territoires des tribus hostiles en petit nombre.

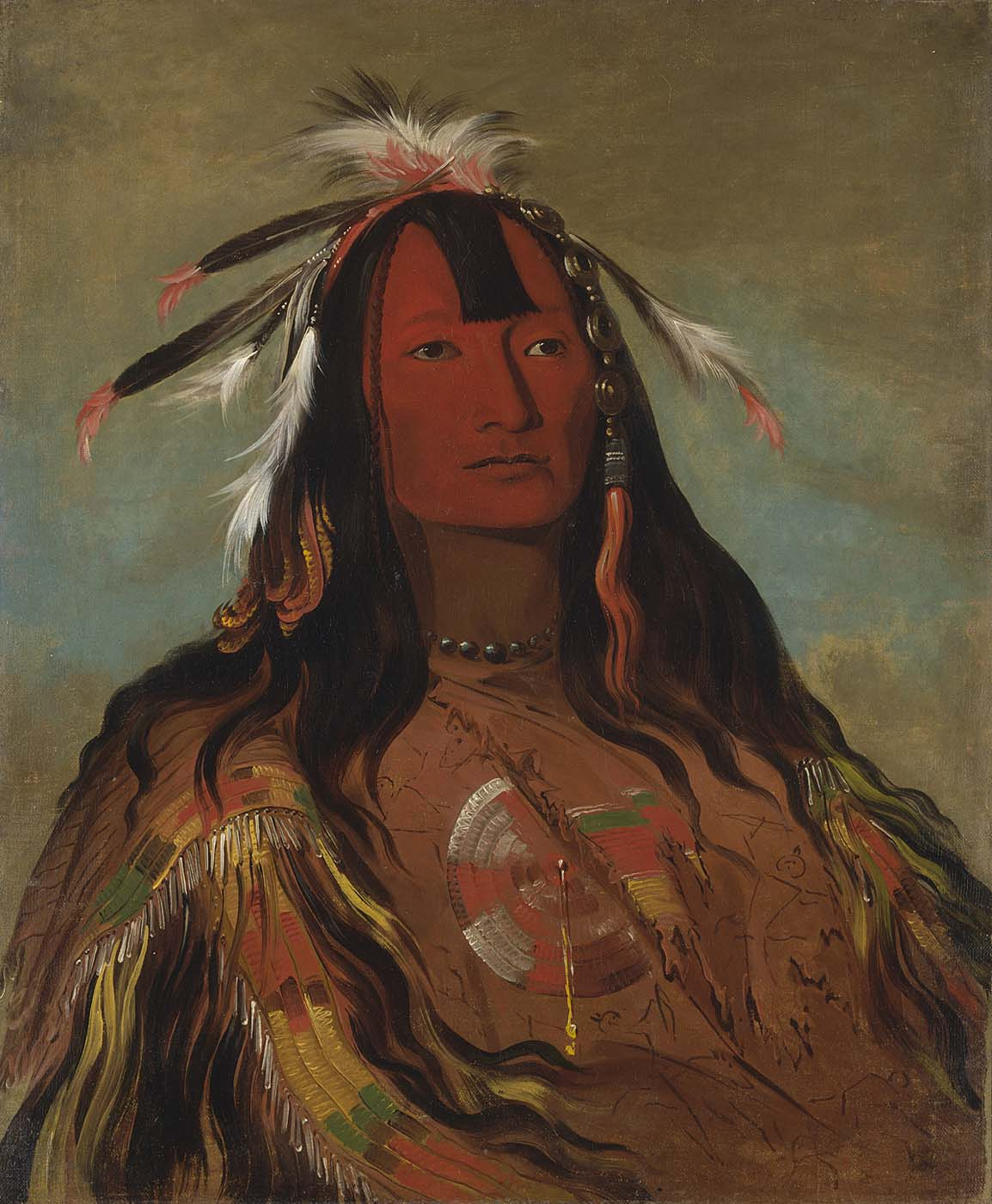
Portrait de Hi-yuts-to-henin (Rabbit's Skin Leggins) par George Catlin, 1832.

Le groupe des Nez-Percés est constitué d'un guerrier de 44 ans de la Kamyah Valley Typiahlanah (Eagle), deux autres sont des jeunes gens d'une vingtaine d'années, Hi-yuts-to-henin (Rabbit's Skin Leggins) et H'co-a-h'co-a-h'cotes-min (No Horns on His Head) et le dernier est plus âgé, Ka-ou-pu (Man of the Morning).
Ils arrivent à Saint-Louis à l'automne de 1831, assistés dans la grande ville par Fontenelle et ses hommes. Ils rencontrent le vieil ami de la tribu William Clark maintenant général et surintendant aux Affaires indiennes à l'ouest du Missouri. Ils lui font part de leur intérêt pour la venue d'une mission évangélique et l'apprentissage de la Bible.

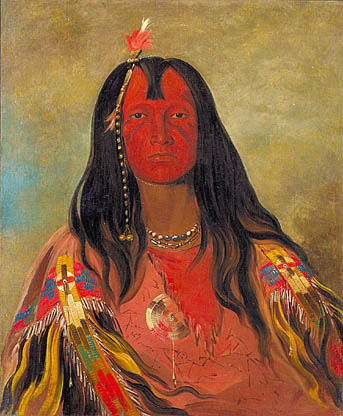
Portrait de H'co-a-h'co-a-h'cotes-min (No Horns on His Head) par George Catlin, 1832.

Ils visitent l'église Saint-Louis et sont très impressionnés. Peu après deux d'entre eux, les plus âgés, tombent malades et meurent fin 1831. Ils sont enterrés avec les sacrements chrétiens.
Le 26 mars 1832 Fontenelle, ses hommes et les deux jeunes Nez-Percés embarquent à bord du bateau à vapeur le Yellowstone de l'American Fur Company, pour rejoindre Fort Union (Montana) à l'embouchure de la Yellowstone où ils doivent débarquer du matériel et des fournitures pour le rendez-vous annuel qui doit se tenir à Pierre' Hole cette année. Sur le navire se trouve le peintre George Catlin qui les prendra pour des Sioux. Il fera leur portrait pendant le voyage. Il part pour une expédition dans l'ouest afin d'étudier les tribus indiennes et faire des dessins et aquarelles. Peu avant l'arrivée, No Horns on His Head meurt d'une maladie contractée dans les quartiers civilisés. Rabbit's Skin Leggins accompagnera Fontanelle mais il arrivera trop tard pour le rendez-vous de Pierre's Hole et la bataille contre les Atsinas. Il rejoint une bande de Nez-Percés et raconte l'histoire de ce grand voyage. Quelques mois plus tard, à la mi-mars 1833, avec des chasseurs de bisons qu'il a rejoints, il se bat contre des Pikunis à Salmon Fork et il est tué dans le combat.
Aucun des quatre Nez-Percés qui ont fait le voyage de Saint-Louis ne reverra les terres de la tribu mais leur histoire telle une Odyssée, sera racontée de place en place dans toute la région.
Catlin dans ses mémoires ne tarit pas d'éloges pour saluer la réponse faite à cet appel de recherche de vérité des Nez-Percés, par les premiers évangélistes qui vont traverser les redoutables montagnes Rocheuses pour apporter la foi et la civilisation aux tribus du Columbia et les sortir de leur état d'ignorance et de vie sauvage, de l'avis des Blancs même, si l'on pense en général que les Amérindiens ne pourront jamais être civilisés ou christianisés.

### Le temps des missions chrétiennes (1834)

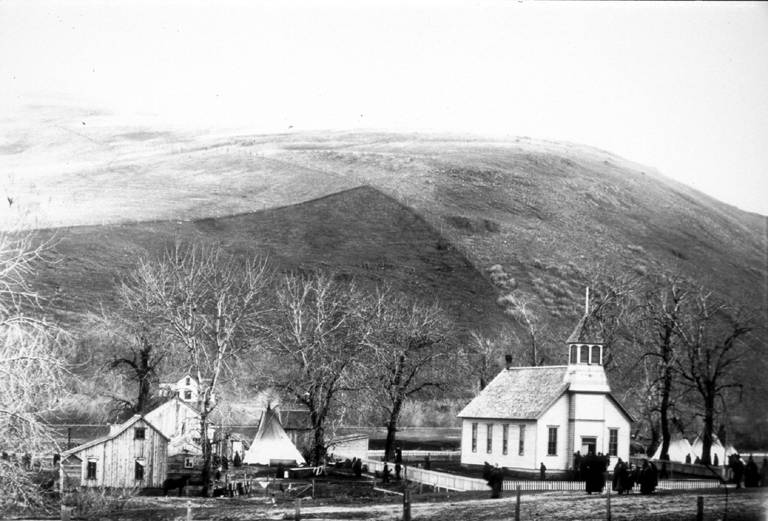
Une mission évangélique à Spalding (Idaho) vers 1880.

Originaires des États de l'est, en 1834, les évangélistes de l'Église méthodiste, Jason et Daniel Lee, établissent une mission sur la Willamette. En 1836, deux autres missions de l'American board, une chez les Cayuses à Wai-i-lat-pu avec Marcus Whitman et sa femme Narcissa et une chez les Nez-Percés à Lapwai avec Henry Spalding. Une troisième mission s'établit à Chemekane, Spokane County avec Walker et Eells.
La langue est le premier obstacle à résoudre et il semble que les Amérindiens firent des progrès beaucoup plus rapides avec l'anglais que ne le firent les Blancs avec la langue des Nez-Percés.

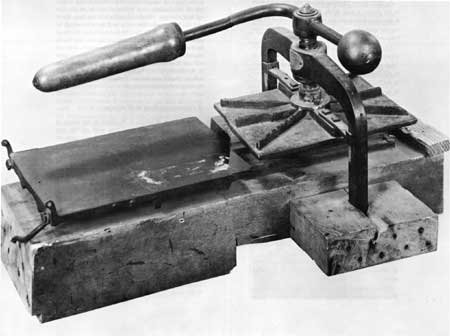
Presse utilisée en 1839

Le dialecte Nez-Percé étant le plus répandu, les missionnaires décident en 1838 d'en faire une langue écrite comprenant un alphabet de 17 lettres. Les lettres non nécessaires à la reproduction des sons étant b, c, d, f, j, r, v, x, z. C'est le travail combiné d'un missionnaire nommé Smith, doué pour les langues et l'analyse grammaticale, avec le concours de Chef Lawyer.
Une presse est offerte par les missionnaires des îles Sandwich (Hawaï). Avec l'aide d'un imprimeur, le 24 mai 1839, le premier livre de huit pages en langue Nez-Percé est édité à 400 copies. Whitman et Spalding continuent leur œuvre d'évangélisation. Ils leur apprennent également les techniques agricoles, l'usage de la charrue et de la houe. Des travaux d'irrigation sont effectués. Des témoins font état des progrès et du caractère travailleur des Amérindiens. L'enseignement se fait de façon parfois ferme et même brutale, dans l'esprit de l'époque.
Un voyageur de passage à Lapwai en 1841 reconnait que les Nez-Percés font de leur mieux sous la direction de Spalding et qu'ils possèdent « un caractère extrêmement industrieux ».
Cependant, des comportements mesquins commencent à empoisonner les relations entre missionnaires et Amérindiens. Par exemple, pour protéger son champ de melons contre les vols par les enfants, il a l'idée de mettre un émétique dans certains des légumes et cela a pour conséquence de rendre un certain nombre d'Amérindiens très malades. Les Amérindiens ont la conviction que les missionnaires veulent leur disparition.
Les Cayuses détruisent le système d'irrigation de Whitman et laissent les chevaux paître dans les cultures. Sur les remontrances du missionnaire, les Amérindiens s'en prennent à lui et le molestent, allant jusqu'à le menacer avec un revolver. Pendant une absence de Whitman durant l'hiver 1842–1843, les Amérindiens deviennent très hostiles et Mme Whitman doit trouver refuge dans la mission de Wascopam.
Pour Chef Lawyer et les autres Nez-Percés, il devient de plus en plus évident que les hommes blancs veulent coloniser toutes les terres.

### L'arrivée des colons (1842)

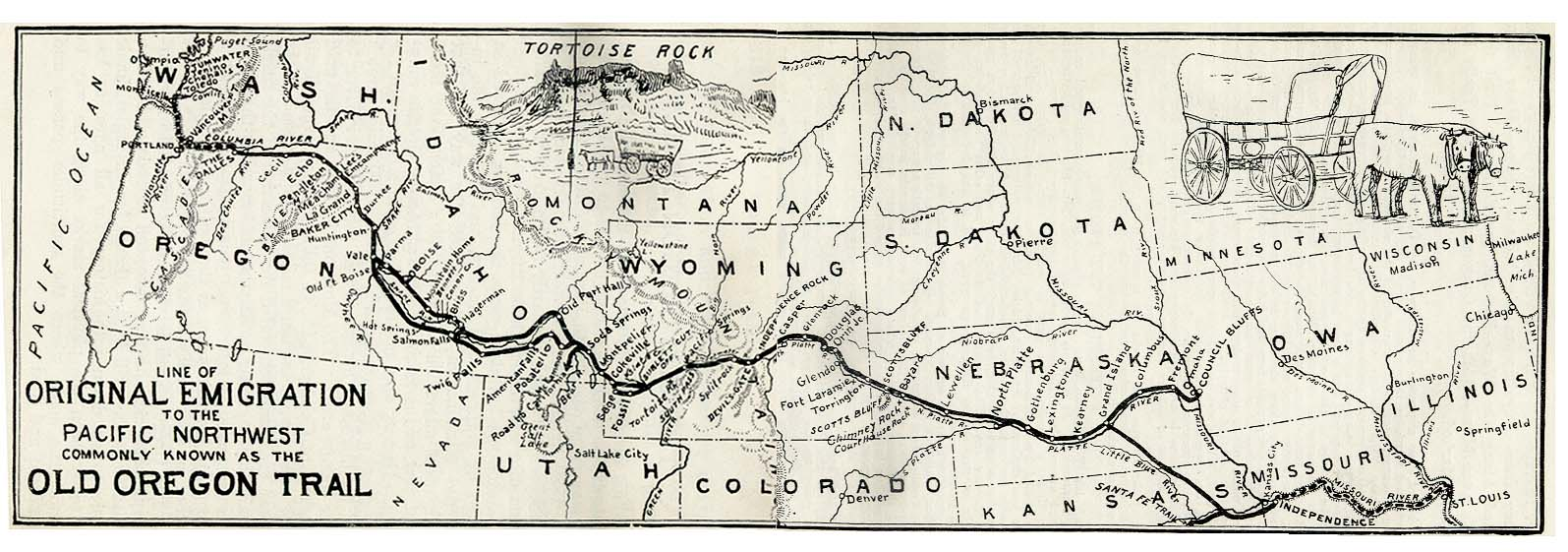
Oregon Trail

Le 16 mai 1842, le premier convoi de 100 colons et 18 chariots sous la direction du Dr Elijah White quitte Independance dans le Missouri pour rejoindre l'Oregon. La piste de l'Oregon (Oregon Trail) inaugure la conquête vers l'Ouest pour des milliers de colons cherchant à s'installer sur les terres au-delà des montagnes Rocheuses. Elle traverse les Grandes Plaines, les Rocheuses et la Région du Nord-Ouest, pays des Sioux, Cheyennes, Blackfoot et Nez-Percés entre autres.

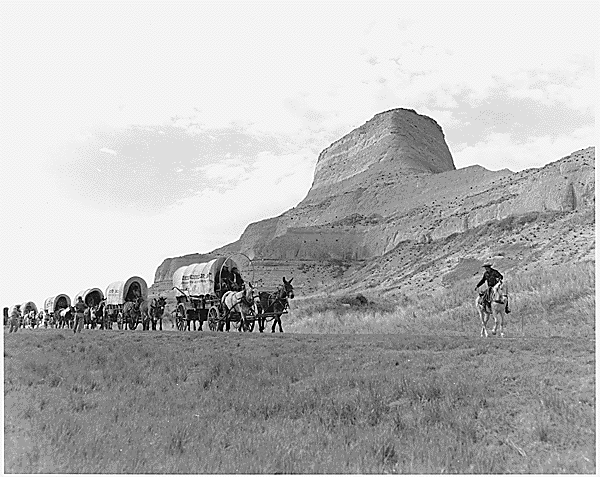
Convoi de charriots

Les tribus indiennes des plateaux s'inquiètent de ces nouveaux arrivants, de leur appétit sans bornes pour l'acquisition des terres et des maladies qui les accompagnent, provoquant des épidémies redoutables pour les populations qui n'avaient jamais été en contact avec elles.
Au niveau de la vallée de la Willamette, à la suite de rumeurs inquiétantes sur l'hostilité des tribus des hauts plateaux du Columbia, le convoi est renforcé par des agents de la Compagnie de la Baie d'Hudson. Les Cayuses et les Walla Wallas étant opposés à la tenue d'un conseil avec les Blancs, le convoi arrive à la réserve de Lapwai le 3 décembre 1842.
Aidé de deux interprètes, White réussit à faire accepter une entente entre les Nez-Percés et les Blancs. Les négociations amènent à l'élection comme Grand Chef de Ellis, un cousin de Chef Lawyer, représentant les intérêts des Nez-Percés.
Au printemps suivant, les autres tribus signent le pacte. En 1843, près de 1 000 immigrants traversent les territoires sans être inquiétés.
Un événement survenu très loin des Hauts Plateaux est à l'origine d'un regain de tension. Elijah Hedding (To-a-ya-nu) est assassiné à Fort Sutter en Californie par un citoyen américain. Il était un grand ami du missionnaire Jason Lee et le fils du Grand Chef des Walla Wallas Peo-Peo-Mox-Mox. La Californie étant territoire mexicain à cette époque, ils ont fait le voyage pour commercer. Réclamant justice vainement, Peo-Peo-Mox-Mox est chassé par les Mexicains à coups de canons.
À son retour dans le Nord Ouest et une fois connues les circonstances du meurtre, la colère gronde parmi les tribus qui veulent se venger des Blancs.
Devant le risque d'embrasement de la région, Chef Ellis et White se rencontrent pour prévenir une guerre. Ne se contentant pas de pieuses promesses, White écrit à des Américains importants de Californie pour l'aider à faire justice. De plus, le troupeau qui avait été acheté par les Amérindiens ayant été dispersé lors de la fuite, White fait don d'une grosse somme d'argent pour remplacer le bétail perdu.

« Isolés comme nous l'étions, perturbés des centaines de fois par des sauvages sans foi mais également par des Blancs encore plus sans foi ni loi. […] La rencontre d'un tel honnête homme (Chef Ellis), ce vrai ami, bien qu'étant un Indien, m'a procuré un réel plaisir »

— (en) White, Elijah Ten Years in Oregon, p. 247

### La révolte (1847)
Une épidémie de rougeole fait des ravages parmi les Cayuses. Les Amérindiens pensent que les Blancs veulent les empoisonner.

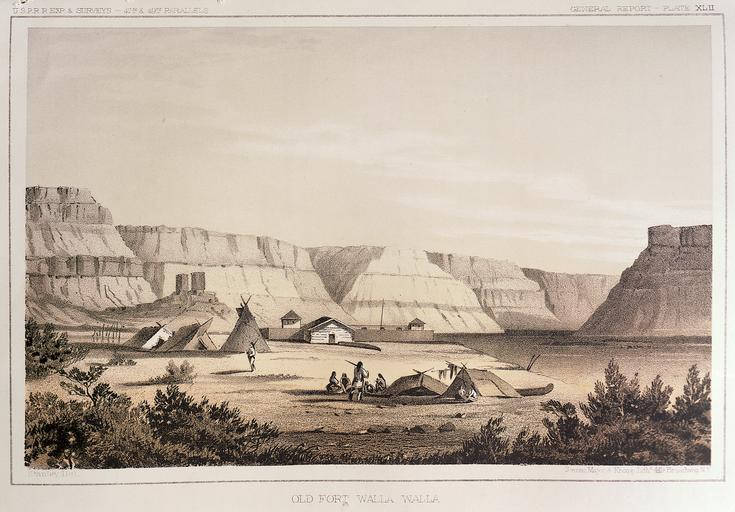
Old Fort Walla Walla

En novembre 1847, le couple White et 15 colons sont assassinés par des guerriers Cayuses dans la mission de Wai-i-lat-pu, 53 femmes et enfants sont retenus prisonniers. Pour échapper au danger immédiat, Spalding et sa famille de la mission de Lapwai ainsi que les prisonniers libérés sont accompagnés sous protection des Nez-Percés jusqu'à la vallée de la Willamette, à Fort Walla Walla.
Une troupe armée commandée par le colonel Gilliam avec cinq négociateurs présents pour faire savoir aux tribus que seuls les coupables seront punis et qu'il ne s'agit pas d'une vengeance contre les tribus innocentes.
Les coupables sont arrêtés et pendus en 1853.
Le Territoire de Washington est créé en 1853. Le premier gouverneur, le général Isaac Stevens, a l'autorisation du gouvernement de traiter avec les Amérindiens. Il est convaincu que seules les réserves sont la solution pour séparer les Blancs des Amérindiens et éviter les conflits inter-ethniques. Les réserves sont bien entendu réduites car les colons affluent de plus en plus nombreux, la plupart sont des agriculteurs qui viennent dans l'espoir de trouver des terres à défricher.

### Le traité de Walla-Walla (1855)

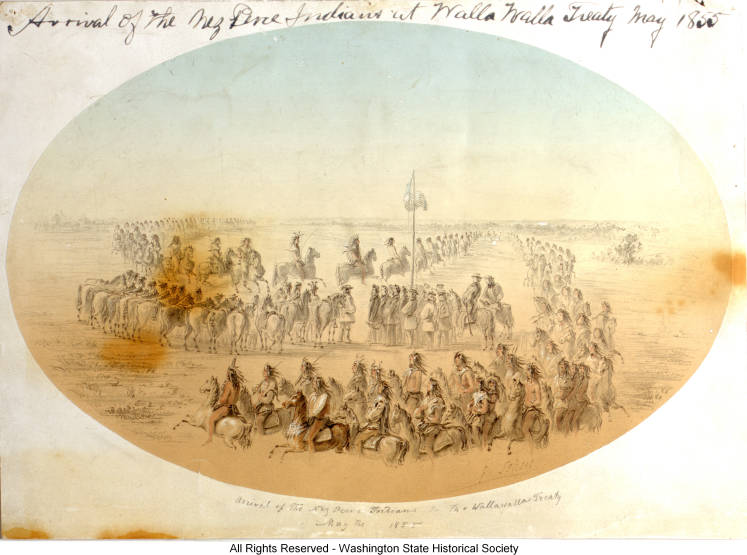
Arrivée des Nez-Percés au conseil de Walla Walla.

Les sages parmi les tribus ont conscience qu'un conflit armé direct ne peut que les amener à tout perdre.
Au mois de juin 1855 il y a un grand conseil à Walla Walla entre une délégation des Nez-Percés et les représentants du Territoire de Washington. Chef Lawyer, le grand chef des Nez-Percés nouvellement élu, est accompagné de deux grands chefs, 25 chefs et 600 guerriers.
Chef Lawyer est prêt à accepter la création d'une réserve. Les autres chefs Young Chief (Cayuse), Peo-Peo-Mox-Mox (Walla Walla) et Kamiakin (Yakima) sont dubitatifs. Looking Glass était parti pour un raid contre les Pikunis, c'est en son absence que Chef Lawyer fut élu Grand Chef. Second dans la hiérarchie après Chef Lawyer, Looking Glass invective les Nez-Percés en brandissant un scalp de Blackfoot (« Mon peuple, qu'as-tu fait ? Pendant mon absence tu as vendu ma terre ») dans le but de déposer Chef Lawyer. Les Nez-Percés restèrent toutefois fidèles à Chef Lawyer.
Averti d'un complot contre le gouverneur Stevens, Chef Lawyer déménage son tipi et sa famille dans le campement des Blancs pour affirmer qu'ils sont sous sa protection. Certains auteurs mettent en doute cette version des faits et penchent plutôt pour une ruse de Chef Lawyer afin de s'attirer la complaisance du gouverneur Stevens et obtenir un territoire plus grand pour son peuple.
Chef Lawyer était prévoyant, prospectif et ambitieux. Ayant une connaissance de la culture des Blancs, il savait qu'un conflit direct avec eux entraînerait la défaite et l'humiliation des Amérindiens et que tout devait être fait pour négocier et trouver une solution honorable.
Le 11 juin 1855 toutes les tribus du Conseil de Walla Walla signèrent le traité.
Dès le départ d'Isaac Stevens vers le pays des Pikunis, les Yakamas déclarent la guerre en assassinant un agent. Les Nez-Percés refusent cette offensive et assurent la protection du gouverneur. Le Fort Walla Walla est attaqué, pillé et les défenseurs massacrés. Le Chef Walla Walla Peo-Peo-Mox-Mox est tué lors d'un affrontement avec les troupes de l'Oregon.
Chef Lawyer conservera des bonnes relations avec les Blancs, fera des voyages fréquents à Portland et sera reçu par les représentants officiels de la communauté blanche jusqu'à sa mort en 1874.
Vieux Chef Joseph a aidé les Américains pendant la guerre contre les Yakimas (1855–1857). Il commence à se détacher de la religion chrétienne pour revenir aux coutumes ancestrales et sa méfiance envers les Blancs devient de plus en plus marquée.

### La découverte de l'or (1860)
Ses craintes se confirment en 1860 lorsqu'on découvre de l'or sur le territoire des Nez-Percés suivi d'un afflux massif de chercheurs d'or et d'aventuriers.

### Le traité de Lapwai (1863)

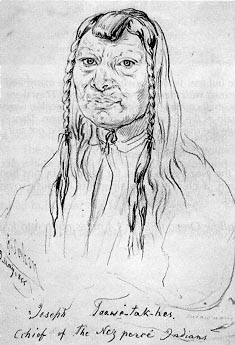
Vieux Chef Joseph.

En 1863, le gouvernement américain réduit par le traité de Lapwai la surface de la réserve à 10 % de ce qu'elle était lors du traité de 1855. De plus, les terres ancestrales symboliques de la vallée de la Wallowa ne font plus partie de la réserve. La tribu des Nez-Percés se scinde en deux factions, ceux qui ne veulent pas s'opposer au traité, en général des Amérindiens chrétiens, et ceux qui s'opposent au traité qu'ils appellent le « traité du vol », les Amérindiens revenus aux valeurs religieuses et croyances ancestrales. Vieux Chef Joseph fait partie de ces derniers et déchire le traité et la Bible que lui avait offerts le missionnaire H. Spalding.
Les rapports deviennent de plus en plus confus, tendus, conflictuels. De nombreux conseils annulent les décisions du précédent, la Wallowa Valley étant au centre des débats, elle est réintégrée dans la réserve. Vieux Chef Joseph meurt en 1871 et c'est son fils Chief Joseph qui lui succède.
Puis en 1875 une décision du gouvernement annule l'acte et la Wallowa Valley est à nouveau ouverte aux colons. Les Amérindiens deviennent des étrangers sur leurs propres terres.

### La guerre de 1877: la poursuite des Nez-Percés

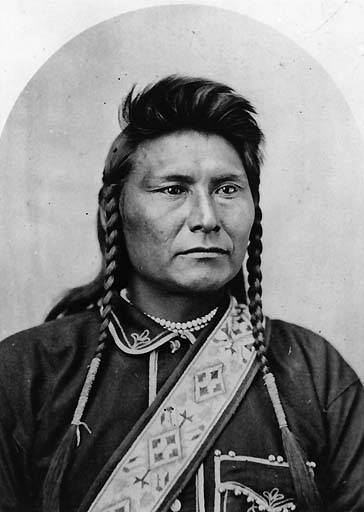
Chef Joseph, 1877.

Le désespoir, le déclin inexorable et la situation sans issue devant laquelle se trouvent toutes les tribus par la pression et l'incompréhension des Blancs se résume dans l'émouvant plaidoyer de Dent d'Ours, chef Crow, à Fort Laramie le 12 novembre 1867, discours tenu devant les représentants de la Commission de Washington et dont les paroles ont été rapportées par le français L. Simonin qui était présent.
« Pères, au printemps dernier, j'étais au pied de la montagne Big Horn et l'un de vos jeunes hommes m'a dit que vous viendriez nous visiter. Mon Père Blanc (le Président des États-Unis) me demandait de faire une partie du chemin. J'hésitai car j'étais loin, bien loin, mais à la fin je décidai de me mettre en route.

Pères, je suis parti de Fort Smith (720 km). Je suis très pauvre, j'ai faim et j'ai froid. Nous n'avons trouvé en route ni bison, ni bois et pas d'eau. Regardez-moi, vous tous qui m'écoutez, je suis un homme comme vous. Nous sommes tous un seul et même peuple.
Pères, Pères, Pères, écoutez-moi bien. Rappelez vos jeunes hommes de la montagne Big Horn. Ils ont couru par le pays, ils ont détruit le bois qui poussait et le gazon vert, ils ont incendié nos terres. Pères, vos jeunes hommes ont dévasté la contrée et tué nos animaux, l'élan, le daim, l'antilope et le bison. Ils ne les tuent pas pour les manger, ils les laissent pourrir où ils tombent. Pères, si j'allais dans votre pays tuer votre bétail, que diriez-vous? N'aurais-je pas tort et ne me feriez-vous pas la guerre?
J'ai appris que vous aviez envoyé des courriers aux Sioux, mais les Sioux m'ont dit qu'ils ne viendraient pas car vous les aviez trompés une fois. Ils m'ont dit aussi : « Ah! les pères blancs vous ont appelé et vous allez les voir. Ils vous traiteront comme ils nous ont traités! Les Pères blancs séduiront vos oreilles par d'agréables paroles et de douces promesses, qu'ils ne tiendront pas. Allez et voyez-les. Ils se moqueront de vous ! ». J'ai laissé dire les Sioux et je suis venu vous visiter.
Pères, Pères, je ne suis point honteux de parler devant vous, le Grand Esprit nous a fait tous, mais il a mis l'Homme Rouge au centre et les Blancs autour. Faites de moi un Indien intelligent. Ah! Mon cœur déborde, il est plein d'amertume. Tous les Crows, les vieux chefs des anciens jours, nos aïeux, nos grands-pères, nos grands-mères, nous ont dit souvent : « Soyez amis des Visages Pâles parce qu'ils sont puissants ». Nous, leurs enfants, nous avons obéi. Et voici ce qui est arrivé !
Un jour sur la Yellowstone River, trois fourgons campaient. Il y avait là trois hommes blancs et une femme blanche. Quatre Crows vinrent à eux et leur demandèrent un morceau de pain. Un des hommes blancs prit un fusil et tira. Cheval Alezan, un chef, fut atteint et mourut.
Il y a quelque temps j'allais au Fort Benton, car nous avions eu, nous aussi, des torts. Mes jeunes hommes avaient tiré par erreur sur des Blancs. J'en demandai pardon au chef blanc. Je lui donnai neuf mules et soixante robes de bison en expiation du mal que nous avions fait. C'est ainsi que je payai pour nos torts.
De là j'allais au Fort Smith sur la Big Horn River et j'y trouvai les Blancs. Je me présentai pour toucher la main aux officiers mais ils me répondirent en me mettant les poings sur la figure et en me jetant à terre. C'est ainsi que nous sommes traités par vos jeunes hommes.
Pères, vous m'aviez parlé de bêcher la terre et d'élever du bétail. Je ne veux pas qu'on me tienne de tels discours. J'ai été élevé avec le bison et je l'aime.

Depuis ma naissance, j'ai appris comme nos chefs, à être fort, à lever mon teepee quand il est besoin et à courir à travers la prairie selon mon bon plaisir. Ayez pitié de nous, car je suis fatigué de parler. »
Pour les Nez-Percés aussi, cela va être le commencement de la fin.
En 1877, l'armée exige que ceux qui n'ont pas signé le traité quittent la vallée de la Wallowa pour rejoindre la réserve de Lapwai dans un délai de 30 jours.
Les événements, meurtres et agressions vont déclencher ce que l'on nomme la « guerre des Nez-Percés de 1877 » et leur long périple qui les conduira à la défaite, l'humiliation et la quasi-disparition de leurs troupeaux.
Cependant, des voix peu nombreuses et même de militaires américains, s'élèveront contre cette injustice meurtrière et aveugle. Cette épopée inimaginable avec son cortège de drames, de douleurs, d'héroïsme et parfois de légende deviendra au fil des années le symbole de la lutte désespérée d'un peuple pacifique pour le simple droit à l'existence, incarné en la personne de Chef Joseph.

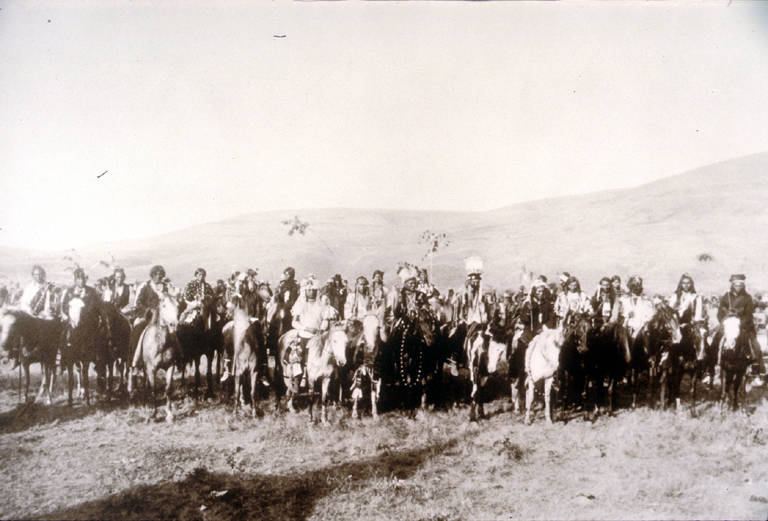
Chief Joseph - Looking Glass - White Bird - Printemps 1877

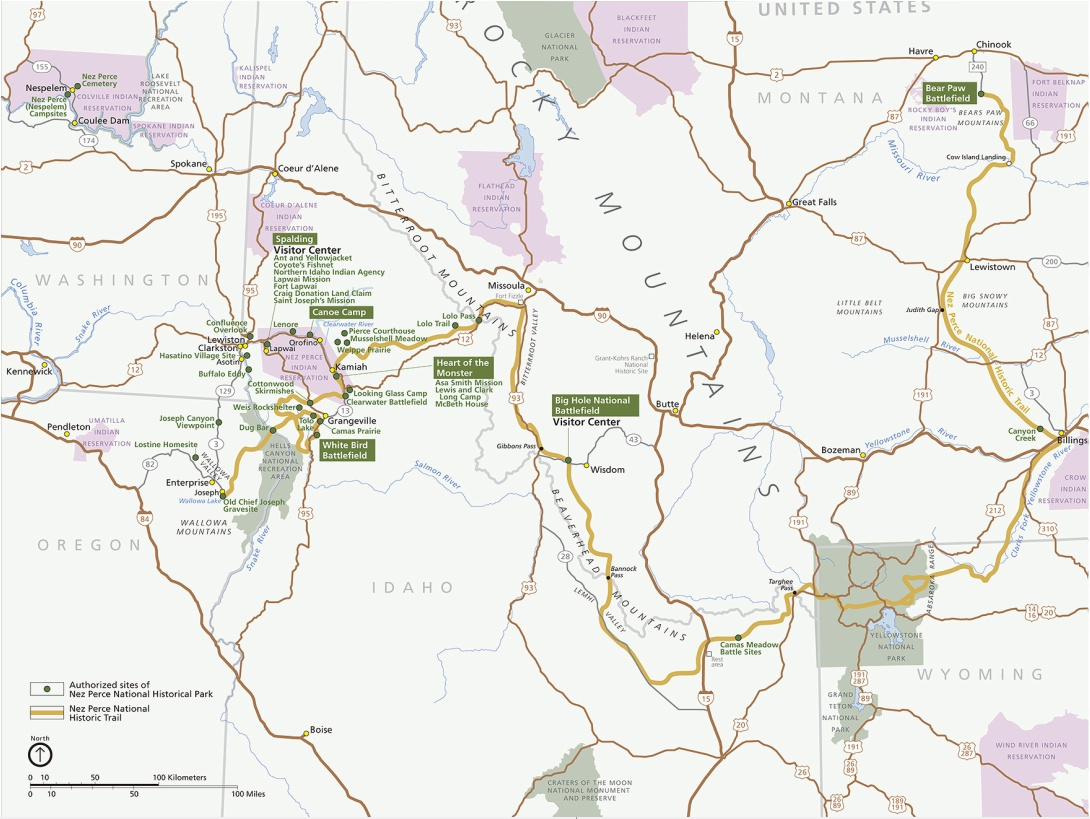
Guerre de 1877-Chief Joseph Trail

Pour comprendre une partie de l'opinion publique et l'état d'esprit au sein de l'armée américaine quant aux solutions à apporter au problème des sauvages il faut se rappeler que l'année précédente, le 25 juin 1876 le lieutenant-colonel George A. Custer et une grande partie de son 7e de Cavalerie ont été anéantis à Little Bighorn. Cette défaite cuisante sera transformée en mythe du héros américain et en une résistance héroïque face aux hordes sanguinaires, "The last stand". Cela va amener à des solutions plus radicales et contraignantes pour les tribus qui doivent être parquées dans des réserves inadaptées à leur mode de vie, perte de leur liberté, de leur identité et totale dépendance vis-à-vis du gouvernement et des agences aux affaires indiennes, la fin d'une civilisation plus que millénaire, incomprise et incompréhensible aux nouveaux colonisateurs.
Les sources bibliographiques sont nombreuses sur cet épisode dramatique des Nez-Percés, et l'on peut retenir deux témoignages de participants, souvent contradictoires, les souvenirs du général Howard, qui a dirigé la poursuite et ceux de Yellow Wolf, un guerrier Nez-Percé parent de Chef Joseph. Les souvenirs ont été recueillis devant d'autres survivants qui pouvaient corriger des oublis de Yellow Wolf.

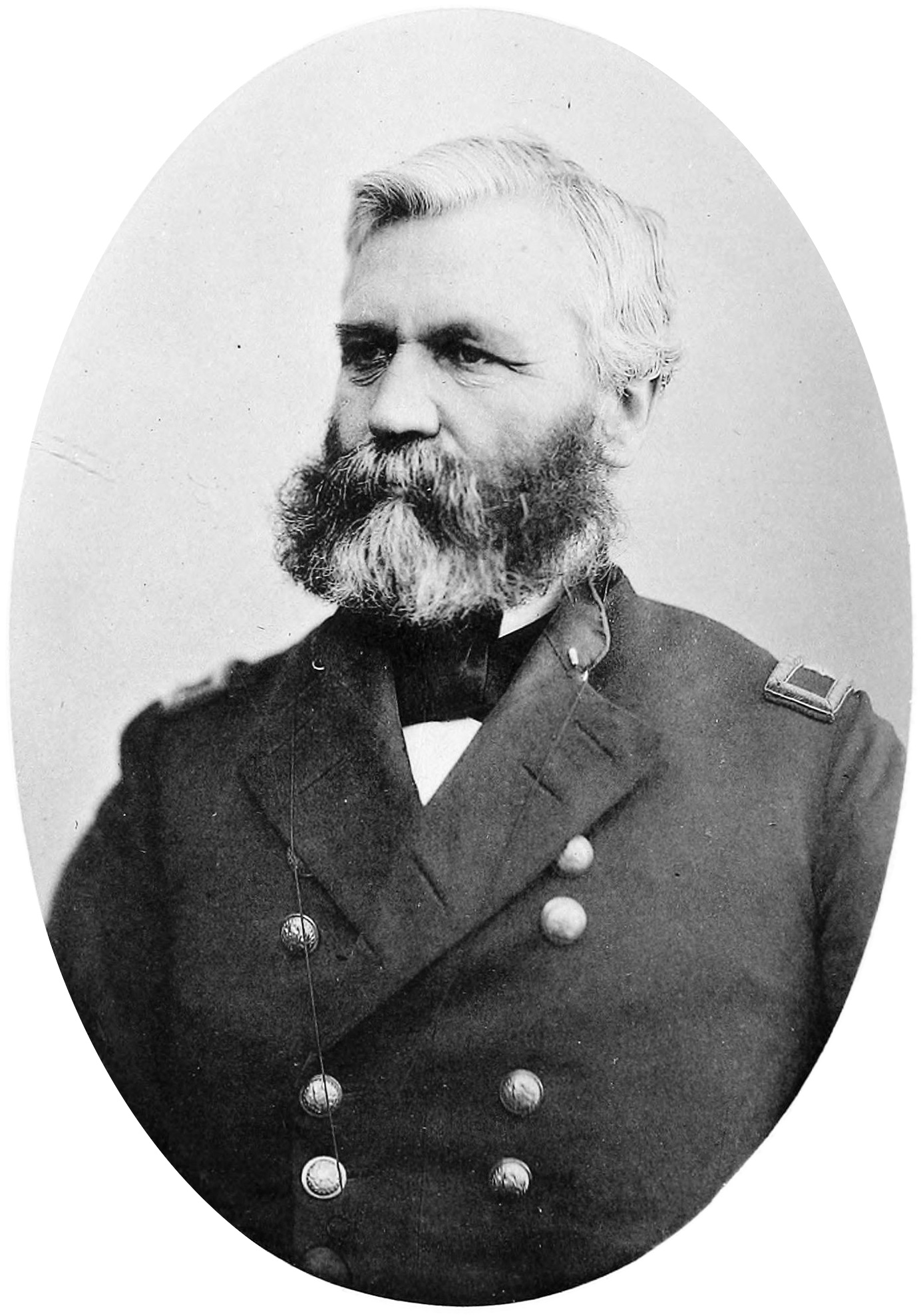
Gén. Oliver O. Howard
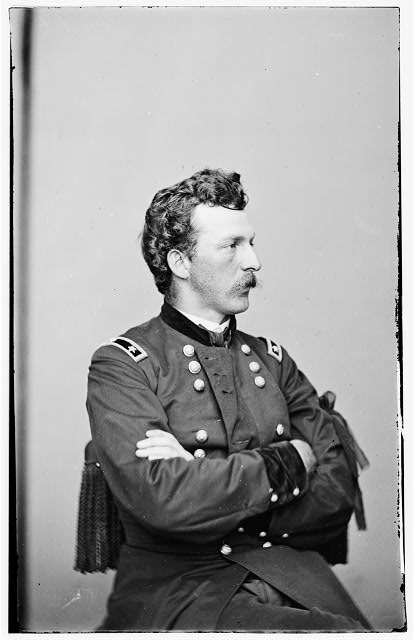
Gén. Nelson Miles
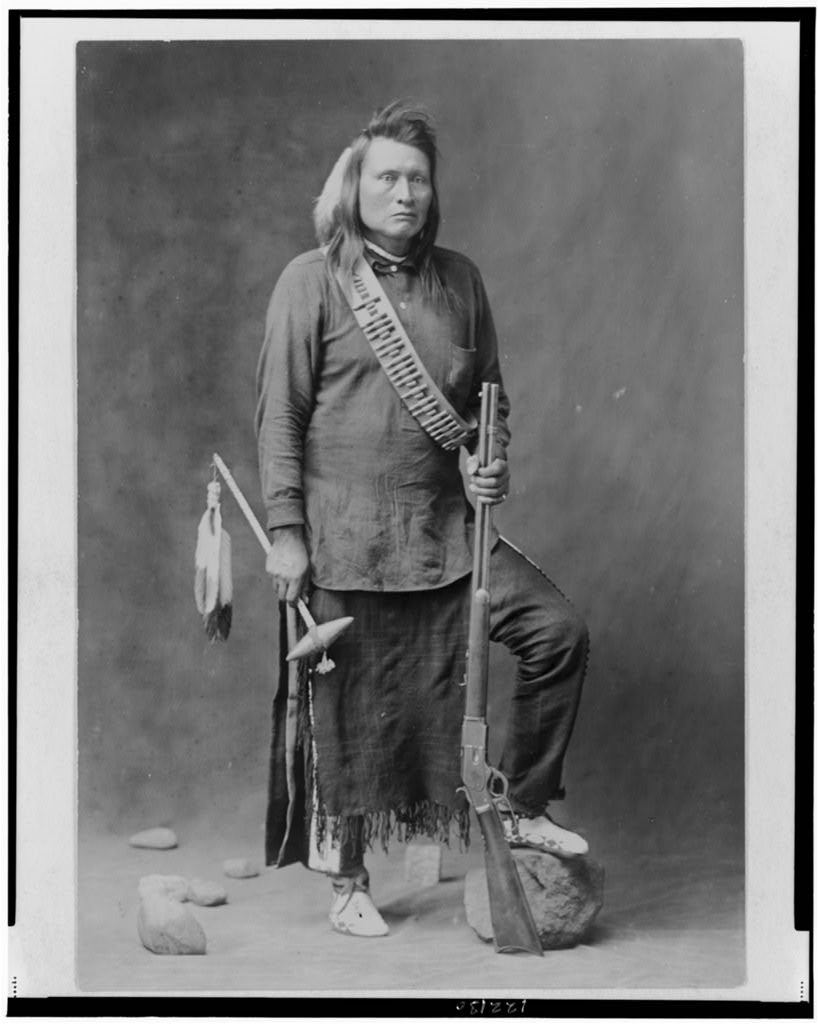
Yellow Wolf

#### Le général Howard montre les fusils
En 1877, installés dans les vallées, les Nez-Percés vivent en paix de l'élevage des chevaux et du bétail.
Un ordre conjoint du général Howard et de l'agent Monteith leur intime l'ordre d'abandonner le territoire pour rejoindre une autre réserve et faire place à une campagne de colonisation. Ils doivent se joindre aux Nez-Percés convertis au christianisme, la bande des Nez-Percés d'en haut. Ceux-ci sont accusés par les Nez-Percés d'en bas, traditionalistes, d'avoir bradé les terres lors du Traité de Lapwai en 1863, d'être complices des malversations des Blancs et d'avoir signé seuls le Traité du vol avec les Blancs malgré l'opposition des chefs d'en haut. On peut noter que, bien que l'on retrouve dans le traité, la signature, une croix, du chef d'en bas Waptastamana, celui-ci a toujours nié avoir donné son accord.
La tribu réunit son grand conseil à Umatilla au milieu des querelles. Le chef Ollokot et d'autres viennent pour rencontrer le général Howard mais celui-ci est absent et a délégué un jeune homme, le Lieutenant Boyle, pour le représenter. Les chefs sont furieux de ce manque de considération et ils quittent les lieux.

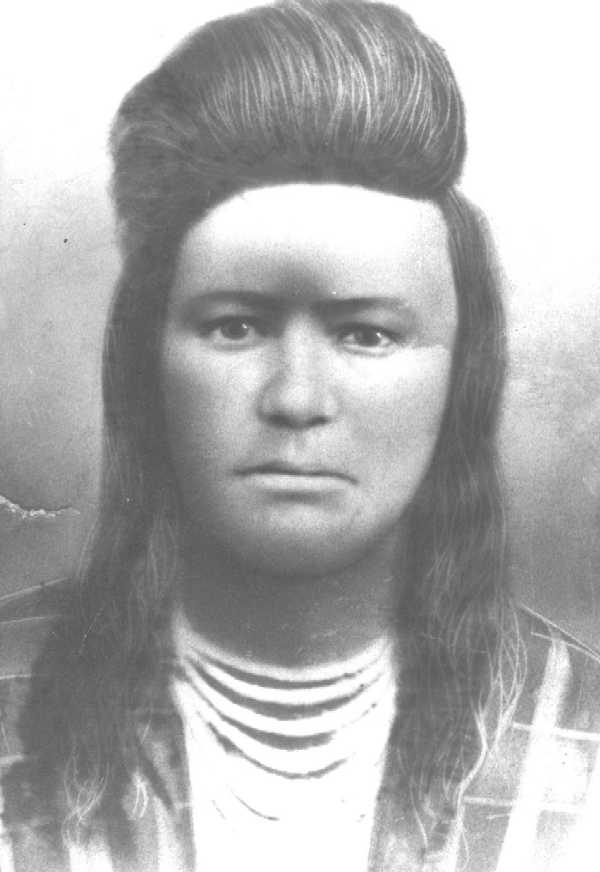
Ollokot

Un autre conseil est fixé à Walla Walla et une convocation envoyée aux principaux chefs, Chef Joseph (Heinmot Tooyalakekt), Ollokot, White Bird (Peo Peo Hihhih), Toohoolhoolzote, Looking Glass et Hahtalekin. Chef Joseph est malade et ne se rend pas au conseil, Ollokot présente ses excuses de fort élégante manière selon le général Howard lors de son arrivée au conseil. Les palabres durèrent près d'une semaine, en résumé le Gouvernement veut que tous les Nez-Percés soient réunis en un même endroit.
Le général Howard et l'armée vont prendre leurs quartiers au Fort Lapwai et tous les chefs viennent pour rencontrer le général et l'agent aux affaires indiennes Monteith. Dès leur arrivée le général demande à Chef Joseph ce qu'il a à dire. Celui-ci lui répond qu'ils sont venus pour écouter et de ne pas se presser car White Bird et Toohoolhoolzote, retardés, ne seront là que le lendemain. Impatient, le général Howard exige que les Nez-Percés aillent s'installer dans une petite réserve à Lapwai selon la décision du Gouvernement lue par Monteith et que s'ils font opposition c'est l'armée qui les y mènera de force. Les débats durent des jours, les chefs argumentent sur la terre des ancêtres, qu'ils sont chez eux et qu'ils ont accueilli les Blancs en frères, on ne peut exiger quoi que ce soit sur leur propre territoire et que les Blancs n'ont qu'à retourner d'où ils viennent et les laisser vivre leur vie comme ils l'entendent. Le général Howard n'a qu'une seule réponse, ils doivent quitter la région pour la réserve dans les 30 jours de gré ou par la force de l'armée. Il fait enfermer le chef Toohoolhoolzote qui lui tient tête. Incompréhensible pour les Amérindiens de faire acte de force et d'agression lors d'un conseil de paix, cela équivaut à montrer les fusils. Dans l'esprit de beaucoup la décision de faire la guerre est prise et imposée par le général Howard.
Cependant avec sagesse et réalisme les chefs donnent l'ordre à la tribu de rassembler les troupeaux et le bétail pour le départ. Le rassemblement, environ 600 personnes dont moins de 120 guerriers, se fait à Tepahlewam près du lac Tolo. Ils ne veulent pas faire la guerre.

#### Le déclenchement des hostilités: 13 juin
Chef Joseph et quelques membres de son clan repartent récupérer le bétail au sud de la Salmon River, au-delà des Buzzard Mountains.
Mais les esprits sont échauffés parmi les jeunes guerriers qui veulent en découdre après l'affront fait à leur porte-parole mis en prison, les menaces du général Howard et les haines de vengeance contre les Blancs. En effet sur la réserve les meurtres d'indiens sont nombreux de la part des chercheurs d'or ou des colons et demeurent toujours impunis. L'une de ces victimes était le chef Eagle Robe (Tipyahlanah Siskon) qui vivait au bord de la Salmon River. Un blanc, Larry Ott, est arrivé en 1875 et lui demanda de s'installer, Eagle Robe lui offrit un lopin de terre où il construisit sa maison. Puis il prit de plus en plus de terrain. Eagle Robe voulut s'opposer sans armes à cette invasion et le blanc le tua avec son révolver 6 coups. Son fils Crossing (Wahlitits), jeune adolescent assista à la scène du meurtre.
Deux ans plus tard en 1877 il fait partie des plus impétueux guerriers et avec deux jeunes cousins ils décident de venger la mort du père. Mais averti des menaces, Larry Ott a fui. Leur colère se tourne vers un autre blanc, Richard Devine, qui avait été violent en envoyant ses chiens contre des Amérindiens, le tuent et volent un cheval qu'ils ramènent au camp. C'était le 13 juin 1877.
Le signal de la déclaration de guerre.
Chief Joseph et Ollokot sont avertis de l'incident et reviennent au camp qu'ils trouvent vide, à part une trentaine de guerriers du clan de Chief Joseph qui les attendent. La tribu est partie vers Cottonwood Creek.
Wahlitits et quelques guerriers repartent pour se venger et tuer des Blancs.
Le général Howard ne veut pas de guerre si les trois meurtriers sont livrés et jugés, il laissera la tribu repartir. Ils ne seront jamais dénoncés et ce jusqu'à la mort du dernier d'entre eux.
Mais les premières escarmouches ont déjà commencé, des morts des deux côtés.
Les chefs tiennent conseil, Looking Glass ne veut pas la guerre et part avec son clan des Asotains vers son camp de White Bird Canyon. Les autres chefs et leurs clans partent dans la même direction.

#### La reddition: 6 octobre

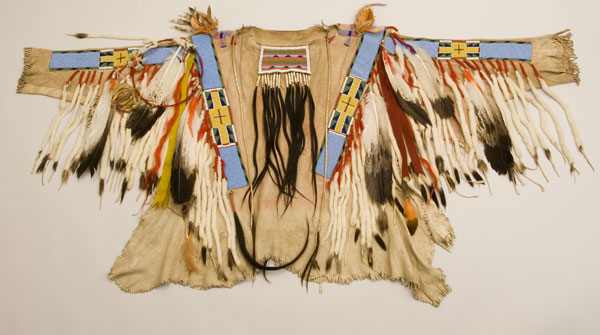
Chemise Nez-Percé
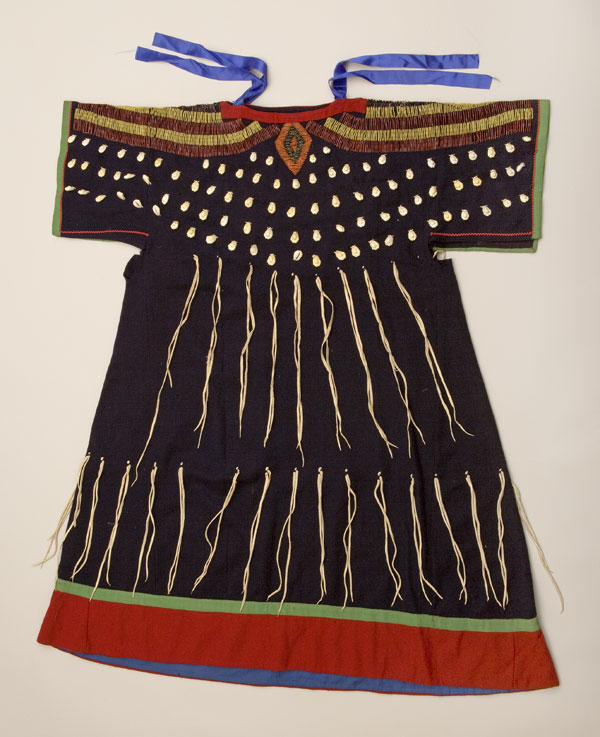
Robe
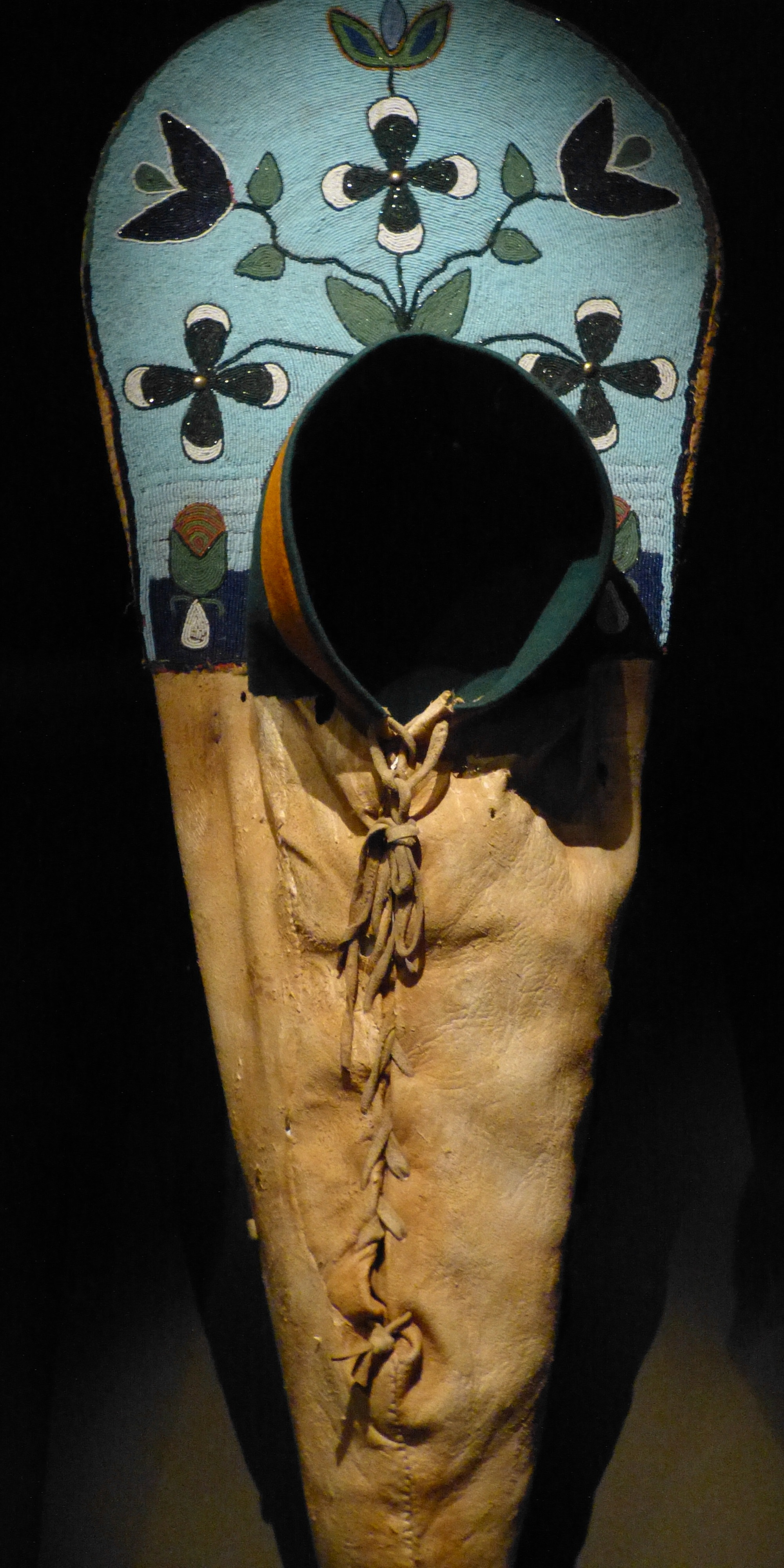
Porte-bébé sur planche

### La Terre Mère
Au milieu d'une plaine bordée de collines une ancienne ferme en ruine. Les bâtiments en bois sont effondrés, les fondations de pierre sont intactes. Ce sont des cairns d'un ancien lieu sacré d'une tribu qui vivait là. Les fermiers ont travaillé dur pour déboiser, creuser des puits d'irrigation. La terre étant épuisée ils sont partis plus loin vers d'autres terres à exploiter, vers des régions aurifères ou bien vers la ville pour grossir la masse des ouvriers qui travaillent dans les usines.
Ce simple cliché résume le fossé d'incompréhension qui sépare les colons des peuples autochtones.

### LaRoue de médecine

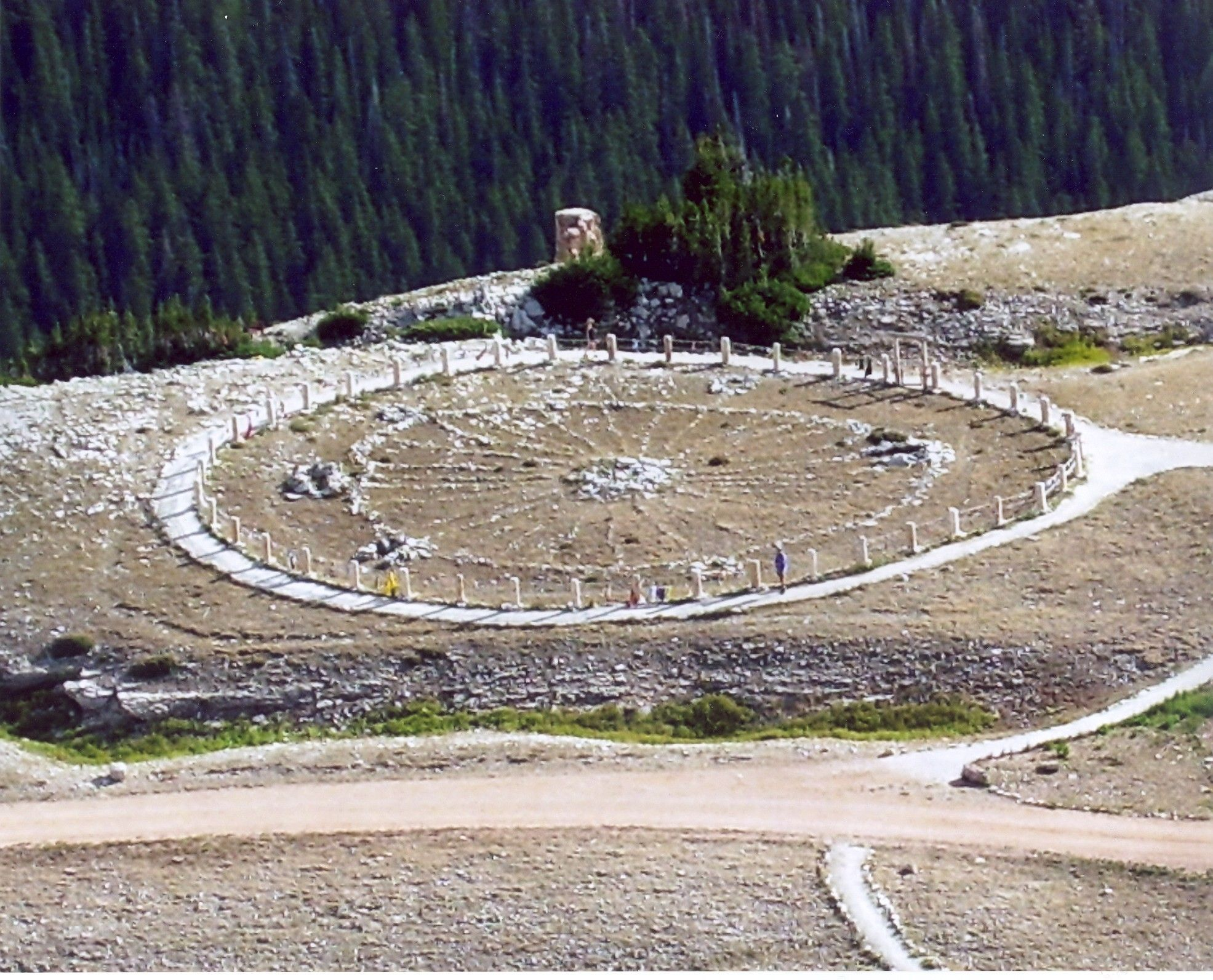
Roue de médecine - Wyoming

Symbole de l'univers, c'est la forme parfaite, le début et la fin, l'existence universelle.
L'homme n'est pas au centre mais constitue un fragment qui ne peut se réaliser qu'en relation avec les autres possibilités du cercle, les autres êtres vivants qui le composent, animaux, plantes ou éléments naturels. Si on brise cet équilibre, on détruit sa propre existence. Pensée que l'on peut qualifier d'écologique et que l'on commence à percevoir dans notre civilisation matérialiste.
Du premier cercle Un et indivisible partent deux diamètres, vertical et horizontal, qui divisent le Cercle en quatre parts égales. Ce sont les manifestations des quatre cycles du monde : les quatre saisons, les quatre moments de la journée (matin, après-midi, soir, nuit), les quatre phases lunaires, les quatre directions (nord, sud, est, ouest), les quatre âges de la vie (enfance, adolescence, maturité, vieillesse), ce sont les quatre voies du chemin de la réalisation de l'homme.
La réalité est une appréhension circulaire, la Roue renferme les quatre directions cardinales qui sont les énergies de la création. Il n'y a pas de ligne droite dans la nature, tout est rond, le Soleil, la Lune, les mouvements des astres, les nids d'oiseaux, les couches concentriques des roches, les cercles des ans de la formation des arbres. Les villages sont construits en cercles, de même que les teepees. Il n'y a que les Blancs pour imaginer des lignes droites dans les villes, les maisons, les chemins, les rails ou les lignes de télégraphe et même dans l'alignement de leurs soldats.
Du centre peuvent partir d'autres rayons, la croix est la rencontre du Temps et de l'Éternité, le mouvement imprimé par le centre donne des segments rotatoires et la svastika qui en résulte symbolise le mouvement et la multiplicité.
Le Cercle aide à penser à l'Esprit qui n'a pas de fin, ce n'est pas qu'un symbole, c'est l'existence même de l'homme et sa raison d'être.

### L'Arbre Sacré

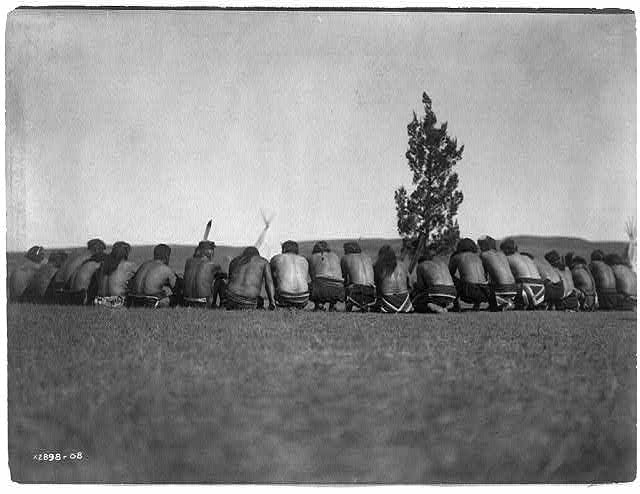
Prière autour de l'arbre sacré

Lien entre terre et ciel, il puise dans le sol la source de la vie et s'élève vers le ciel, représentation d'une vie qui se renouvelle.
Il a quatre significations : protection par son ombre, bois de construction et du foyer, nourriture par les fruits, croissance annuelle à comparer à celle de l'homme, plénitude car ses multiples feuilles sont attachées aux branches qui sont fixées au tronc qui redescend au centre.
Il représente le commencement et la fin de l'existence, le mystère du monde et de la vie, l'Esprit.

### Les Quatre Forces
Sont gouvernées par les quatre éléments qui constituent le monde, l'Air, l'Eau, le Feu et la Terre.
Les hommes sont poussés par le souffle de l'un des Quatre Vents, celui de sa période de naissance. Chaque Vent possède des caractéristiques qui conditionnent toute la vie de l'Indien, comme l'on peut croire à une influence astrale ou zodiacale.
Est
C'est la renaissance et le renouvellement, associé aux personnes nées entre le 21 mars et le 20 juin. Le totem est l'Aigle qui vole près du Soleil source de la vie, le symbole le Feu, la couleur jaune, la saison le printemps, le moment du jour l'aurore et le chiffre 1.
Les qualités qui lui sont associées sont la lumière, l'innocence, la joie, la pureté, la vulnérabilité.
Il y a une division en :
Période du Réveil, 21 mars - 19 avril dont le totem est le Faucon (équivalent au signe zodiacal du Bélier)
Période de Croissance, 20 avril - 20 mai, le totem est le Castor (signe du Taureau)
Période de Floraison, 21 mai - 20 juin, le totem est le Cerf (signe des Gémeaux)
Sud
C'est la sensibilité, le symbole est l'Eau, qui peut prendre différents aspects, calme, tempétueux, froid, vaporeux. Le totem est le Rat, la couleur rouge, la saison l'été, le moment du jour midi et le chiffre 3.
Les qualités sont la générosité, la passion, l'amour, le contrôle, la colère, la détermination.
Le vent du sud imprègne les natifs entre le 21 juin et le 21 septembre. Il y a trois périodes :
Période des Longues Journées, 21 juin - 21 juillet, totem le Pic vert (signe Cancer)
Période de Maturation, 22 juillet - 21 août, totem le Saumon (signe Lion)
Période de Récolte, 22 août - 21 septembre, totem l'Ours brun (signe Vierge)
Ouest
C'est la matière, symbolisé par la Terre, la couleur le noir, la saison l'automne le moment du coucher du soleil et le chiffre 2. Totem le Grizzli.
Les qualités sont l'humilité, la vision, le sacrifice, la contemplation, la volonté.
Le Vent d'Ouest des natifs du 22 septembre au 21 décembre est subdivisé en :
Période de la Chute des Feuilles, 22 septembre - 22 octobre, totem le Corbeau (signe Balance)
Période des Gelées, 23 octobre - 21 novembre, totem le Serpent (signe Scorpion)
Période des Longues Nuits, 22 novembre - 21 décembre, totem Hibou (signe Sagittaire)
Nord
Symbolisé par l'Air, c'est l'intellect, l'esprit et la pureté. La couleur est le blanc immaculé, la saison l'hiver, le moment la nuit et le chiffre 4.
Le totem est le Bison.
Les qualités sont spirituelles, l'imagination, la justice, la pondération, la sagesse.
Ce sont les natifs du 22 décembre au 20 mars avec trois périodes :
- période de la Renaissance, 22 décembre - 19 janvier, totem l'Oie (signe Capricorne) ;
- période de la Purification, 20 janvier - 19 février, totem la Loutre (signe Verseau) ;
- période des Vents Violents, 20 février - 21 mars, totem le Loup (signe Poisson).

### L'Homme Médecine
Il n'y a pas de tradition écrite, la transmission de la connaissance est orale. Les influences extérieures par des civilisations ou cultures différentes sont inexistantes, les voisins, amis ou ennemis fonctionnent sur un mode de pensée identique. Le monde est limité aux errances du nomadisme, le savoir consiste à préserver la survie au quotidien. La culture est naturelle et environnementale, très loin du matérialisme scientifique et du rationalisme occidental.
La survie n'est possible que par la cohésion du groupe, le futur n'est que du court terme, la vie très difficile et fragile, soumise à de très nombreux aléas. Les réponses aux besoins se font au quotidien, lieu de vie, nourriture, eau, bois, défense. Chaque famille pourvoit à sa propre existence, apprentissage de la vie, vêtements, chasse et conservation des aliments, cueillette, ustensiles et armes.
La notion de territoire ne se justifie que par un espace de subsistance alimentaire et de sécurité sans aucun lien avec une pensée de conquête territoriale inimaginable pour les indiens. C'est la terre des ancêtres avec ses lieux sacrés qui sont les fondements de l'union de la tribu.
Monde réel et spirituel sont intimement liés. Tout ce qui n'est pas compris est Esprit. La vie et la nature ne peuvent s'expliquer que par une intervention supérieure. Le monde invisible est calqué sur le réel du quotidien de manière anthropomorphique avec les sentiments de joie, de peine, colère et mansuétude, jalousie et autorité.
Quand douleur et infortune s'abattent la première question qui se pose est qui est responsable de ces événements ? Ce sont des esprits malveillants du monde invisible. La deuxième question est pourquoi ces forces dieux, esprits sont-elles en colère?
Les Esprits sont imaginés comme ayant une attitude hostile envers les humains. Les réponses sont identiques à celles de guerriers, il faut faire cesser cette attitude agressive par des exorcismes. Par exemple dans le cas de maladies on effraie le démon par des hurlements, menaces et grimaces, on le dérange à l'aide de fumigations ou bien on le chasse avec des amulettes ou par des incantations. Le simple individu ne peut parvenir seul au résultat, il faut une aide puissante et efficace d'une personne de savoir qui connaît les sortilèges, le chaman, l'homme Médecine, l'homme des Mystères, le Sorcier.
Les rites sont très codifiés et complexes. Certains que l'on peut qualifier d'élus ou de saints font le lien entre le monde ici-bas et l'Esprit Supérieur grâce aux visions. Les Chamans, qui peuvent être des hommes ou des femmes sont des initiés qui savent entrer en contact avec le surnaturel pour le bien commun de la tribu.
Il est le rapport vivant avec l'au-delà, le guérisseur, le conseiller de tous les maux de la vie, physiques ou psychologiques, il connaît les plantes, faiseur de pluie, devin, prophète, grand prêtre ou guide.
C'est l'Esprit qui le choisit en lui envoyant une vision. Garant de la sécurité et de l'intercession des Esprits c'est un dignitaire plus important que le chef du village, c'est un guide spirituel, parfois chef de la communauté lui-même. Chez les Nez-Percés la charge peut être héréditaire.

### Les villages

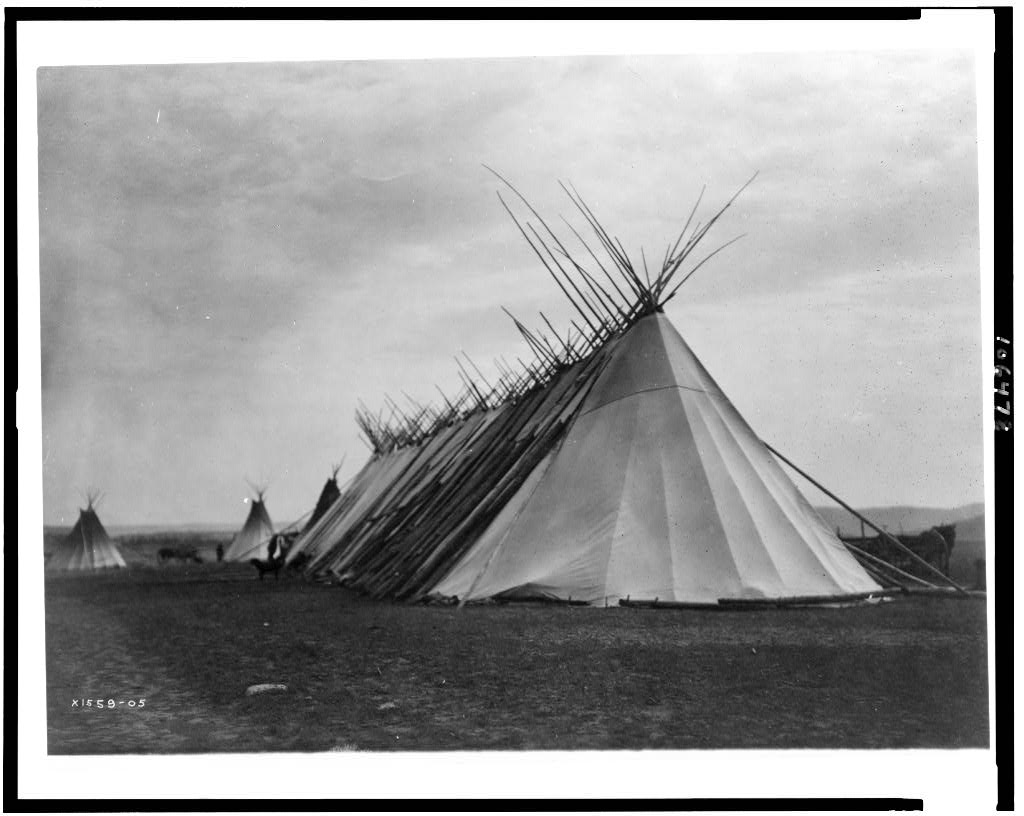
Habitation principale

Avant la saison rude de l'hiver les différentes bandes qui s'étaient installées sur les hauts plateaux rejoignent les campements permanents situés dans les nombreux canyons de la Clearwater, Snake River, et Salmon River.
On évalue à une centaine le nombre de ces camps d'hiver. Chacun comprend une cinquantaine d'individus, hommes, femmes et enfants, un nombre plus important poserait le problème de l'alimentation de ces familles. L'habitation principale, parfois unique est constituée par une tente de 6 m de large sur 30 m de long en moyenne. Les dimensions pouvant varier en plus ou en moins selon le nombre de familles à héberger. Des foyers pour le chauffage et la cuisine sont espacés tous les 3 m, chaque foyer permet l'entretien de deux familles de part et d'autre, l'évacuation de la fumée et l'entrée de la lumière se faisant par des ouïes.
L'hiver est le temps des retrouvailles et de la cohésion de la communauté. Un narrateur raconte des histoires et légendes aux enfants, les faits glorieux des guerriers, les chasses dans des territoires lointains, la création des Nimíipuu par Coyote, des histoires d'animaux. Une culture qu'ils peuvent contempler au quotidien.
Des abris sont réservés aux femmes pendant leurs menstruations, c'est là que vont les jeunes filles au moment de la puberté pour être instruites par des femmes. Les hommes ne peuvent s'approcher de ces lodges menstruels et doivent rester à distance de cri.

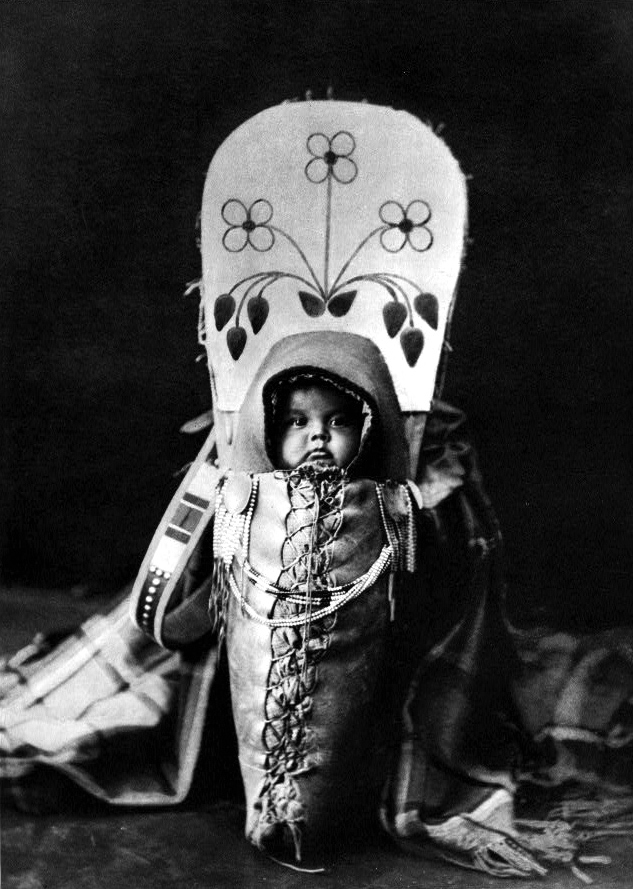
Bébé dans un porte-bébé sur planche
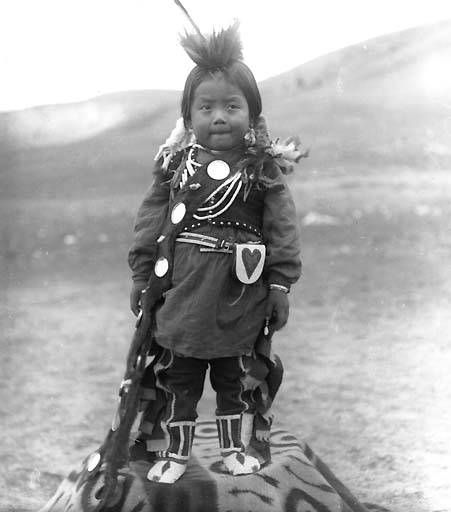
Petit garçon
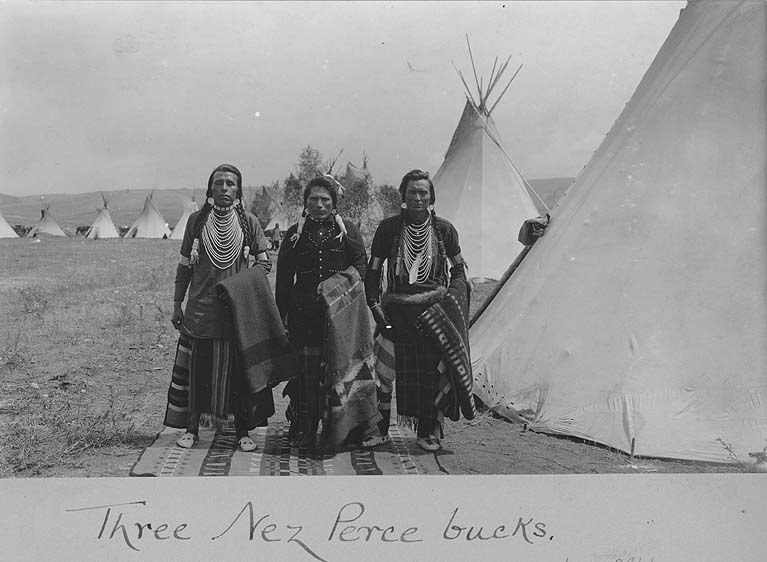
Trois Nez-Percés
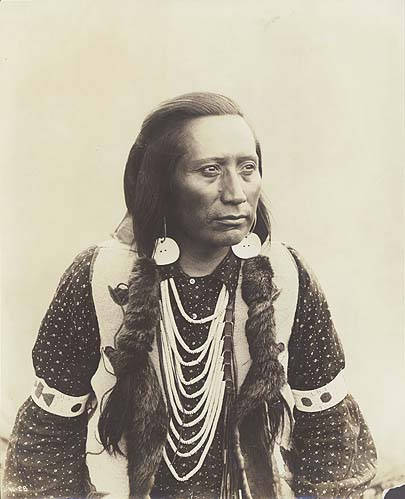
Homme
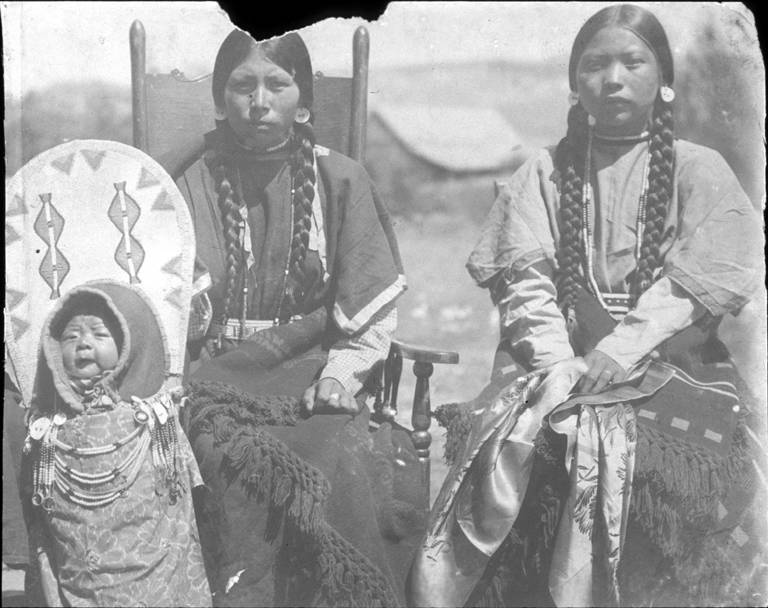
Femmes
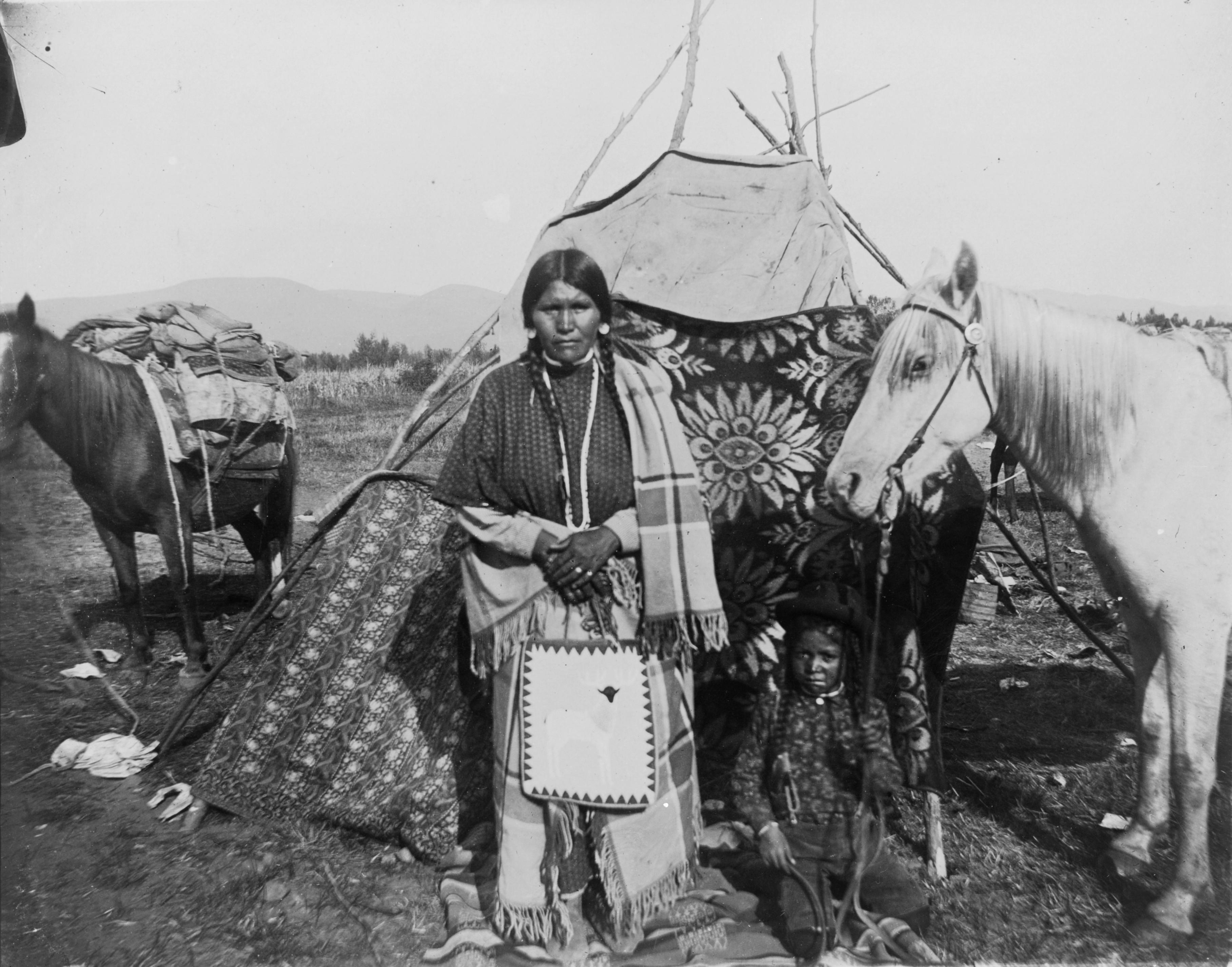
Femme avec enfant

Lors de la venue d'un nouveau-né, le cordon ombilical est conservé et séché puis mis dans un petit sac de cuir pour accompagner le bébé comme porte-bonheur. Ils sont installés dans des berceaux qui les protègent du soleil et du vent. Il est attaché sur le dos de la mère pendant les déplacements ou bien au pommeau de la selle.
Les grands-parents jouent un grand rôle dans l'éducation des enfants.
À la venue du printemps c'est la fin de la nourriture d'hiver, viande séchée, racines de camas, fruits secs. Pour les premiers légumes frais ils font une cérémonie et commencent la cueillette.
La grande fête c'est lors de l'arrivée du saumon, de la fin de l'hiver jusqu'à l'automne.
Ils arrivent de tout le territoire d'Alpowa et Wa-wa-wai, La-mah-tah, Ha-so-tin, Hawai et Lapwai, de la Kamiah Valley ou Tis-ai-ach-pa, ce sont les Nee-mee-poo, le peuple qui vit sur ces terres.

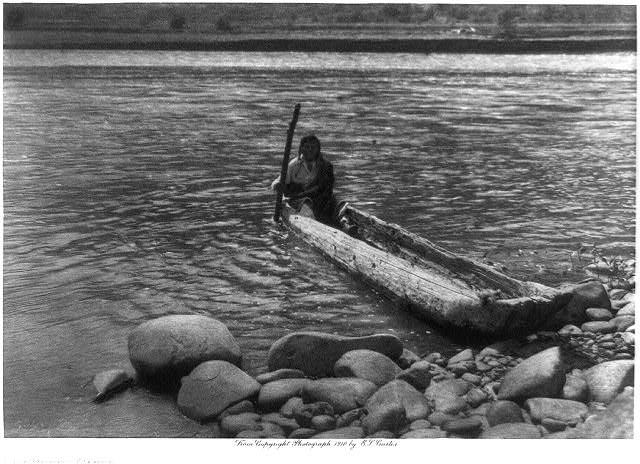
Canoe

Ils pêchent avec des filets ou des épuisettes sur des plateformes dominant le courant.
C'est le temps de l'amitié, la nourriture est abondante, il y a des rencontres avec les membres d'autres tribus, des trocs avec les Chinooks de la côte Pacifique, les Cayuses, Palouses et Walla Wallas du plateau du Columbia, les Yakamas et Spokanes venus du nord et même les ennemis Shoshones et Païutes.
Ils font du commerce, échangent du poisson et de l'huile de saumon, achètent des paniers, des vêtements en cuir de daim ou de bison, des chevaux, des bijoux en cuivre, du dentalium, des perles. Ils jouent, chantent, dansent et font des rencontres en dehors du clan, le code des Nez-Percés interdit le mariage consanguin. Ils se défient aux courses de chevaux, course à pied ou jeu de crosse. Ils échangent entre eux par le langage des signes ou un mélange des différents dialectes que les premiers Blancs appelleront le Chinook.
Les modes et décorations se transmettent et se copient.
Un autre événement très important est la cueillette des bulbes de camas par les femmes et les enfants, une jacinthe sauvage de couleur bleue qui pousse sur les collines de la Wallowa, utilisée grillée ou en poudre sous forme de soupe ou de pâte, que les membres de l'expédition Lewis et Clark trouveront particulièrement indigeste.

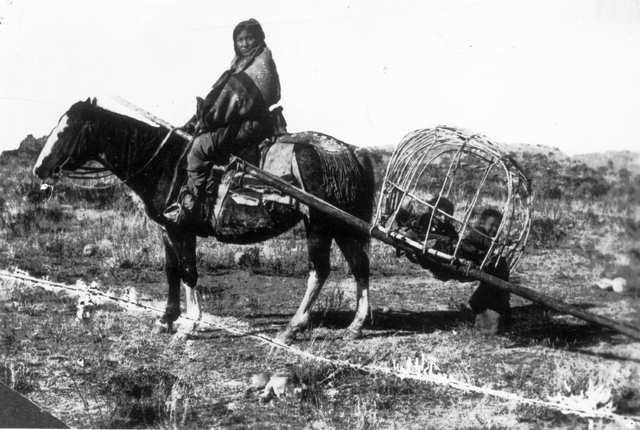
travois

Chaque bande est gouvernée par un conseil des anciens choisis pour leur sagesse et leur expérience. Ils aident le chef du village par leurs conseils, les décisions étant prises par consensus. Les qualités oratoires ont une très grande importance pour emporter la décision. Ceux qui ne sont pas d'accord quittent le campement pour se joindre à d'autres groupes. Par exemple si la décision est prise de lever le camp pour un autre endroit, un crieur parcourt le village pour annoncer la nouvelle. Chaque famille démonte son teepee, emballe les affaires et la nourriture dans des paniers de transport, selle les chevaux et équipe les travois sur les chevaux ou les chiens.
Dirigé par le chef, tout le village se déplace vers le nouvel emplacement. La solidarité étant essentielle pour la cohésion du groupe, les plus riches qui possèdent beaucoup de chevaux font un prêt à ceux qui n'en ont pas ou aident les plus faibles.
Plusieurs bandes peuvent se retrouver dans le même voisinage et entretiennent le lien social par des rencontres, réunions, fêtes ou mariages.

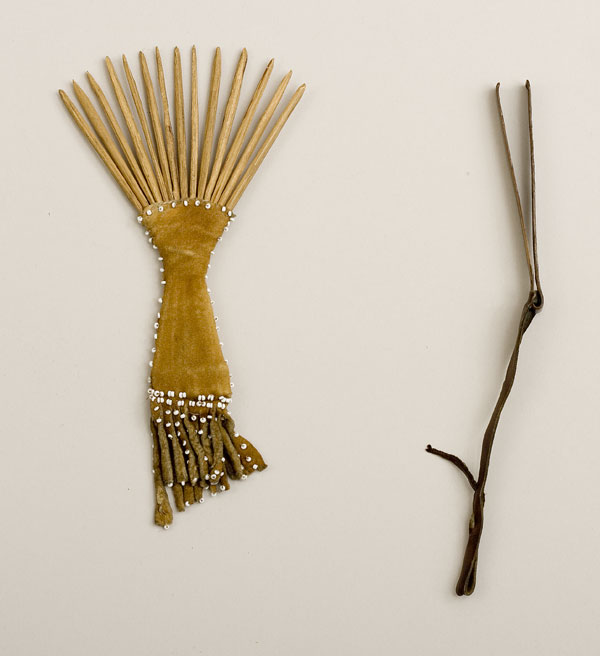
Peigne-pince à épiler
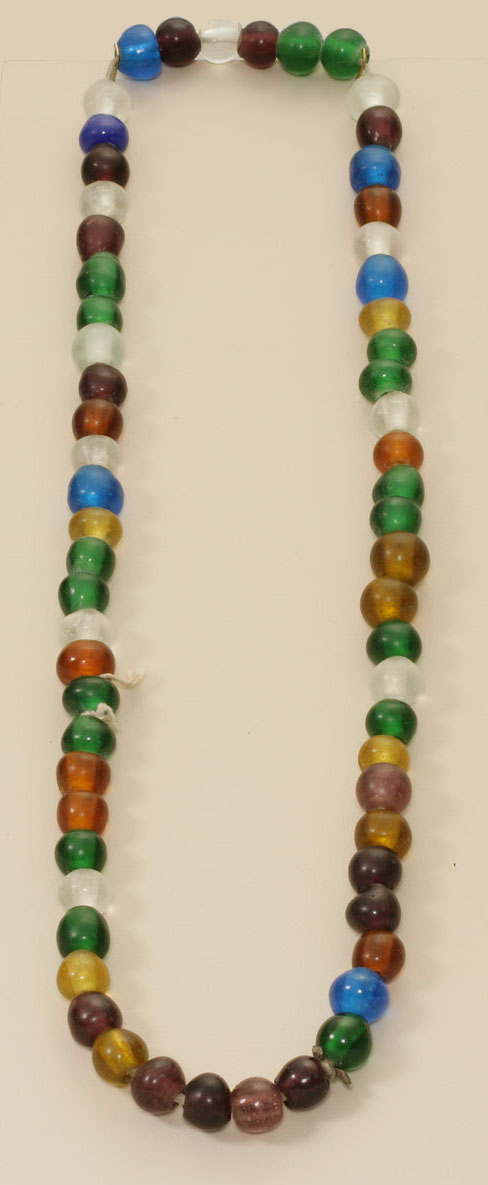
Collier en perle
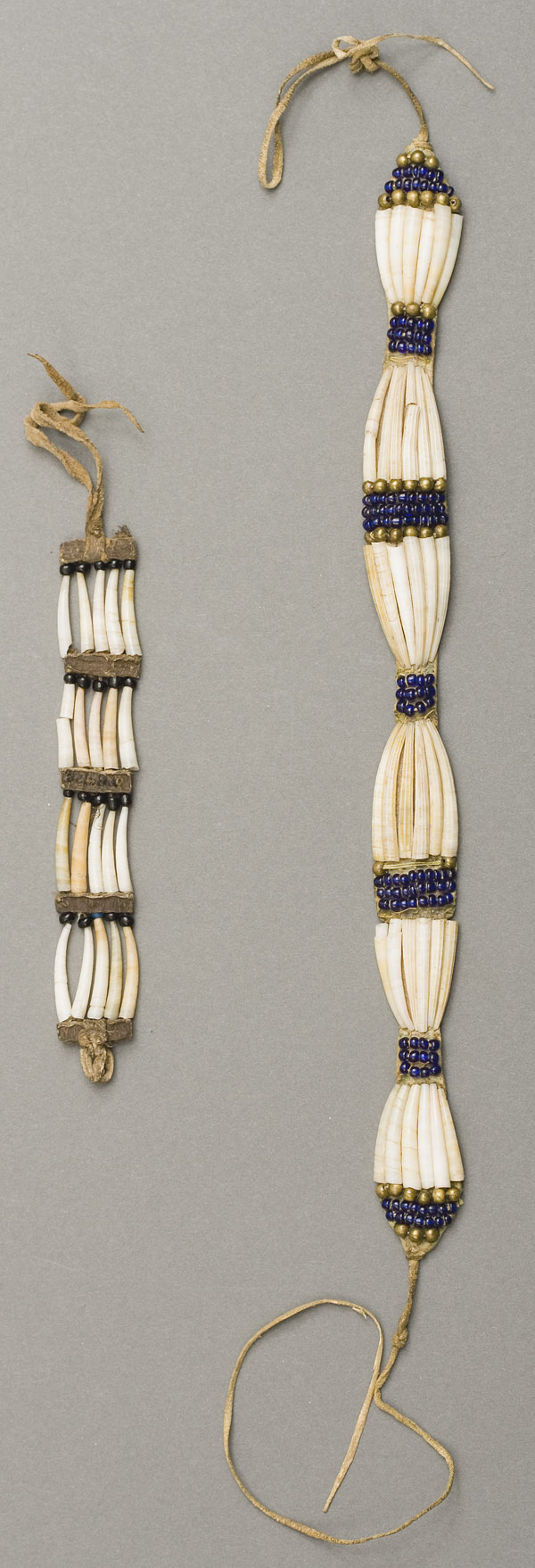
Bijoux en dentalium
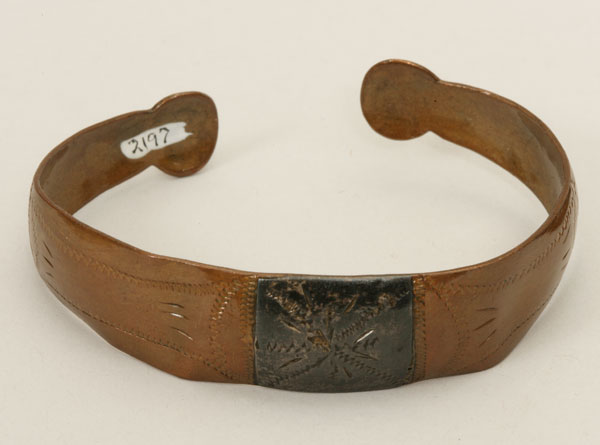
Bracelet en cuivre
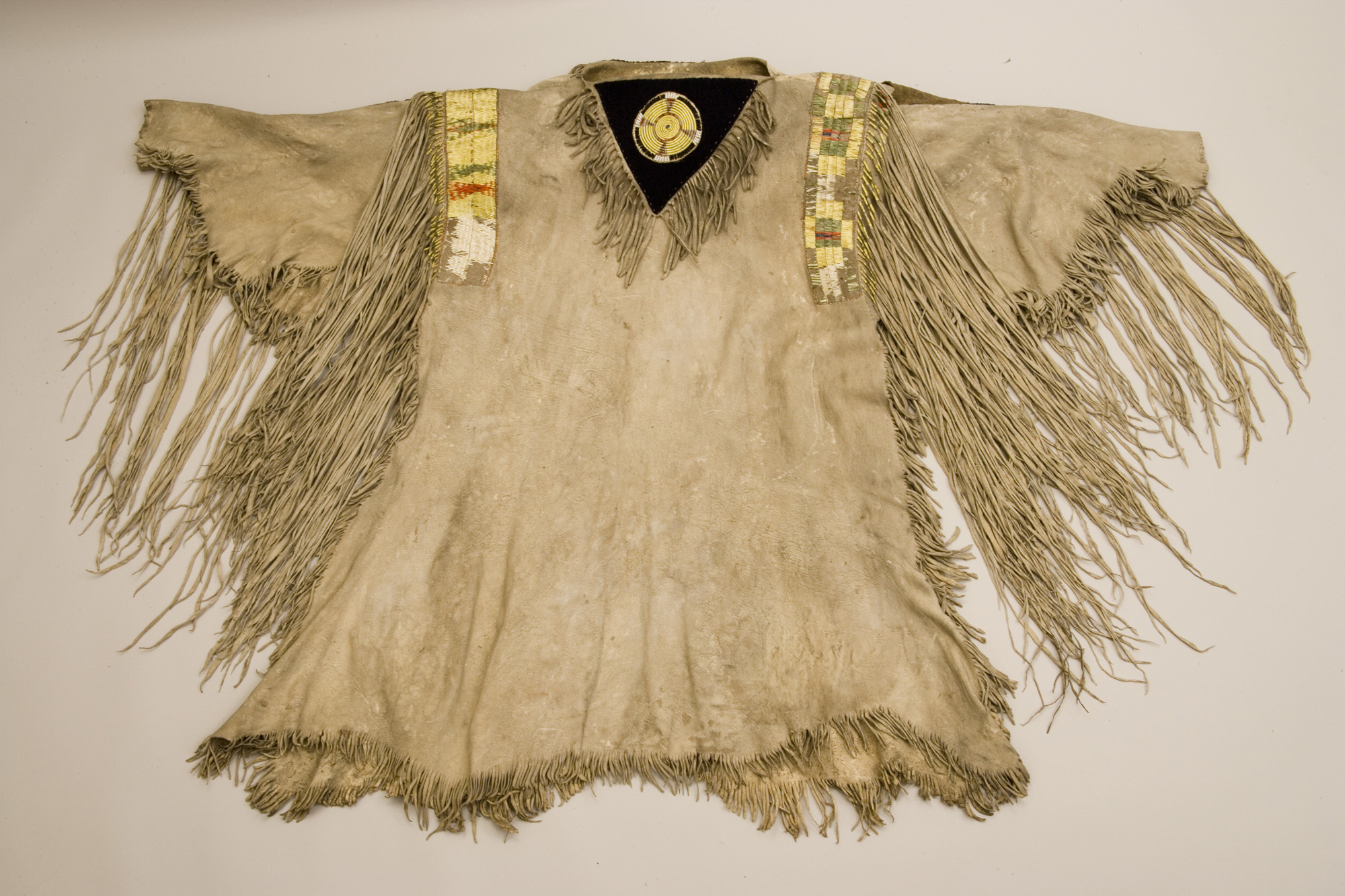
Chemise en peau
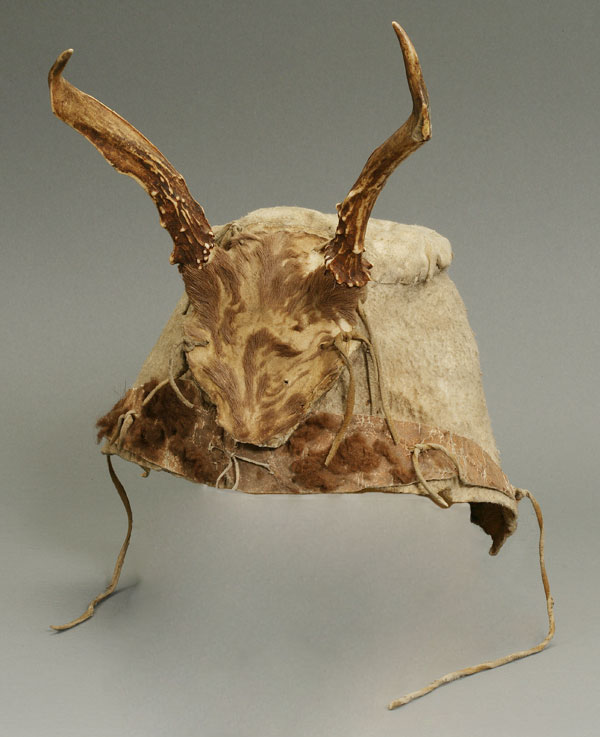
Coiffe
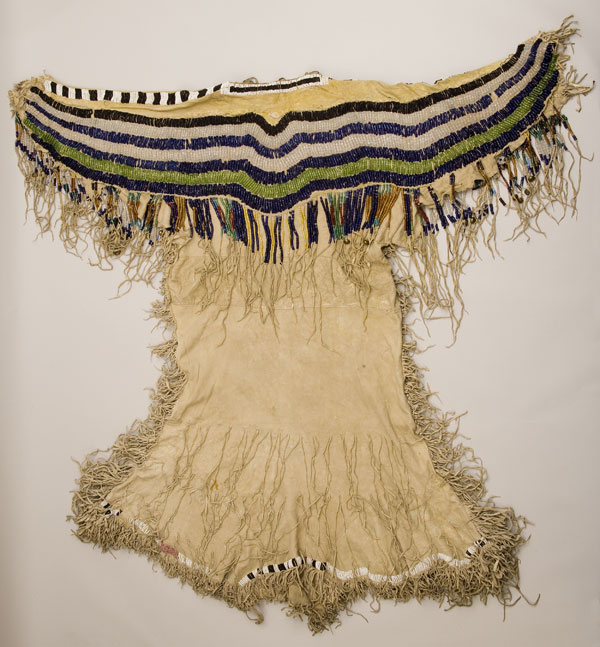
Robe en peau de daim
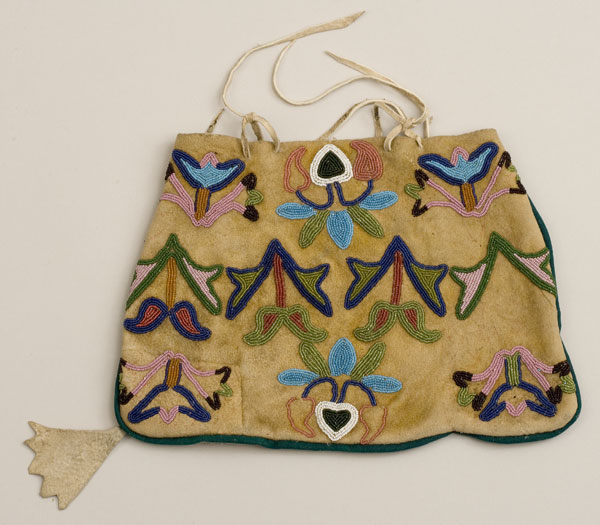
Sac décoré

### Les cycles de vie
Le Calendrier Nez-Percé :
- Mois de la saison froide (janvier) Wai-lu-pop
- Mois des bourgeons qui gonflent (février) Ah-la-tah-mahl
- Mois des premières fleurs (mars) La-te-tahl
- Mois de la récolte des racines de Khae-kheet (Pomme de terre sauvage) (avril) Ka-khee-tahl
- Mois du pain de Kouse (famille du Lomatium, une ombellifère) (mai) Ah-pah-ahl
- Mois des premières remontées de saumon (juin) Hil-lal
- Mois de la remontée des saumons à dos bleu dans le lac Wallowa (juillet) Khoy-tsahl
- Mois quand le saumon fraie haut dans les montagnes (août) Wa-wai-mai-khal ou bien Mois du temps chaud Ta-yum
- Mois quand le saumon fraie dans le grand fleuve ou Mois du cri de l'élan (septembre) Pe-khum-mai-kahl
- Mois quand les feuilles deviennent jaunes (octobre) Ho'plal
- Mois de la chasse au daim (novembre) Seekh-le-wahl
- Mois quand la nouvelle vie commence pour les faons ou Début de l'hiver (décembre) Ha-oo-khoy

### Wéy-a-kin Médecine Individuelle

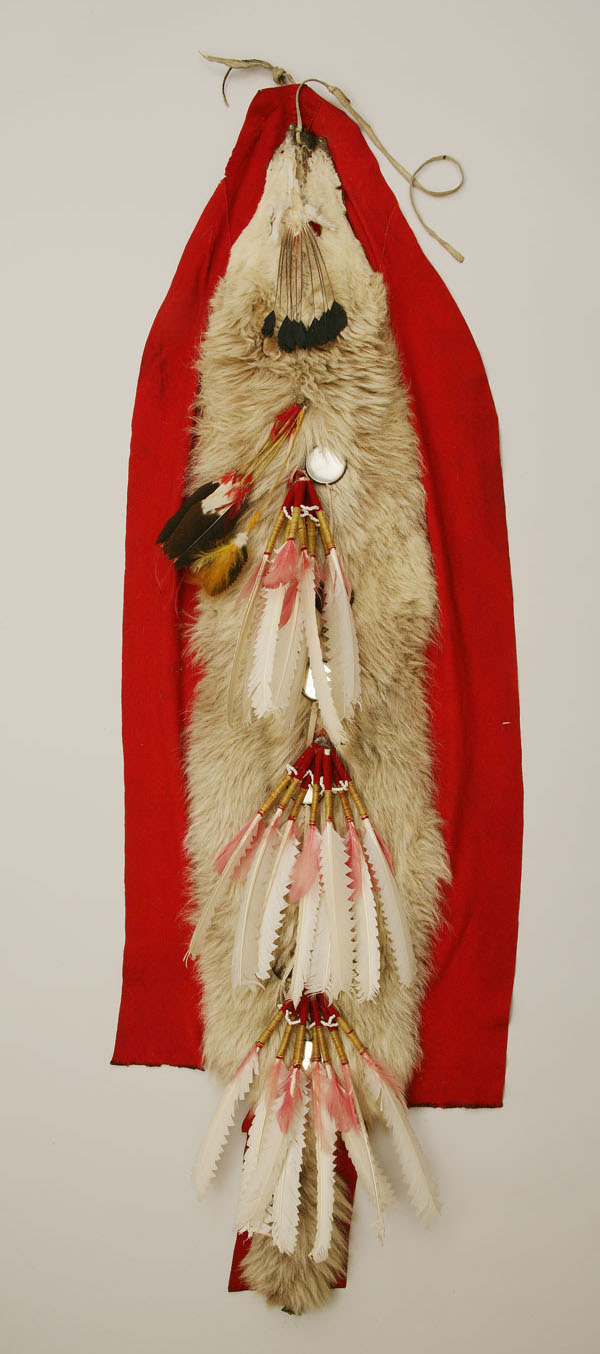
Wéy-a-kin Loup

Un environnement très hostile, des éléments naturels parfois redoutables, les animaux sauvages, les tribus ennemies, les maladies, le temps de la faim, de la peur, de la survie au quotidien.
Pour résister à tous ces dangers, les Amérindiens ont développé depuis la nuit des temps, comme tous les peuples primitifs et même ceux dits évolués ou modernes, la recherche d'une aide et d'une protection supérieure ou surnaturelle, un "ange gardien", pour pouvoir affronter la vie. Un gardien spirituel personnel infaillible et secret, le Wéy-a-kin, qui permet d'affronter les épreuves de la vie, apporte la santé, la force physique et celle de l'esprit, l'habileté à la chasse et à la pêche et même l'invulnérabilité au combat.
Ils ne peuvent trouver ces esprits tutélaires que dans leur environnement immédiat, le ciel, la lune, le soleil, les montagnes, les collines et les rivières, les étoiles, les plantes et les animaux, les arbres et les nuages, le vent, le tonnerre, la pluie ou la neige. Les Nez-Percés croient que tous les éléments et les animaux sont habités de pouvoirs mystérieux. Ils leur prêtent des valeurs et les classent dans une hiérarchie de valeurs physiques ou spirituelles. Si ce gardien secret Wéy-a-kin est particulièrement puissant, le détenteur qui est en communion avec lui peut devenir Chaman ou Homme Médecine. Il a le pouvoir de faire des prophéties, de changer le temps, de diriger les cérémonies du gouvernement tribal, ou de soigner les malades en enlevant les esprits du mal, il peut également apporter la malédiction aux ennemis.
La quête du Wéy-a-kin est codifiée par l'usage. Le jeune garçon entre 9 et 12 ans, ou plus rarement une jeune fille, entreprend sa quête personnelle. Depuis leur plus jeune âge, les enfants sont éduqués par des valeurs morales et sens de l'effort. L'enfant quitte le village à la recherche d'un lieu, le sommet d'une colline, au creux d'un rocher ou près d'un lac. Il n'emporte pas de nourriture, juste quelques gorgées d'eau. Il s'installe à l'endroit choisi et construit un cercle avec des cailloux. Le néophyte s'assied au milieu, son regard dirigé vers le soleil levant. Tremblant de froid dans la nuit il se concentre sur le moindre bruit ou mouvement. Le jour venu son corps fait toujours face à la course du soleil. L'attente peut durer des jours et des nuits. Les bruits réels ou imaginaires, les cris des animaux, les éclairs dans la nuit en effrayent plus d'un qui retourne terrorisé ou malade au village. D'autres peuvent sombrer dans un sommeil hallucinatoire.
Pour ceux qui résistent, le Wéy-a-kin apparait sous la forme d'un oiseau blanc, d'un chevreuil bondissant, d'un renard qui mulote, d'un rayon de soleil à travers un nuage ou de branches qui ondulent au vent. Pour être compréhensible à l'enfant, le Wéy-a-kin doit prendre allure humaine sous la forme d'un chant, ou plutôt d'onomatopées, seulement compris par le chanteur et incompréhensible pour les autres.
Durant cette révélation l'enfant s'imprègne de tous les signes de la vision afin de porter des talismans et objets qui le garderont en relation avec l'esprit. Il pourra demander une aide directe en cas de grande nécessité ou bien par l'intermédiaire des rêves. De façon exceptionnelle il peut y avoir une deuxième quête pour renforcer l'esprit du Wéy-a-kin.
C'est une épreuve très forte pour les jeunes adolescents, la découverte et la vérité sur eux-mêmes, le passage à l'âge adulte.
Les Blancs appelleront médecine ce lien entre l'esprit et l'indien, une vraie force individuelle.
Pour ceux qui n'ont pas eu la vision, un parent proche peut leur donner un Wéy-a-kin. Si cela n'est pas possible, le malheureux est condamné à un avenir incertain au sein de la tribu et à la pauvreté. Il n'est pas imaginable de mentir ou de simuler avoir eu la vision. Les parents vont parfois faire un contrôle pour avoir les preuves du séjour de l'enfant. Le menteur est voué à la vindicte publique et pire le Wéy-a-kin qu'il a prétendu avoir trouvé peut se retourner contre lui.
Celui qui aura trouvé son esprit gardien ne dira rien de sa quête jusqu'à ce que, des années plus tard, il se sente prêt à participer au Wee'kwetset, la danse de l'esprit gardien. Elle se déroule en hiver, sous la grande tente commune, sur décision du Chaman. Les gens revêtent leurs plus beaux habits et la danse commence après le coucher du soleil. Les danseurs suivent le rythme du battement des tambours, ils chantent et révèlent leur Wéy-a-kin par le chant appris lors de leur quête ou par des gestes énigmatiques compréhensibles seulement à eux seuls. Cela dure cinq jours, ensuite une autre bande prend le relais. Ils se déplacent de camp en camp, ce qui permet la cohésion de la tribu et d'établir une position dans la hiérarchie.

### La loge à sudation

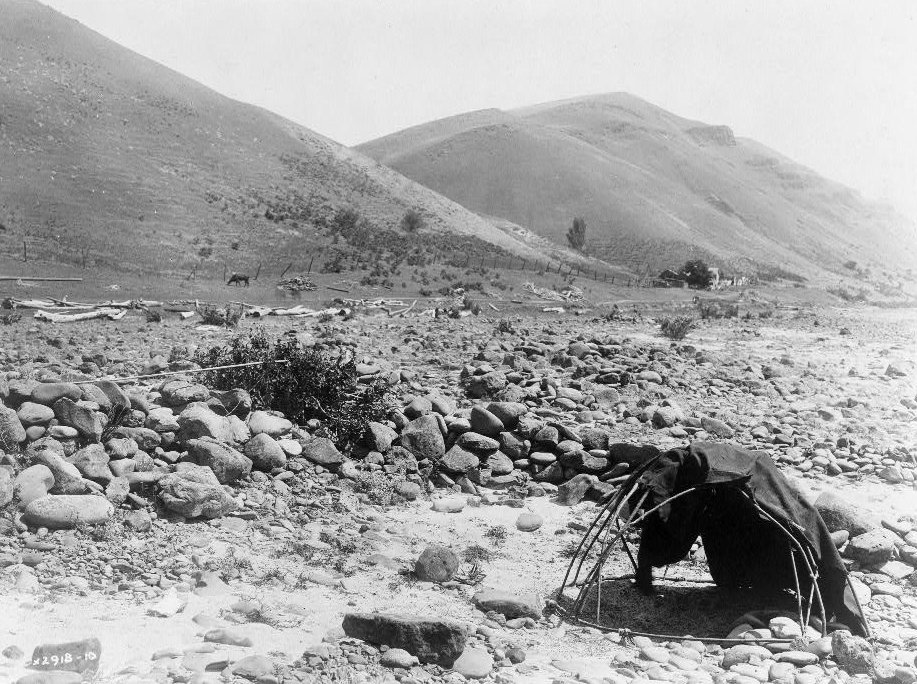
Hutte à sudation

Selon une légende Nez-Percé, Coyote inventa les saisons en ramenant Soleil à la vie dans une hutte à sudation.
Dans les temps anciens, le Soleil brillait tout le temps. C'était toujours l'été, il faisait très chaud, la terre était sèche et les gens malheureux. "Je peux faire quelque chose contre ça" dit coyote, "je vais prendre la place du Soleil". Il grimpa sur la plus haute colline et appela le Soleil, lui demandant de descendre mais le Soleil ne lui prêta pas attention et se dirigea vers l'ouest. Coyote sauta aussi haut que possible mais il ne put l'attraper. Il courut vers l'endroit où le Soleil était bas dans le ciel mais il était toujours hors d'atteinte. Coyote demanda alors à la grenouille de l'aider. "Je vais te lancer très haut dans le ciel et comme tes pattes sont collantes tu pourras attraper le Soleil et le ramener". "C'est une bonne idée" dit la grenouille et ils escaladèrent la plus haute montagne en attendant son passage. Coyote lança la grenouille aussi fort qu'il put et sachant que le voyage serait long il redescendit de la montagne en attendant la venue du Soleil sur la terre. Coyote alluma un feu et dès que le bois commença à brûler il le recouvrit de terre. Puis il planta des poteaux de teepee mais ne les recouvrit pas de peaux. Avec des branches de saule il fit une construction de loge à transpirer près de la rivière. Grenouille ramena le Soleil, Coyote était prêt et dit "mon ami je suis heureux que vous nous rendiez visite. Nos pères étaient très amis. Laissez-moi vous montrer où ils étaient ensemble." Coyote lui indiqua les poteaux de leur teepee puis il gratta la terre pour découvrir les braises du dernier feu et lui montra l'armature de saule de la loge. "Ils devaient être de très bons amis" dit le Soleil. Confiant le Soleil accepta l'invitation de Coyote, ils chassèrent ensemble toute la journée et se reposèrent le soir. Coyote voulait tuer le Soleil avec son couteau mais il ne fermait jamais ses yeux. Rusé Coyote dit "quel est cet animal étrange là bas?", le Soleil détourna son regard et Coyote en profita pour lui couper la tête. Coyote avait pris le pouvoir du Soleil et il pouvait monter dans le ciel.
Jour après jour Coyote passait sur la terre, au début c'était amusant car il pouvait tout voir et découvrir mais à la longue cela devenait ennuyeux et fatigant. « Ce travail est trop dur, je dois ramener le Soleil à la vie », il redescendit sur la terre et prépara la loge à transpirer. Il traîna le corps dans la loge et mit la tête sur les épaules, puis il chauffa la hutte. Quand cela fut très chaud Coyote sauta quatre fois par-dessus le corps du Soleil et à la quatrième fois Soleil reprit vie. » Je me suis bien reposé, mon travail est très dur » dit le Soleil. « C'est vrai » dit Coyote « et voilà ce que vous allez faire à partir de maintenant. Tout d'abord il y aura une saison chaude où vous travaillerez longtemps, ce sera l'été, puis vous commencerez à vous reposer un peu pendant l'automne et vous ne travaillerez presque plus quand il fera froid en hiver. Vous recommencerez à travailler un peu plus chaque jour au printemps pour arriver à la grande saison de l'été. »
C'est pour cette raison que les quatre saisons existent aujourd'hui.
Les bains de vapeur sont connus par de très nombreuses civilisations depuis la plus haute antiquité.
Chez les Nez-Percés les structures sont provisoires puisqu'ils se déplacent tout au long de l'année. Des pierres sont mises à chauffer dans un feu à l'extérieur puis transportées dans la loge qui est ensuite couverte de façon hermétique. Des plantes aromatiques médicinales sont déposées sur les pierres puis on verse de l'eau qui se dégage en vapeur.
Dans la pratique du bain de vapeur il y a un mélange de relation sociale, de thérapeutique, de rituel purificateur et régénérateur.

### Danses

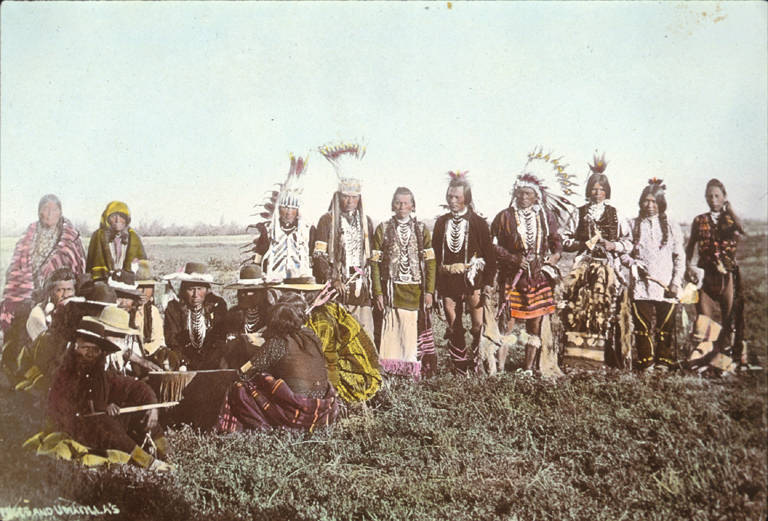
Pow Wow

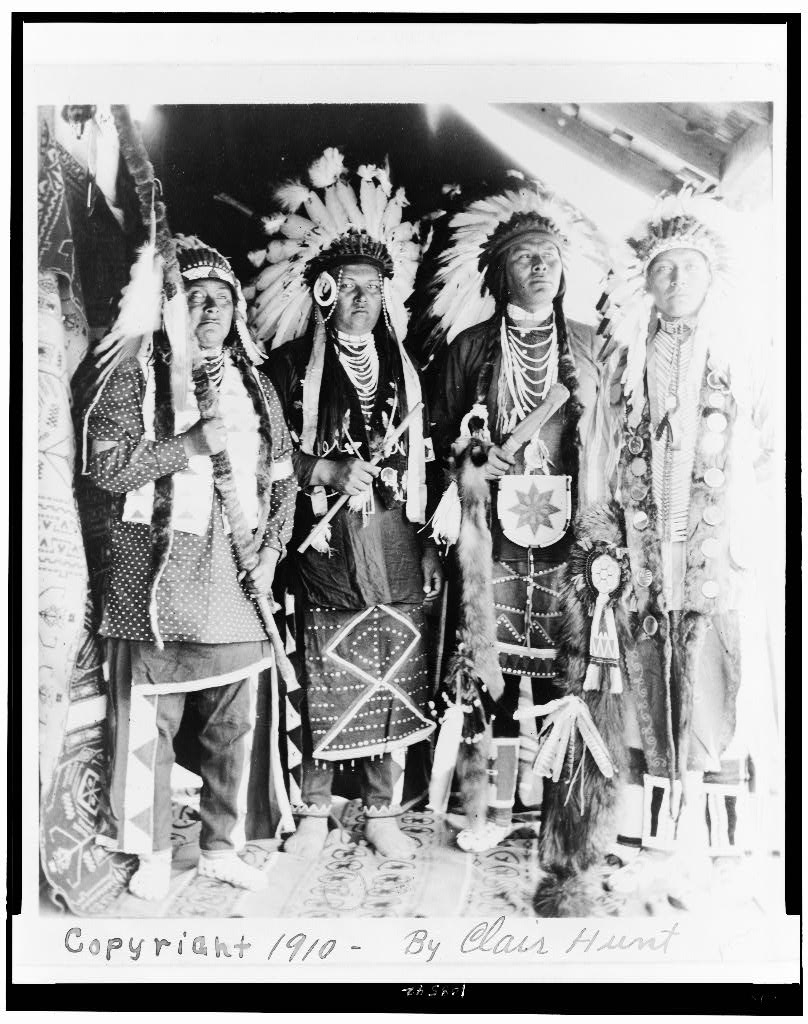
Danseurs Réserve de Colville

### La chasse
Le temps s'écoule en cycles de vie. Celui de la chasse est le plus important, il conditionne la vie et la survie de la tribu tout entière. Les chasseurs connaissent les comportements et lieux de regroupements. Arrivés à cheval sur le terrain de chasse, ils continuent à pied pour l'approche du gibier et pouvoir mieux se dissimuler. Ils peuvent se couvrir de peaux de bêtes et de cornes pour ne pas effrayer les animaux.
L'ours, Frère de l'Homme pour les Indiens car parfois bipède, est rarement agressif en lui-même selon les habitants du pays de l'ours. À condition de rester à distance raisonnable il continue de vaquer à ses occupations favorites, les baies, miel ou plantes de son choix. S'il se sent menacé parce qu'il est acculé dans un endroit sans issue de fuite, une femelle avec ses oursons ou bien à proximité d'une carcasse de gibier il va défendre son bien par une attitude agressive puis une simulation de charge jusqu'à venir à une distance très proche de l'intrus sans contact. Celui-ci n'a que la possibilité de se grandir en agitant les bras et de crier pour impressionner l'animal, en dernier ressort de se coucher sur le ventre en écartant les jambes pour ne pas se faire retourner et en se protégeant la tête avec les bras, tout en demeurant immobile. Bien que herbivore, l'ours ne dédaigne pas la viande. Il adore le poisson très riche et facile à attraper lors de la remontée du saumon. Il peut tuer un chevreuil, un daim ou un bison et de façon exceptionnelle s'il a décidé qu'un homme est son repas, il n'y a aucune issue pour la victime.

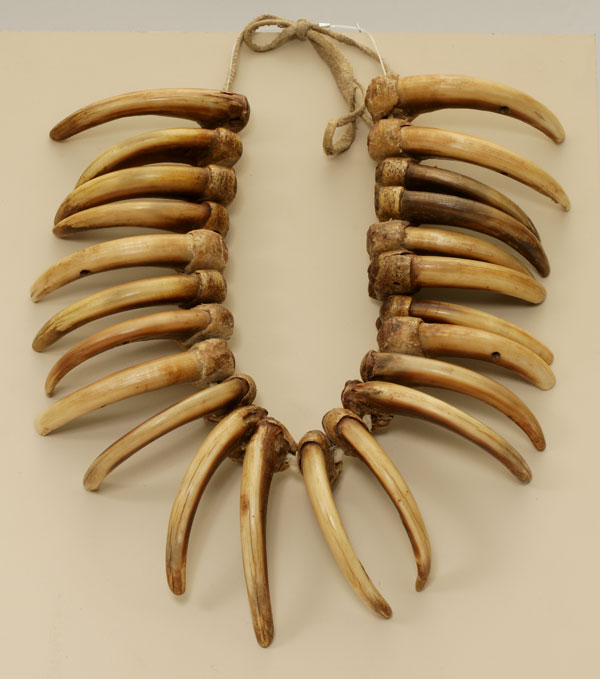
Collier en griffes d'ours

Sous son air débonnaire et pataud il peut courir aussi vite qu'un cheval au galop, grimper aux arbres et nager. Dépassant les deux mètres dressé sur ses pattes arrière et pesant jusqu'à plus de 750 kg pour les plus grands spécimens, d'une puissance extrême, doté de griffes et de dents redoutables, un grizzli ou un ours noir peut s'avérer particulièrement dangereux et le chasser peut être souvent mortel.
Les petits animaux faisaient également partie du quotidien, lièvres, porcs-épics, dindons sauvages.

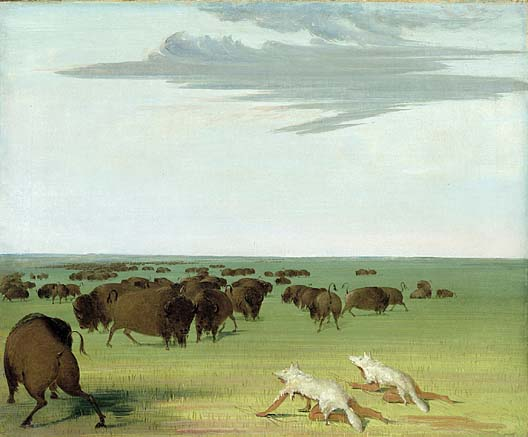
Approche d'un troupeau

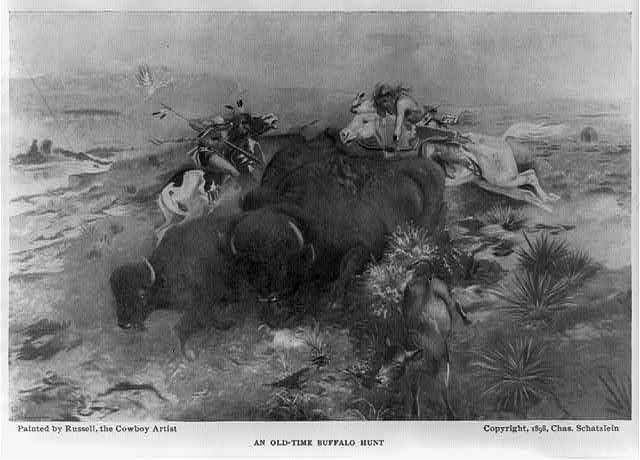
La chasse au bison

La chasse la plus recherchée est la chasse au bison. Un adulte mâle peut atteindre une tonne mais pour la nourriture ils préfèrent les veaux dont la viande est plus tendre avec des friandises telles que les reins, le foie, la langue, la cervelle ou les os à moelle.
La peau sert à confectionner des teepees, manteaux, d'hiver, literie, semelles de mocassins, gants ou boucliers, le cuir cru pour les cordages, parflèches, entraves et sangles de chevaux, les tendons pour les arcs ou la couture, la vessie sert au transport de l'eau, les os comme instruments ou bouillis pour fabriquer de la colle, les sabots comme récipients, la queue comme chasse-mouches, la bouse sèche comme combustible quand il n'y a pas de bois.
Le bien le plus précieux et de très grand prix est le cheval de chasse. Il a été choisi pour ses qualités de vitesse, de précision, de réaction et d'équilibre. Son entraînement est très poussé et long, la confiance et la communion doivent être totales entre homme et cheval. C'est sur lui que repose la vie du cavalier et par là même la survie de sa famille. Lors de la course au grand galop côte à côte avec le bison choisi par le cavalier il est capable de dégager au seul bruit de la flèche décochée pour éviter la chute de l'animal touché à mort.
Le cavalier quasiment nu, monte à cru pour ne pas alourdir avec le poids de la selle, les jambes sont enduites d'un produit collant pour ne pas glisser. Les deux mains occupées, il guide le cheval à l'assiette. Le fusil n'est pratiquement jamais utilisé car impossible à recharger par le canon au grand galop. L'arme de choix est l'arc, une flèche engagée, d'autres tenues entre les dents et dans la main qui tient l'arme. Il s'agit d'un arc de chasse, plus court que l'arc de guerre, avec une puissance d'impact et de pénétration énormes à faible distance. La lance est également employée ou bien la massue.
Avant la découverte du cheval, les Nez-Percés ont connu le bison sur le flanc ouest des montagnes Rocheuses. Il y avait quelques troupeaux qui ont été décimés vers la fin du XVIIIe siècle par les Amérindiens. La chasse se faisait par une approche à pied ou en rampant jusqu'à distance de tir ou bien encerclement par l'ensemble de la tribu dans une zone choisie, les animaux étaient soit bloqués dans un cul-de-sac et massacrés pour la plupart, soit affolés par les cris et précipités du haut d'une falaise.
Après leur disparition il était hasardeux d'aller chasser dans les grandes plaines. Le voyage très long ne permettait le déplacement que de petits groupes de chasseurs et de plus il fallait traverser le territoire des ennemis héréditaires les Pikunis. Le cheval permettra ce déplacement de manière plus facile mais tout aussi dangereuse.

### La guerre

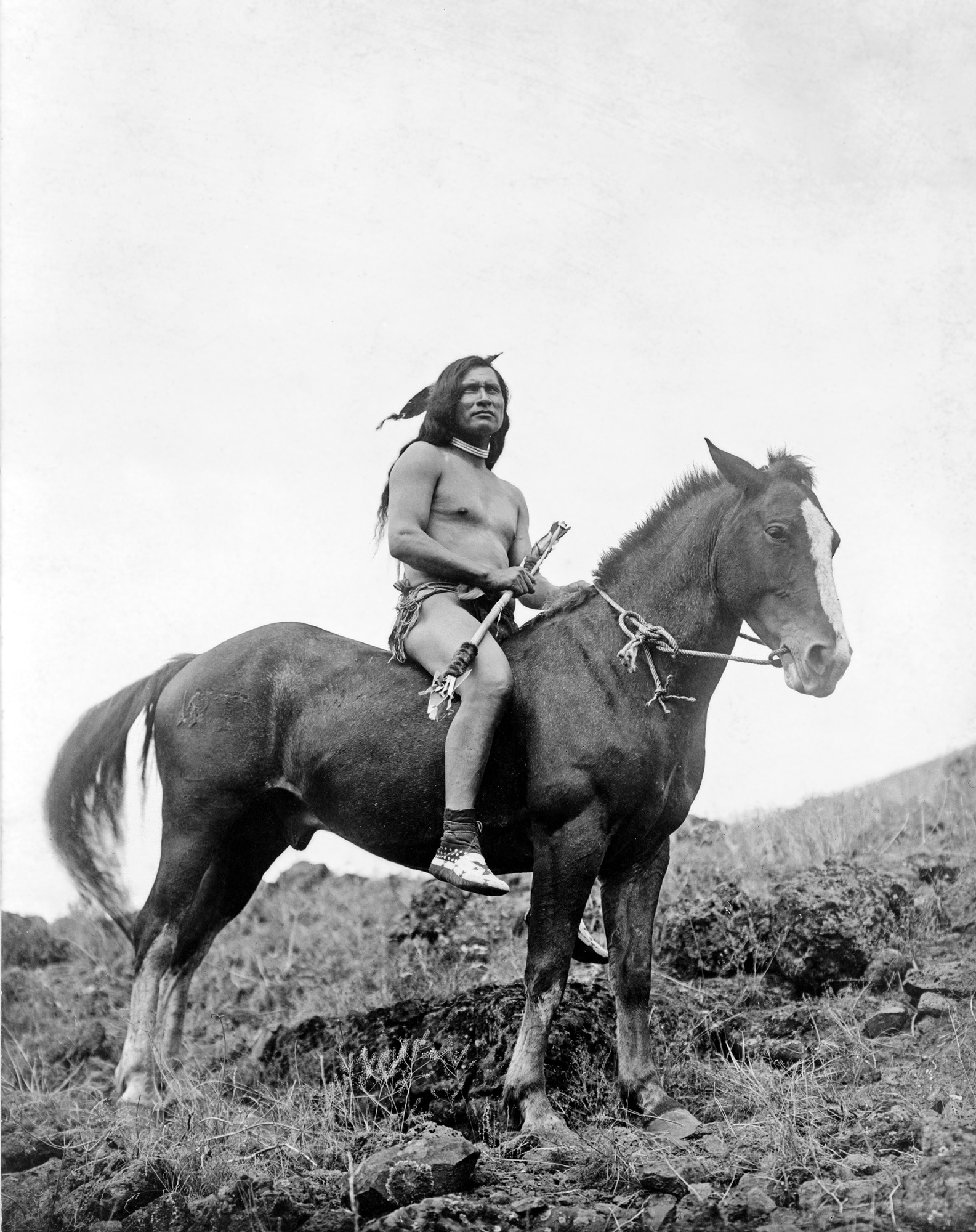
Un guerrier Nez-Percé sur sa monture photographié par Edward S. Curtis.

Partie intégrante de la structure sociale des tribus. Ce ne sont pas des conquêtes territoriales mais des raids et incursions dans les territoires des tribus ennemies qui maintiennent un état de guerre et d'insécurité permanents.
Elles participent au fonctionnement même de la société par l'accomplissement de rites signifiants. Les guerriers peignent leur visage et leur corps, leur cheval de combat, dansent avec leurs armes et entonnent des chants de guerre.
C'est le moyen pour les jeunes de s'affirmer dans la communauté pour leur bravoure et leur habileté et de devenir des guerriers dont on racontera les prouesses et les exploits lors des réunions. Cela permet aussi au chef de confirmer sa fonction et d'asseoir son autorité par la sagesse et la justesse de ses décisions. Seuls des volontaires y participent. Ceux qui ne vont pas combattre ne sont pas déconsidérés pour autant, ils ont leurs raisons propres ou bien c'est une volonté du Grand Esprit qu'ils demeurent au village pour protéger les femmes et enfants des guerriers partis au combat.
À l'origine ce sont le plus souvent des querelles pour une femme, des terrains de chasse, des pillages avec vols de chevaux, source de grand prestige, ou capture de prisonniers, des vengeances privées.
Ce sont des conflits de courte durée. Il est plus glorieux de toucher son adversaire par un coup que de le tuer et inconcevable d'exterminer l'adversaire pour conquérir son territoire.
Les Blancs apporteront des concepts différents quand ils impliqueront les Amérindiens dans les guerres coloniales et leur apprendront même la pratique du scalp.

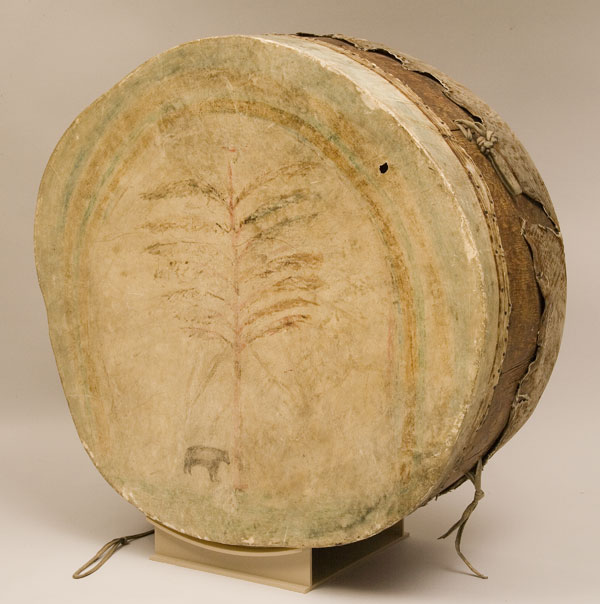
Tambour de guerre
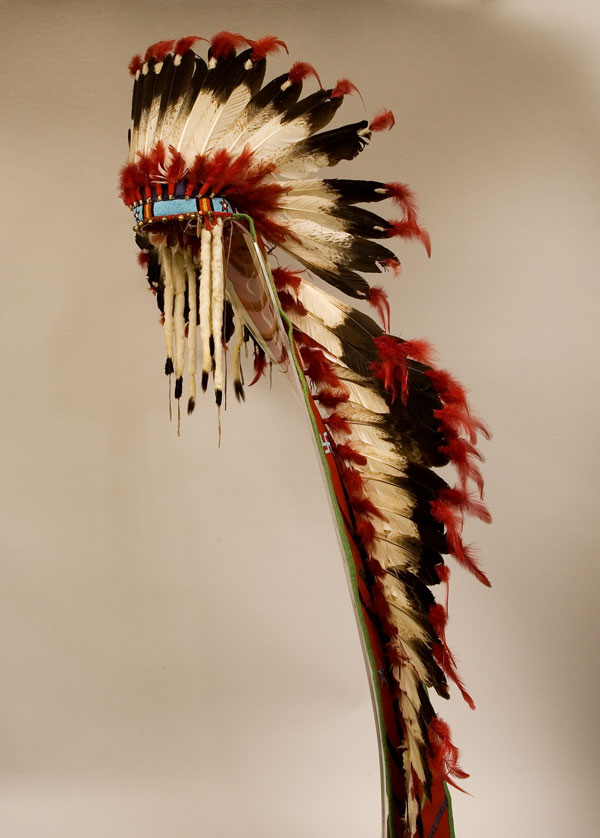
Coiffe de guerre en plumes
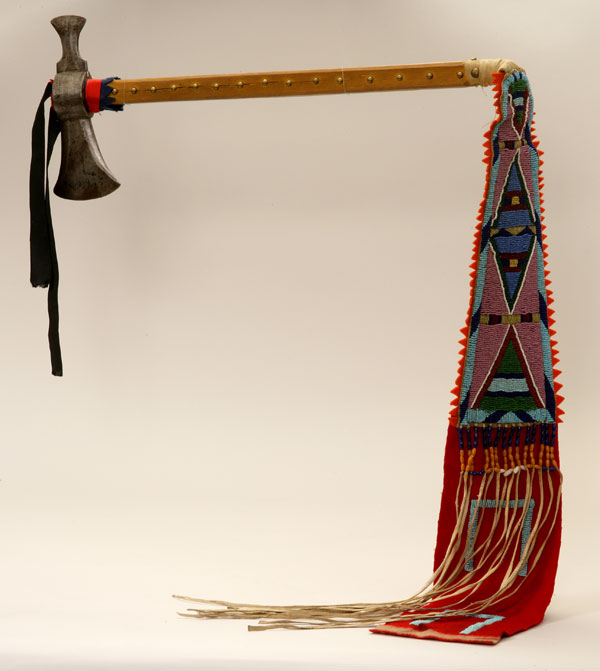
Tomahawk
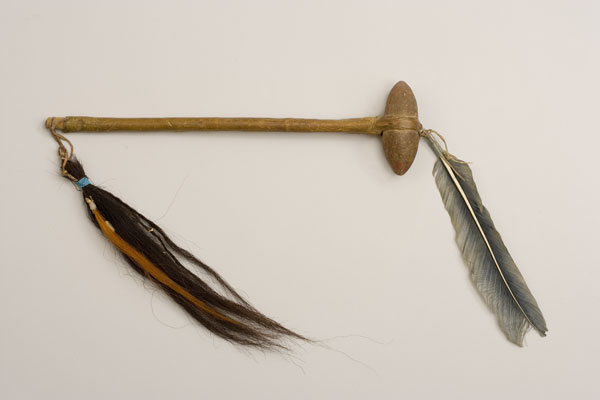
Massue

### L'élevage des chevaux

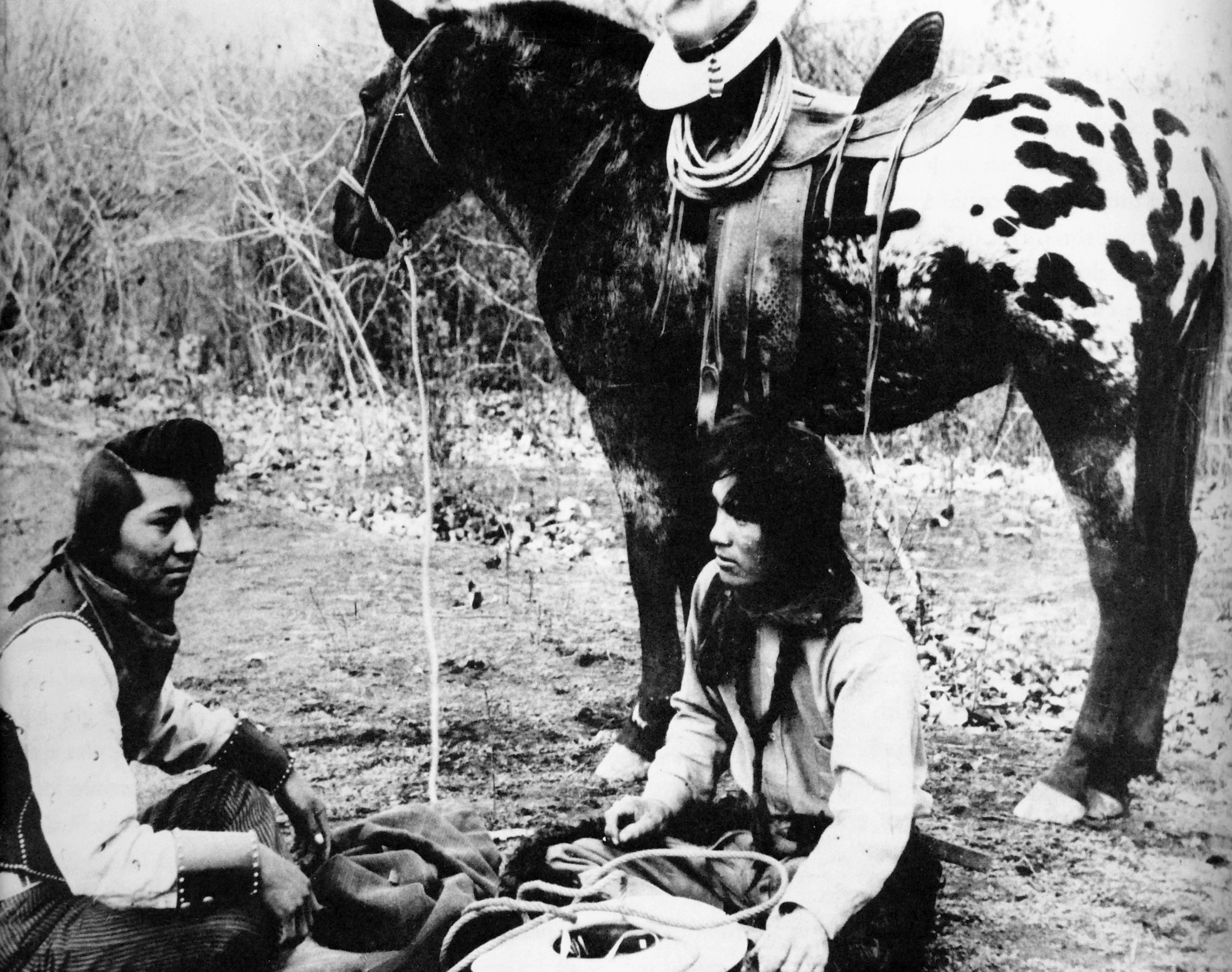
Appaloosa Nez-Percé

Il semble que le cheval, le Chien mystérieux, ait été découvert par les Nez-Percés aux alentours de 1700–1730, soit lors d'échanges commerciaux avec les Shoshones ou lors de conflits contre leurs ennemis les Pikunis (Piegans, Pikunis) lors du passage des montagnes Rocheuses pour se rendre sur les terrains de chasse du bison dans les Hautes Plaines.
Au milieu du XVIIIe siècle, les Nez-Percés étaient devenus un peuple cavalier.

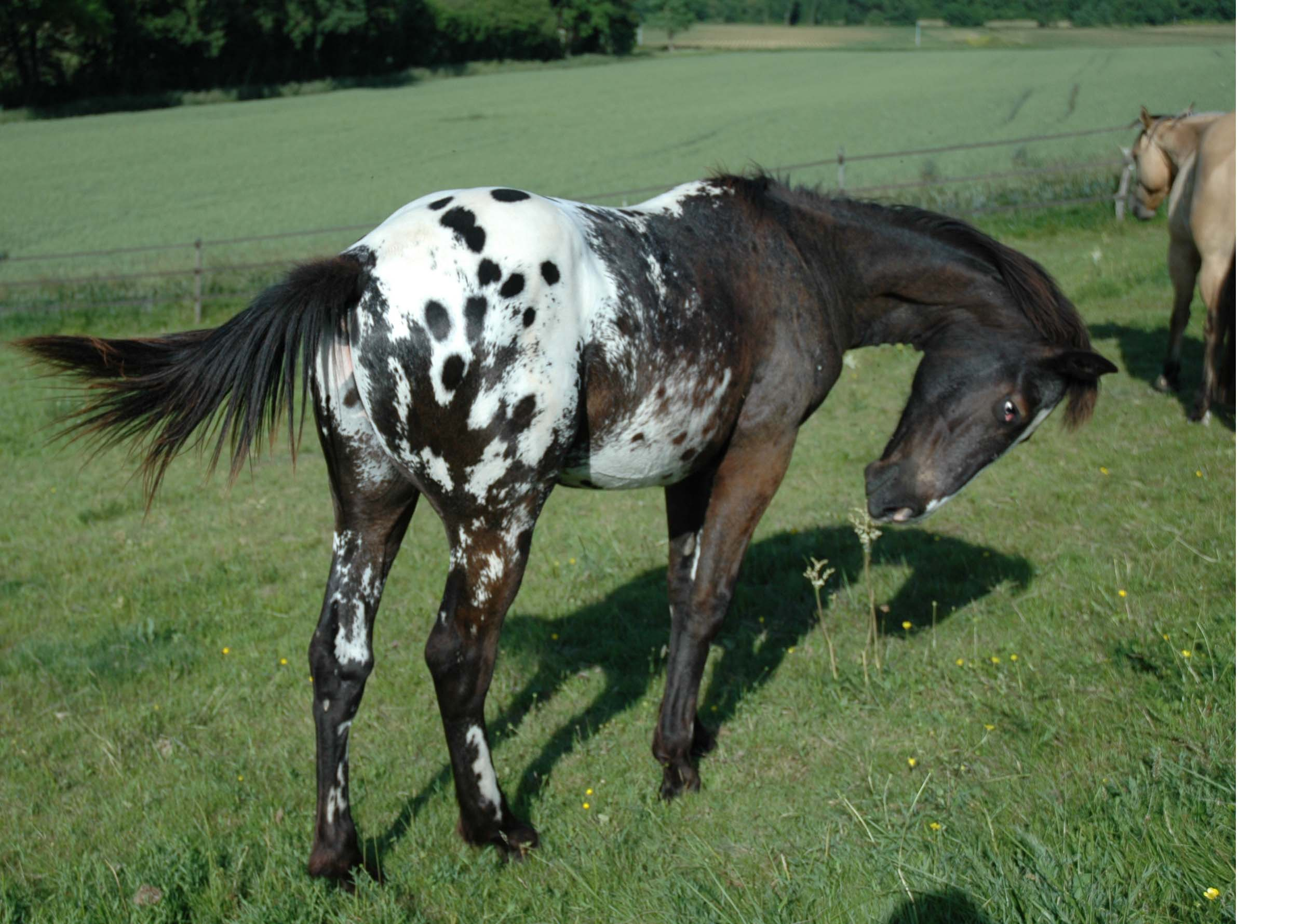
Appaloosa noir blanket

L'environnement naturel est très favorable pour les pâtures et les besoins des chevaux. En altitude sous les forêts et sur les hauts plateaux, en été les terres sont riches et grasses avec des herbages très nutritifs. En hiver les troupeaux redescendent dans les vallées protégées où il y a peu de prédateurs. Les montagnes et précipices naturels quasi infranchissables qui ont protégé les tribus vont également favoriser le développement des troupeaux de chevaux à l'abri des raids des tribus hostiles.
La découverte du cheval va révolutionner la vie quotidienne avec le transport de charges plus lourdes lors des migrations, des techniques de chasse ou des raids guerriers vers des territoires éloignés.
Vers 1860 les Nez-Percés possédaient environ 20 000 chevaux et les Cayuses, Walla Wallas et Umatillas pas moins de 15 000.
Les Nimíipuu sont reconnus pour leur production équine. Au XIXe siècle, ils avaient obtenu par croisements successifs la race des Appaloosas afin de disposer de chevaux adaptés à leurs besoins. Les premiers à avoir remarqué ces chevaux colorés furent les trappeurs français près de la Palouse River, d'où le nom de cheval de la Palouse puis par déformation angliciste Appaloosa. De nombreux voyageurs ont été émerveillés par l'élégance de ces animaux et les méthodes de sélection des lignées.

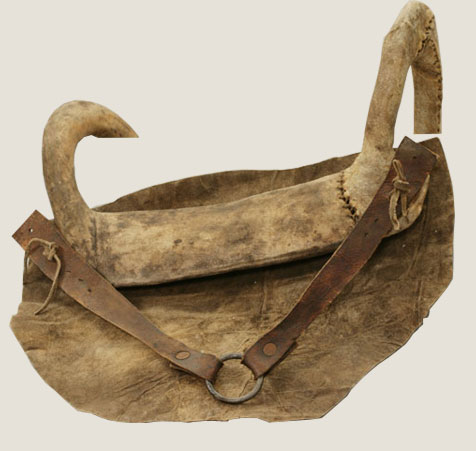
Selle d'homme
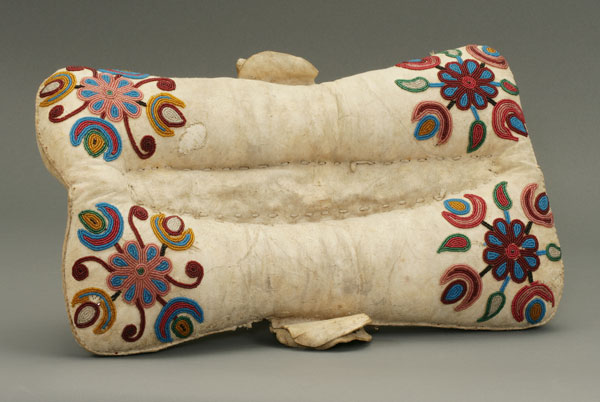
Tapis de selle
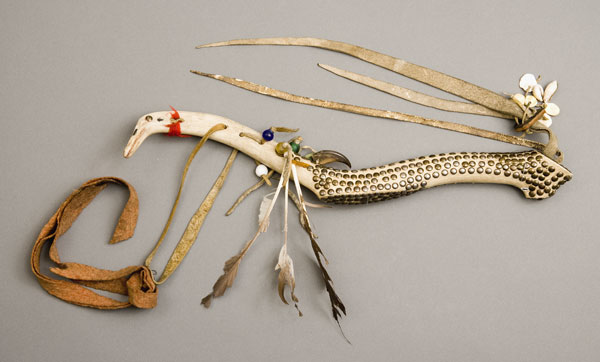
Cravache
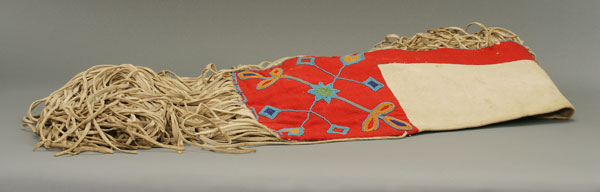
Couvre rein pour cheval
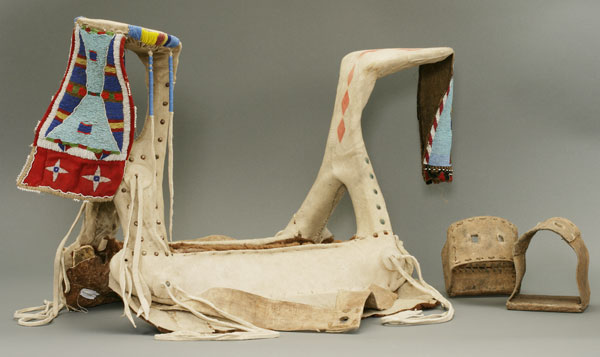
Selle de femme
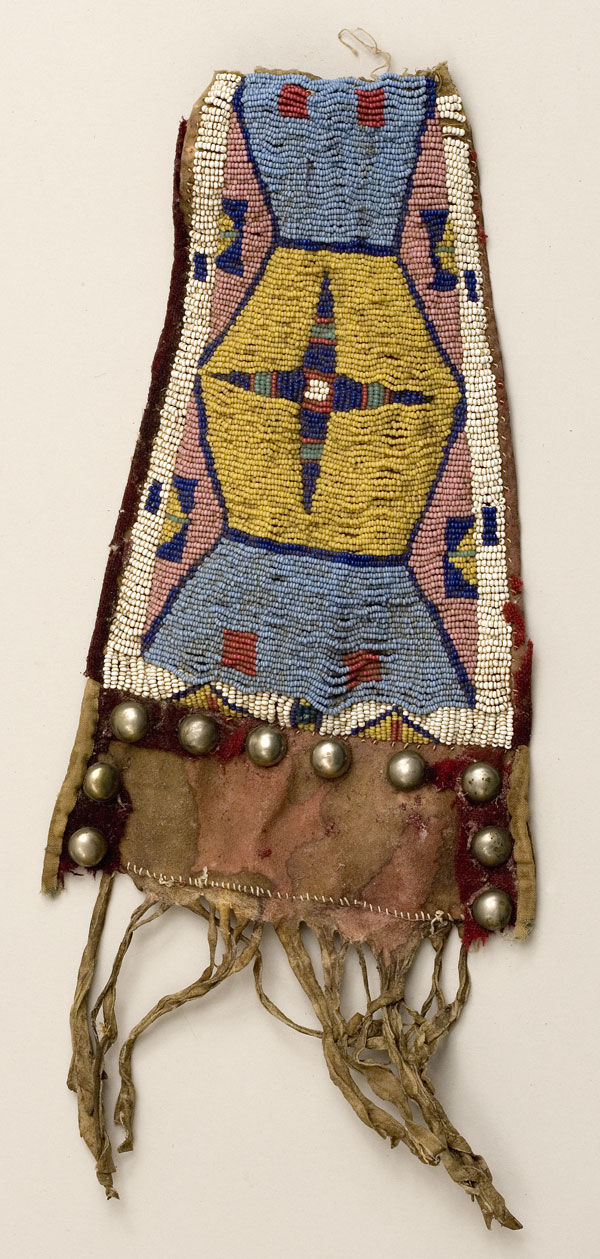
Panneau décoratif de selle-perles
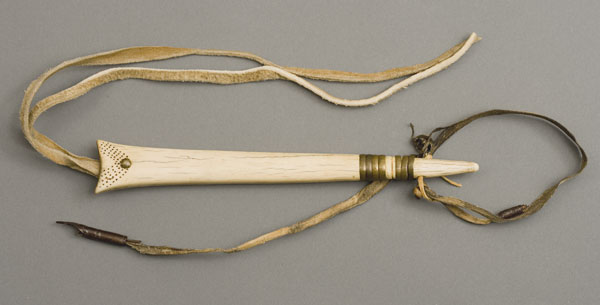
Cravache

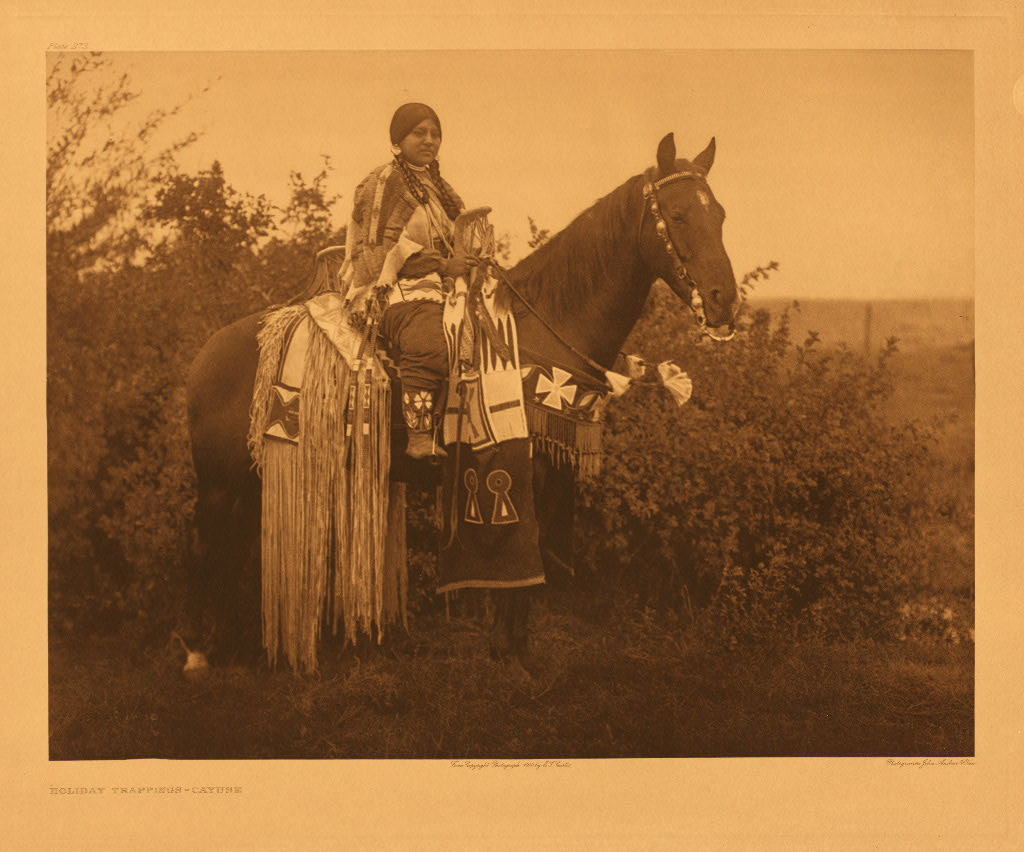
Harnachement

En 1992, sous la houlette d'un Diné marié à une Nimíipuu, Rudy Shebala, ils entreprennent le Nez Perce Horse Program, énorme travail de sélection fondé sur le croisement d'Appaloosas et d’Akhal-Tekes, du Turkménistan et du Nord de l'Iran, pour produire une nouvelle race distincte, les chevaux des Nez-Percés. C’est un programme de rénovation de l’élevage de chevaux des Nimíipuu, fondé sur leur tradition d’élevage et de sélection, détruite au XIXe siècle, notamment par le vol et le massacre de leurs chevaux par l'armée américaine. Ce travail est financé par l’Administration for Native Americans, le conseil tribal nimíipuu et une association à but non lucratif, le First Nations Development Institute, sans compter le soutien de l’Appaloosa Horse Club (association internationale basée à Moscow, dans l'Idaho) et les efforts incommensurables de Rudy Shebala, dont le travail ne se limite pas aux équins, car il vise aussi à restaurer une meilleure condition sociale des Nimíipuu et, plus généralement, à faire preuve quotidiennement que l'on peut être « fier peau-rouge ».
Un documentaire leur a été consacré par Laure Poinsot, intitulé Les Cavaliers du Mythe, no 7 : Les Indiens Nez-Percés.

## Membres célèbres

### Chef Lawyer

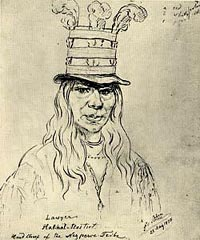
Chef Lawyer

Son nom d'origine est Hal-hal-hot-tsot.
Fils de Twisted Hair, il est né vers les années 1800. Twisted Hair s'est occupé des chevaux de Lewis et Clark pendant leur exploration de la Snake River et du Columbia et leur hivernage a Fort Clatsop.
Enfant, il a dû entendre les histoires que racontait Wa-ku-ese, une femme Nez-Percé qui avait été enlevée enfant lors d'une guerre inter-tribale et conduite dans la région des Grands Lacs. Elle avait été en contact avec les Blancs (So-yap-po, « hommes avec une couronne », désignant ainsi le chapeau que portaient les colons).
Elle a appris la façon de vivre des Blancs et elle est retournée dans sa famille en gardant une opinion très favorable des So-yap-po, ce qui a probablement contribué à la réception amicale des membres de l'expédition de Lewis et Clark arrivant dans ces territoires six mois plus tard.
Chef Lawyer sera blessé au visage lors d'un combat contre les Pikunis dont il gardera des traces toute sa vie.

### Chef Joseph
Hin-mah-too-yah-lat-kekht, également appelé Young Chief Joseph, pour le distinguer de son père, est le plus célèbre des Nimíipuu.

### Looking Glass

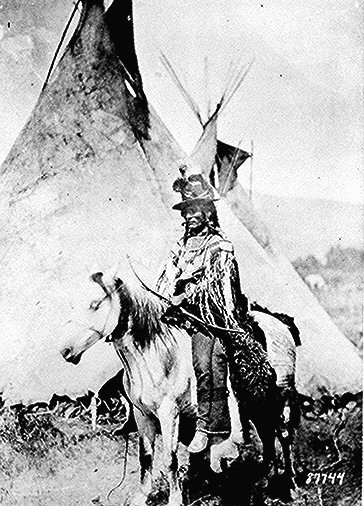
Looking Glass

Allalimya Takanin (1832–1877). Malgré son ressentiment dû à la cupidité des Blancs pour les terres indiennes et le projet gouvernemental de déporter son peuple à Lapwai (Oregon), il souhaitait éviter d'entrer en guerre avec le gouvernement fédéral. Mais le Général Oliver Otis Howard était convaincu qu'Allalimya Takanin, grand guerrier reconnu, prendrait les armes et a donc ordonné son arrestation immédiate. Le chef parvint à échapper. Cet épisode a fait de Hin-mah-too-yah-lat-kekht le compagnon indéfectible d'Allalimya Takanin pour la retraite de 1877.
Un autre membre éminent de la tribu est Archie M. Phinney (1903 - 1949), qui suivit les cours de Franz Boas à l’université Columbia et publia un recueil de mythes et légendes des Nimíipuu.
Actuellement, sur les traces de Jackson Sundown (un neveu de Hin-mah-too-yah-lat-kekht), Carl Ray Powaukee redonne une nouvelle fierté aux Nimíipuu par son travail avec la race des chevaux Nez-Percés, après s'être mis en selle à l'âge de seize ans.

## Éponymie
Cryptaulax nezperceorum Nützel & Erwin, 2004, un gastéropode du Trias trouvé sur les terres des Nez-Percés, a été nommé en leur honneur.

## Littérature
- Jesus-Christ-Nim. Kinne uetas-pa kut Ka-Kala Time-Nin i-ues Pilep-eza-pa Taz-pa Tamtai-pa Numipu-timt-ki est une 'Vie de Jésus-Christ selon les quatre évangiles' composée dans la langue des Nez-Percés, par le missionnaire jésuite, Giuseppe Cataldo (Portland, 1914).